# Frühmittelalter

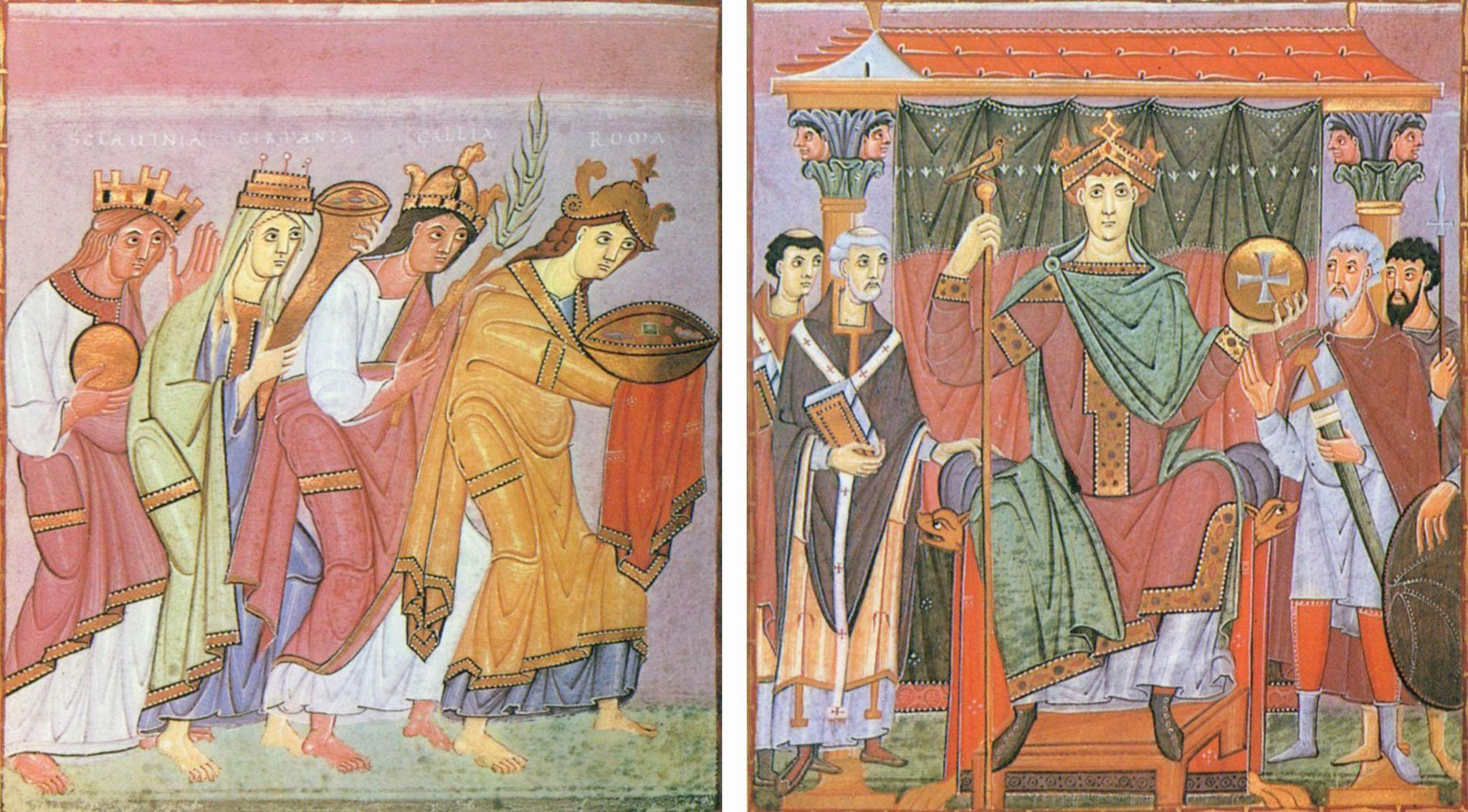
Aus dem Evangeliar Ottos III. (Bayerische Staatsbibliothek, Clm 4453, fol. 23v–24r): Der Kaiser thronend zwischen zwei Säulen vor einer angedeuteten Palastarchitektur. Neben ihm stehen zwei geistliche und weltliche Standesvertreter. Auf der linken Bildseite nähern sich dem Herrscher barfuß, mit reichen Gaben und in demütiger Haltung die vier Personifikationen des Reiches: Sclavinia, Germania, Gallia und Roma. (Buchmalerei der Reichenauer Schule, um 1000)

Frühmittelalter oder frühes Mittelalter ist eine moderne Bezeichnung für den ersten der drei großen Abschnitte des Mittelalters, bezogen auf Europa und den Mittelmeerraum für die Zeit von etwa Mitte des 6. Jahrhunderts bis ca. 1050. Dem Frühmittelalter geht die Spätantike (ca. 300 bis 600/700) voran, eine Transformationszeit, die sich teils mit dem beginnenden Frühmittelalter überschneidet. Auf das Frühmittelalter folgen das Hoch- und das Spätmittelalter.
Das Frühmittelalter ist als Übergang von der Antike zum Mittelalter sowie als eigenständige Epoche von Bedeutung. Beginn und Ende werden in der historischen Forschung unterschiedlich datiert, so dass verschieden breite Übergangszeiträume betrachtet werden. Entgegen der älteren Deutung als „dunkle“ oder „rückständige“ Epoche wird das Frühmittelalter in der modernen Forschung wesentlich differenzierter betrachtet. Es ist sowohl von Kontinuitäten als auch vom Wandel im politischen, kulturellen und gesellschaftlichen Bereich gekennzeichnet, was Auswirkungen bis in die Moderne hat. So begann die fortdauernde Teilung Europas und des Mittelmeerraums in einen christlichen und einen islamischen Teil sowie des christlichen Teils in einen lateinischen und einen orthodoxen, der den Kulturkreis von Byzanz umfasste. Mehrere der im Frühmittelalter entstandenen Reiche bildeten außerdem die Grundlage für heute noch existierende Staaten.
Der Beginn des Frühmittelalters ist mit der sogenannten Völkerwanderung verknüpft, in deren Verlauf das weströmische Kaisertum 476 unterging. Die römischen Verwaltungsstrukturen im Westen verschwanden nur langsam, auf dem Boden des Westreiches entstanden neue germanisch-romanische Reiche. Das von den Merowingern im späten 5. Jahrhundert gegründete Frankenreich entwickelte sich zum bedeutendsten Nachfolgereich im Westen. Im Osten behauptete sich hingegen Ostrom, das unter Justinian im 6. Jahrhundert sogar einige verlorene Territorien im Westen zurückerobern konnte. Allerdings gingen große Teile der eroberten Gebiete bald wieder verloren. Ostrom befand sich zudem bis ins frühe 7. Jahrhundert im Abwehrkampf gegen die persischen Sāsāniden. Im 7./8. Jahrhundert veränderte sich infolge der arabischen Eroberungen die politische Ordnung im Mittelmeerraum grundlegend. Dies bedeutete das endgültige Ende der Antike. Der ehemals oströmisch kontrollierte Raum im Vorderen Orient und in Nordafrika wurde von den muslimischen Arabern besetzt und langsam islamisiert. Auch auf der Iberischen Halbinsel und auf Sizilien hielten sich längere Zeit islamische Herrschaften. Im Osten eroberten die Araber Persien und drangen bis nach Zentralasien vor.
Im 8. Jahrhundert übernahmen im Frankenreich die Karolinger die Herrschaft. Unter ihnen entwickelte sich das Frankenreich zur Hegemonialmacht im Westen. Damit verbunden war eine Verlagerung des politischen Schwerpunkts vom Mittelmeerraum nach West- und Mitteleuropa und eine neue Phase der „staatlichen Ordnung“ in Europa. Unter Karl dem Großen, der im Jahr 800 an das westliche Kaisertum anknüpfte, umfasste das Frankenreich den Kernteil der lateinischen Christenheit vom Norden Spaniens bis in den rechtsrheinischen Raum und nach Mittelitalien. Aus dem im 9. Jahrhundert zerfallenden Karolingerreich entstanden das Westfrankenreich und das Ostfrankenreich, aus denen sich später Frankreich und Deutschland entwickelten. In Ostfranken stiegen im 10. Jahrhundert die Liudolfinger auf, erlangten die westliche Kaiserwürde und legten die Grundlage für das römisch-deutsche Reich, das auch Reichsitalien umfasste. Frankreich und England entwickelten sich schließlich zu territorial geschlossenen Herrschaftsräumen. Politisch waren das 10. und 11. Jahrhundert in den karolingischen Nachfolgereichen, auf der Iberischen Halbinsel und in England eine Konsolidierungsphase; es vollzog sich der Übergang ins Hochmittelalter. Im Norden begann im 8. Jahrhundert die bis ins 11. Jahrhundert andauernde Wikingerzeit. In Osteuropa entstanden ab dem 7. Jahrhundert Herrschaftsgebiete der Slawen, teils auf Stammesbasis, teils in Form von Reichsbildungen.
Die Überreste des Oströmischen Reiches (Byzanz) konnten sich nach schweren Abwehrkämpfen konsolidieren und überwanden auch den Bilderstreit im 8./9. Jahrhundert. Im 10./11. Jahrhundert stieg Byzanz wieder zur Großmacht im östlichen Mittelmeerraum auf. Dagegen wurde das arabische Kalifat wiederholt von inneren Kämpfen geschwächt. Die seit 661 herrschende Dynastie der Umayyaden wurde 750 von den Abbasiden gestürzt. Unter ihnen erlebte das Kalifat eine kulturelle Blüte, musste aber auch die Abspaltung von Teilgebieten hinnehmen. In Bezug auf staatliche Institutionen und die darauf beruhende Organisation komplexerer Aufgaben waren Byzanz und das Kalifat den schwächeren Monarchien im Westen lange Zeit überlegen. Ebenso war die dortige Wirtschaftskraft und vor allem das kulturelle Milieu ausgeprägter, zumal dort mehr vom antiken Kulturgut und der Wissenschaftstradition erhalten blieb.
Im lateinischen Europa etablierte sich im Frühmittelalter eine neue Gesellschaftsordnung mit dem Adel und der hohen Geistlichkeit als den führenden Schichten. Eine wichtige Rolle spielte dabei die Grundherrschaft. Nach einer Phase des Niedergangs blühte die Kultur in Westeuropa im Zuge der karolingischen Bildungsreform im späten 8. und frühen 9. Jahrhundert spürbar auf, bevor es wieder zu einem zeitweiligen Rückgang kam. Bildung blieb ganz überwiegend auf die Geistlichkeit beschränkt. Wirtschaftlich begann nach einem Einbruch im 7./8. Jahrhundert wieder eine Phase des Aufschwungs, an dem die Städte Anteil hatten, wenngleich das Frühmittelalter wirtschaftlich überwiegend agrarisch geprägt war.
Im religiösen Bereich wurde im Inneren Europas die Christianisierung der paganen Gebiete vorangetrieben. Dieser langsame Prozess zog sich teilweise bis ins Hochmittelalter hin, erweiterte den christlichen Kulturkreis aber erheblich nach Nord- und Osteuropa. Das zunächst politisch nicht relevante Papsttum und das Mönchtum gewannen zunehmend an Bedeutung. Die Kirche spielte im kulturellen Bereich ebenfalls eine wichtige Rolle. Mit dem Islam entstand zu Beginn des 7. Jahrhunderts eine neue große monotheistische Religion.

## Begriff und zeitliche Abgrenzung
Das Mittelalter wird oft mit dem Zeitraum von etwa 600 bis etwa 1500 gleichgesetzt. Der Begriff bezieht sich in erster Linie auf Europa sowie den Mittelmeerraum als Kulturbereich und lässt sich daher nur bedingt auf die außereuropäische Geschichte anwenden, wenngleich in der historischen Forschung auch bezüglich der Kulturräume Indien, China und Japan spezifische historische Perioden als das jeweilige Mittelalter bezeichnet werden. Relevant ist der Begriff Mittelalter vor allem für den christlich-lateinisch geprägten Teil Europas, da es dort in der Spätantike zu einem politischen und kulturellen Einschnitt kam. Aber auch der byzantinisch-griechische und islamisch-arabische Raum sind für das Verständnis des Mittelalters wesentlich, da alle drei Räume in einer wechselseitigen Beziehung standen.
Die Geschichtswissenschaft diskutiert noch immer darüber, wie man das Frühmittelalter zeitlich zur Spätantike und zum Hochmittelalter abgrenzt. Mit dem Ende der Antike und dem Anfang des Frühmittelalters setzte eine Zeit ein, die in der älteren Forschung oft als eher „dunkle Periode“ betrachtet wurde. Dies begann bereits mit dem Aufkommen des Begriffs „Mittelalter“ (medium aevum) im Humanismus und festigte sich endgültig mit dem Geschichtsmodell der Aufklärung im 18. Jahrhundert, in der diese Form der Periodisierung vorherrschend wurde und Geschichtsabläufe in einem bestimmten Sinne (einer „mittleren Zeit“ zwischen Antike und Neuzeit) gedeutet wurden. Damit wurde von vornherein eine gewollte Abwertung vorgenommen. Speziell das Frühmittelalter galt im Vergleich zur Antike und der Renaissance als „finstere Epoche“. Dieses Geschichtsbild war noch bis ins 20. Jahrhundert prägend. In der modernen Forschung wird jedoch auf die Problematik solch pauschaler Urteile hingewiesen und für eine differenziertere Betrachtung plädiert.
Für den Beginn des Frühmittelalters sind aus unterschiedlichen Perspektiven verschiedene Zeitpunkte und Ereignisse vorgeschlagen worden:
- 306–337: Herrschaft Konstantins, konstantinische Wende in der Religionspolitik
- um 375: Die Hunnen fallen in Ostmitteleuropa ein; dies gilt als Beginn der Völkerwanderung und der dadurch bedingten Umgestaltung West- und Mitteleuropas.
- 476: Der letzte weströmische Kaiser, Romulus Augustulus, wird von Odoaker abgesetzt.
- 486/87: Der merowingische König Chlodwig I. besiegt Syagrius, den letzten Repräsentanten der römischen Herrschaft in Gallien.
- 529: Benedikt von Nursia gründet die Abtei Montecassino in Süditalien, die zur Wiege des mittelalterlichen Mönchtums wird. Im gleichen Jahr verbietet der oströmische Kaiser Justinian die Platonische Akademie in Athen.
- 565: Justinian, dessen Truppen weite Gebiete im Westen zurückerobert haben, stirbt.
- 568: Mit dem Einfall der Langobarden in Italien erfolgt die Gründung des letzten für das Frühmittelalter bedeutenden Nachfolgereiches auf römischem Boden.
- 632: Die Ausbreitung des Islams beginnt.

Die frühen Datierungen werden in der neueren Forschung nicht mehr vertreten. Vielmehr betrachtet man nun den Zeitraum von ca. 500 bis ca. 700 als fließende Übergangszeit von der Spätantike ins frühe Mittelalter mit Überschneidungen. Dabei wird berücksichtigt, dass dieser Prozess regional sehr unterschiedlich verlief und (unterschiedlich stark ausgeprägt) antike Elemente erhalten blieben. Oft wird von Frühmittelalterhistorikern auch die Entwicklung in der Spätantike ab dem 4. Jahrhundert in die Betrachtung einbezogen, soweit in dieser Phase wichtige Voraussetzungen für die spätere Entwicklung Westeuropas geschaffen wurden. Denn die Spätantike war eine Übergangszeit, die einzelne Wesenszüge des Mittelalters vorwegnahm, so insbesondere die Christianisierung von Staat und Gesellschaft. Während die ältere, am Klassizismus orientierte Forschung einen Bruch zwischen der als vorbildlich geltenden griechisch-römischen Antike und dem vermeintlich „finsteren“ Mittelalter betonte („Katastrophentheorie“), werden in der heutigen Forschung daher die Aspekte der Kontinuität herausgearbeitet und stärker gewichtet. Die Vielzahl von aktuellen Publikationen zeigt den deutlichen Anstieg des Forschungsinteresses an der Übergangszeit von der Spätantike ins Frühmittelalter, wobei die Forschungsansätze stark variieren.
In der neueren Forschung wird das Geschehen im eurasischen Raum im ersten Jahrtausend – die Entstehung des spätrömischen Reiches mit all den damit verbundenen Umbrüchen, die „Völkerwanderung“, die Auseinandersetzungen mit Persien, die Entstehung der islamischen Welt und der romanisch-germanischen Welt im Westen des ehemaligen Imperiums – zunehmend im zeitlichen und räumlichen Zusammenhang betrachtet. In diesem Zusammenhang entstand ein als long Late Antiquity bezeichnetes Modell der Zeit vom 3. bis 9. Jahrhundert, das von einer Minderheit in der Forschung vertreten wird. Unbestritten ist inzwischen, dass Spätantike und Frühmittelalter nicht als starre chronologische Gebilde begriffen werden dürfen und vielmehr regional unterschiedliche Übergangszeiträume zu berücksichtigen sind. In der neueren Forschung wird das frühmittelalterliche Europa verstärkt nicht mehr isoliert betrachtet, sondern ist eingebettet in einen globalgeschichtlichen Kontext.
Auch das Ende des Frühmittelalters und der Beginn des Hochmittelalters wird an keinem einzelnen Datum festgemacht. Als Eckpunkte gelten etwa der endgültige Zerfall des Karolingerreiches und die Bildung der Nachfolgereiche um und nach 900, die Adaptierung der weströmischen Reichsidee durch Kaiser Otto I. 962 (einschließlich der folgenden Entwicklung, die vom Ostfrankenreich zum später so genannten Heiligen Römischen Reich führte), das Ende des ottonischen Kaiserhauses (1024) oder allgemein die Zeit um 1050. Die Gliederungsansätze in der deutschsprachigen Forschung sind vor allem an der mitteleuropäischen Dynastiegeschichte orientiert; in der englischen, französischen und italienischen Forschung stehen andere Gesichtspunkte im Vordergrund. Dies hängt mit den unterschiedlichen Wissenschaftstraditionen zusammen. So gilt zum Beispiel in Großbritannien die Eroberung Englands durch die Normannen im Jahr 1066 als Zäsur. Aus byzantinistischer Sicht sind das Jahr 1054, mit dem das Morgenländische Schisma zwischen Rom und Konstantinopel begann, und die Eroberung Anatoliens durch türkische Nomaden ab 1071 wichtige Einschnitte. Die Datierungsansätze variieren daher in der Fachliteratur, auch in den „europäisch“ ausgerichteten Überblicksdarstellungen, zwischen ca. 900 und der Mitte des 11. Jahrhunderts.

## Politische Geschichte

### Voraussetzungen: Rom in der Spätantike
Auch nach dem Erlöschen des weströmischen Kaisertums im Jahr 476 war das römische Erbe im Mittelalter weiterhin von Bedeutung. Latein blieb die zentrale Verkehrs- und Gelehrtensprache, römische Ämter existierten noch lange nach dem Ende Westroms in den germanisch-romanischen Nachfolgereichen fort. Viele Zeitgenossen nahmen 476 daher nicht als Einschnitt wahr. Materielle Hinterlassenschaften waren allgegenwärtig und wurden teils ebenfalls weiterhin genutzt. Die in Konstantinopel residierenden Kaiser des Ostreichs wurden in den meisten Regionen des Westens noch das ganze 6. Jahrhundert hindurch als Oberherr anerkannt (wenngleich meist ohne praktische Konsequenzen). Denn die Idee des römischen Imperiums prägte nachhaltig das gelehrte Denken: Da die Kirchenväter gelehrt hatten, das Römische Reich sei das letzte vor dem Weltende, folgerten viele christliche Autoren hieraus im Umkehrschluss, dass das Imperium Romanum weiterhin bestehe. Dieses Reich allerdings wandelte sich bereits lange vor 476 in vielerlei Hinsicht, und diese Tendenzen setzten sich nun nach dem Wegfall der kaiserlichen Zentralgewalt fort.

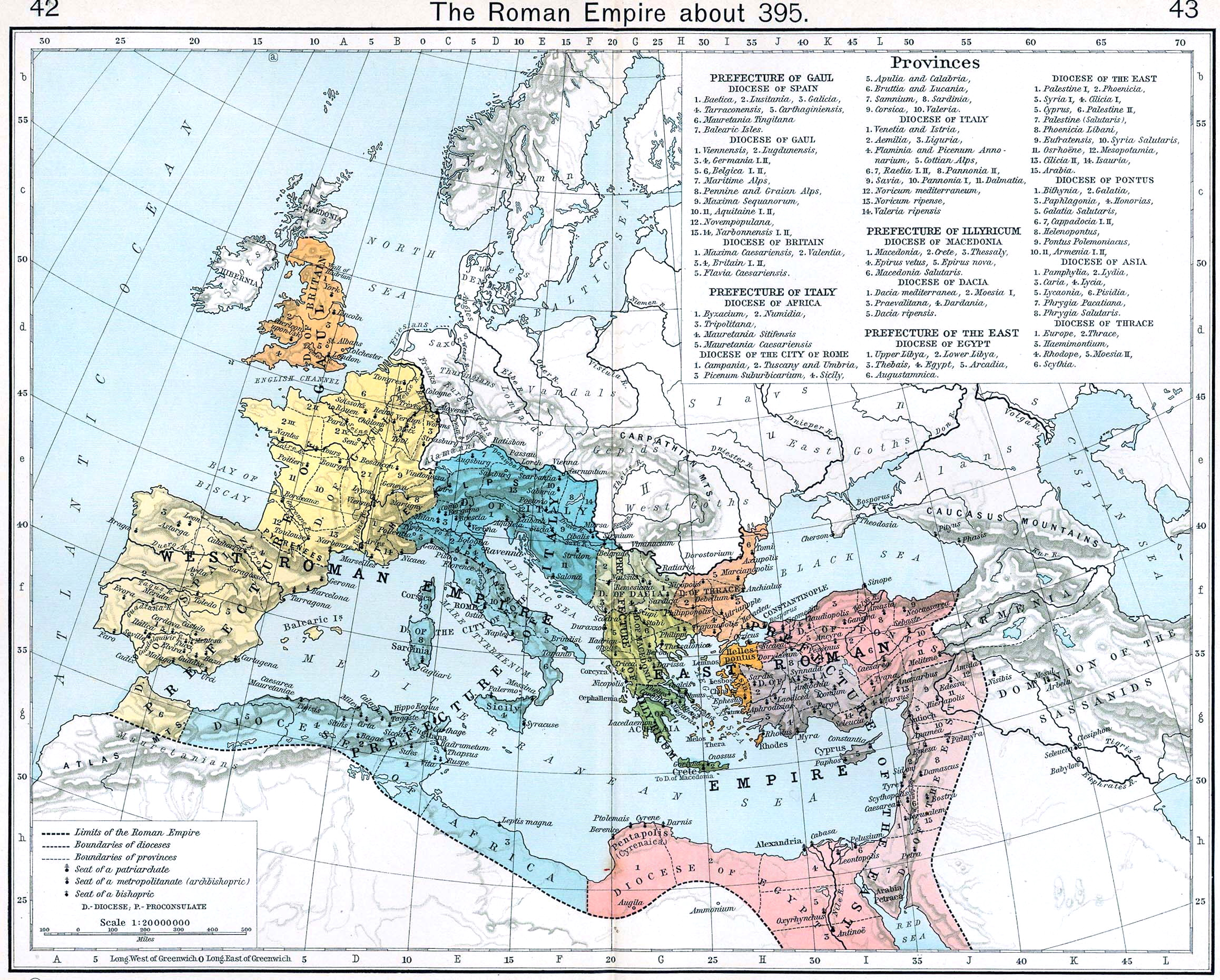
Das Römische Reich zum Zeitpunkt des Todes Theodosius’ I. im Jahr 395

Das Römische Reich durchlief in der Spätantike einen Transformationsprozess, der lange mit Dekadenz bzw. Verfall gleichgesetzt wurde und erst in der modernen Forschung differenzierter analysiert worden ist. An die Reformen Kaiser Diokletians anknüpfend organisierte Konstantin der Große Verwaltung und Heer zu Beginn des 4. Jahrhunderts weitgehend neu. Noch folgenreicher war die von Konstantin betriebene religionspolitische Wende, die oft als konstantinische Wende bezeichnet wird, vor allem die nach 312 deutliche Privilegierung des Christentums. Die auf Konstantin folgenden Kaiser waren mit Ausnahme Julians alle Christen. Diese Entwicklung gipfelte am Ende des 4. Jahrhunderts in der Erhebung des Christentums zur Staatsreligion durch Theodosius I. Die paganen (heidnischen) Kulte konnten sich noch bis ins 6. Jahrhundert halten, verloren aber spätestens nach 400 zunehmend an Bedeutung und wurden nur noch von einer schrumpfenden Minderheit praktiziert. Im Gegensatz dazu gewann die christliche Reichskirche immer stärker an Einfluss, wenngleich die verschiedenen innerchristlichen Streitigkeiten (→ Erstes Konzil von Nicäa, Arianismus, Nestorianismus, Monophysitismus) teilweise erhebliche gesellschaftliche und politische Probleme verursachten. Bereits im 3. Jahrhundert entwickelte sich zuerst im Osten des Reiches das Mönchtum, das im Mittelalter von großer Bedeutung war.
Im Gegensatz zur älteren Lehrmeinung wird die Entwicklung des römischen Staates und der römischen Gesellschaft in der Spätantike nicht mehr als ein Niedergangsprozess aufgefasst. Vielmehr zeigten Wirtschaft, Kunst, Literatur und Gesellschaft Zeichen spürbarer Vitalität, wenngleich regional unterschiedlich ausgeprägt. Im Osten des Reiches, der im Inneren weitgehend stabil blieb, war die Lage insgesamt deutlich günstiger als im krisengeschüttelten Westen. In der spätantiken Kultur wurde das „klassische Erbe“ gepflegt, gleichzeitig wuchs aber der christliche Einfluss. Christliche und pagane Autoren schufen bedeutende Schriften verschiedener Couleur (siehe Spätantike#Kulturelles Leben). Rechtsgeschichtlich von großer Bedeutung war das spätantike Werk des Corpus iuris, das ab dem Hochmittelalter umfänglich rezipiert wurde. Der römische Staat war seit Konstantin zentralisierter als zuvor, wobei die nun rein zivilen Prätorianerpräfekten an der Spitze der Verwaltung standen. Es kann aber nicht von einem Zwangsstaat gesprochen werden, zumal die Verwaltung mit ihren rund 30.000 Beamten für die ca. 60 Millionen Einwohner nach modernen Maßstäben personell schwach ausgeprägt war.
Im militärischen Bereich wurden häufig Germanen und andere „Barbaren“ für das Heer rekrutiert; da sie anders als früher nicht mehr in gesonderten Verbänden (Auxiliartruppen), sondern in der regulären Armee dienten, wirkte diese nun offenbar „unrömischer“ als zuvor. Eine Sonderrolle spielten dabei die foederati, reichsfremde Krieger, die als Verbündete galten und nur indirekt römischem Befehl unterstanden. Außenpolitisch verschlechterte sich die Lage des spätantiken Imperiums ab etwa 400. Bereits zuvor hatten Germanen an Rhein und Donau sowie vor allem das neupersische Sāsānidenreich, Roms großer Rivale im Osten, für beständigen Druck gesorgt, doch blieb die Lage bis ins späte 4. Jahrhundert relativ stabil. Die Römer konnten zudem oft selbst die Initiative übernehmen. Nach der faktischen Teilung des Imperiums 395 wurden beide Kaiserhöfe aber wiederholt in Gebietsstreitigkeiten und in Konflikte über den Vorrang im Gesamtreich verwickelt. Das ökonomisch stärkere und bevölkerungsreichere Ostreich konnte die externen und internen Probleme dabei besser lösen, war ab dem 6. Jahrhundert allerdings in einen anhaltenden Konflikt mit den Sāsāniden verwickelt (→ Römisch-Persische Kriege). Westrom hingegen erlebte innere Wirren und eine Kette von Bürgerkriegen. Dort gewannen zudem die Heermeister zunehmend an politischem Einfluss (den sie, anders als im Ostreich, auch behaupten konnten) und kontrollierten am Ende faktisch die Kaiser.

### Von der Antike ins Mittelalter: die Völkerwanderung
Die sogenannte Völkerwanderung (ca. 375 bis 568) bildet ein Bindeglied zwischen der Spätantike und dem Beginn des europäischen Frühmittelalters. Die zunehmend schwach verteidigten weströmischen Grenzen wurden nun verstärkt von Plünderern germanischer Stämme aus dem Barbaricum überschritten, während im Inneren des Reiches Kriegerverbände (sehr oft mit Familien) umherzogen. Foederati (aufgrund von Verträgen in römischen Diensten stehende reichsfremde Kriegergruppen mit eigenen Befehlshabern) wurden insbesondere in die internen Kämpfe verwickelt, die in Westrom jahrzehntelang andauerten. Teils im Zusammenspiel und durch Verträge (foedera) mit den römischen Behörden, teils mit militärischer Gewalt gewannen ihre Anführer die Kontrolle über immer größere Teile des westlichen Imperiums, indem sie oft das Machtvakuum füllten, das die fortschreitende Desintegration der kaiserlichen Herrschaft geschaffen hatte. Auf diese Weise trugen sie umgekehrt zu einer Destabilisierung des Weströmischen Reiches bei. Der Auflösungsprozess, verbunden mit dem sukzessiven Verlust der Westprovinzen (vor allem Africa und Gallien), schritt bis zur Mitte des 5. Jahrhunderts rasch voran und endete im Jahr 476 mit der Absetzung des letzten Kaisers in Italien, während sich Ostrom behaupten konnte.

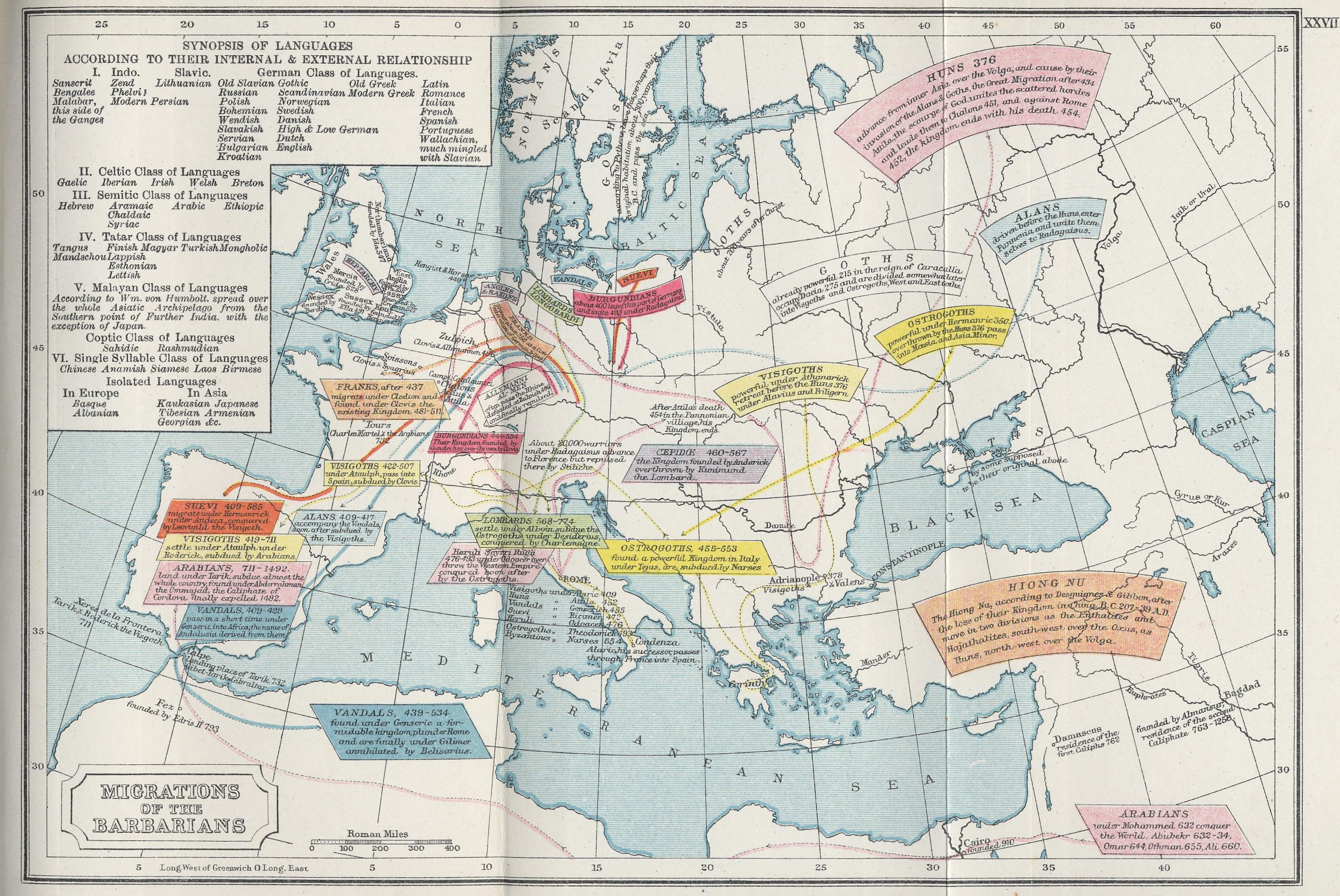
Grundzüge der „Völkerwanderung“ nach traditioneller Vorstellung.

Ihren Anfang nahm diese Entwicklung gemäß traditioneller Ansicht bereits im 4. Jahrhundert: Im Jahr 376 baten Goten an der Donau auf der Flucht vor den Hunnen (ein aus Zentralasien stammendes, heterogen zusammengesetztes Reitervolk unklarer Herkunft) um Aufnahme im Osten des Imperiums. Die Römer warben die Krieger als Söldner an. Bald auftretende Spannungen führten jedoch zu einer Meuterei und 378 zur Schlacht von Adrianopel, in der der oströmische Kaiser Valens und ein Großteil seines Heeres fielen. In den folgenden Jahrzehnten agierten diese gotischen Gruppen im Imperium manchmal als foederati und manchmal als Gegner Roms. Unter ihrem Anführer Alarich forderten gotische foederati vom Westkaiser Flavius Honorius seit 395 zunehmend verzweifelt Versorgung (annona militaris); als es zu keiner Einigung kam, plünderten sie 410 Rom, das längst nicht mehr kaiserliche Residenz, aber doch ein wichtiges Symbol des Imperiums war. In den Jahren 416/18 wurden die Krieger schließlich in Aquitanien angesiedelt. Sie agierten in der folgenden Zeit als römische foederati und kämpften etwa unter dem mächtigen weströmischen Heermeister Flavius Aëtius 451 gegen die Hunnen. Der westgotische rex Eurich (II.) brach bald nach seinem Regierungsantritt 466 den Vertrag mit dem geschwächten Westreich und betrieb eine expansive Politik in Gallien und Hispanien. Aus diesen Eroberungen entstand das neue Westgotenreich, das bis zum Jahr 507 weite Teile Hispaniens und den Südwesten Galliens umfasste.
Für Westrom, das von inneren Machtkämpfen und Usurpationen erschüttert wurde, wurde die Lage durch den Rheinübergang von 406 und die dadurch ausgelöste Entwicklung immer bedrohlicher: Zum Jahreswechsel 406/07 überschritten Vandalen, Sueben und Alanen den Rhein, vermutlich im Raum Mogontiacum (Mainz). Die römische Rheinverteidigung brach vorübergehend zusammen und „barbarische Gruppen“ fielen plündernd in Gallien ein, bevor sie nach Hispanien weiterzogen. Die untereinander verfeindeten Römer warfen einander dabei vor, die fremden Krieger ins Land gerufen zu haben. An den Rhein stießen außerdem die Burgunden vor, die sich kurzzeitig in die römische Politik einmischten, bevor sie in den Dienst der Römer traten und am mittleren Rhein ein bis 436 bestehendes Reich errichteten. Anschließend wurden die Burgunden in das heutige Savoyen umgesiedelt, wo sie ein neues Reich errichteten, das in den 530er Jahren von den Franken erobert wurde. Eine wichtige Rolle im Rahmen der „Völkerwanderung“ und im weiteren Verlauf des Frühmittelalters kommt dem Frankenreich zu. Franken fungierten zu Beginn des 5. Jahrhunderts als römische foederati im Nordosten Galliens. Sie profitierten am meisten vom Zusammenbruch der römischen Herrschaftsordnung in Gallien, wo sie Ende des 5. und Anfang des 6. Jahrhunderts ein neues Reich errichteten (siehe unten).
Der Kriegerverband der Vandalen setzte unter dem rex Geiserich im Jahr 429 von Südspanien nach Nordafrika über, wo die Krieger bis 439 ganz Africa, die reichste weströmische Provinz, eroberten. Die Vandalen wurden mit einer neuen Flotte zu einer ernsten Bedrohung für die weströmische Regierung, die seit Ende 402 statt in Mailand in Ravenna residierte. Geiserich griff in der Folgezeit immer wieder in die weströmischen Machtkämpfe ein. Im Jahr 455 plünderte er Rom, 468 wehrte er eine gesamtrömische Flottenexpedition ab. Im Inneren erwiesen sich die Vandalen dabei, ähnlich wie viele andere foederati nicht als Barbaren, sondern durchaus als Anhänger der römischen Kultur, die weiter in Africa gepflegt wurde. Allerdings kam es zwischen den arianischen Vandalen und den katholischen Romanen zu erheblichen religiösen Spannungen, die nicht überwunden wurden, bis in den Jahren 533/534 oströmische Truppen das Vandalenreich eroberten. In Britannien ging währenddessen die römische Ordnung bereits in der ersten Hälfte des 5. Jahrhunderts unter. Um 440 rebellierten hier Sachsen, später auch Jüten und Angeln, die als foederati gedient hatten, und gründeten eigene Kleinreiche, nachdem Westrom die Insel praktisch sich selbst überlassen hatte. Nur vereinzelt gelang es römisch-britannischen Truppen, den Invasoren Widerstand zu leisten, doch ist über die Details wenig bekannt (siehe unten).

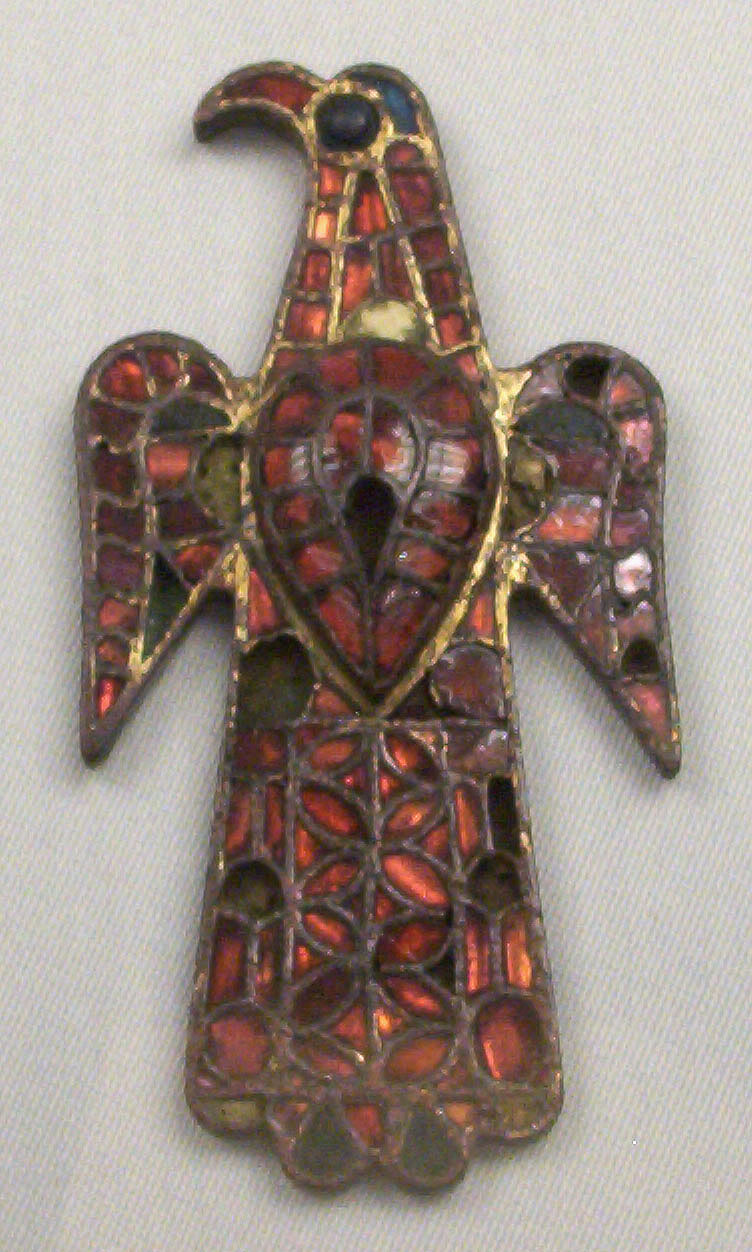
Gotische Adlerfibel (Nationales Archäologiemuseum von Spanien)

Die (später sogenannten) Ostgoten waren nach 375 unter hunnische Herrschaft geraten. Unter Attila erreichte das Hunnenreich an der Donau die größte Machtentfaltung: Sowohl West- wie auch Ostrom bemühten sich um möglichst gute Beziehungen (siehe etwa den ausführlichen Bericht des Priskos über eine oströmische Gesandtschaft 449). Um 450 kam es dann zum Konflikt mit Flavius Aëtius. Nach gescheiterten Vorstößen nach Gallien (451) und Italien (452) zerfiel nach Attilas Tod im Jahr 453 und der Schlacht am Nedao im darauffolgenden Jahr (454) das nur sehr locker organisierte Hunnenreich. Die Ostgoten profitierten davon, nachdem sie in der Schlacht an der Bolia (469) gegen Gepiden und Skiren siegreich geblieben waren. Zunächst in Pannonien, dann in Thrakien lebten sie als römische foederati.
Währenddessen war das immer weiter schrumpfende weströmische Reich, d. h. das vom Hof in Ravenna kontrollierte Gebiet, schließlich auf Italien beschränkt, nachdem Westrom Africa, Hispanien und Gallien faktisch an die verschiedenen Kriegergruppen verloren hatte. Damit waren ganz erhebliche steuerliche Einbußen verbunden, was sich auf die militärischen Ressourcen auswirkte. Nach der Ermordung des durchaus ehrgeizigen Aëtius im Jahr 454 durch Kaiser Valentinian III. (der im folgenden Jahr getötet wurde) beschleunigte sich der staatliche Erosionsprozess im Westreich. Des Weiteren hatten in den letzten Jahrzehnten Westroms nur „Schattenkaiser“ regiert, während die wahre Macht bei den Heermeistern lag und die Armee von den Kaisern nicht mehr effektiv kontrolliert werden konnte. Das nun fast vollkommen „barbarisierte“ weströmische Heer hatte im Jahr 476 Land von der weströmischen Regierung gefordert; als die Forderung nicht erfüllt wurde, meuterten die Truppen. Ihr Anführer Odoaker setzte den letzten römischen Kaiser in Italien, Romulus Augustulus, Anfang September 476 ab.
Damit blieb nur noch (wenngleich sich der im Jahr 475 aus Italien vertriebene Kaiser Julius Nepos bis 480 in Dalmatien hielt) der Kaiser in Konstantinopel als Oberhaupt des auf das Ostreich reduzierten Imperiums übrig. Der oströmische Kaiser Zenon schlug im Jahr 488 dem ostgotischen Heerkönig Theoderich, der ihm immer gefährlicher zu werden erschien, eine Invasion Italiens vor. Ein Jahr später (489) fiel Theoderich in Italien ein und besiegte und tötete Odoaker im Jahr 493. Italien prosperierte unter der Herrschaft Theoderichs, doch begann nach seinem Tod im Jahr 526 eine Krisenzeit. Ostrom nutzte dynastische Kämpfe aus, um im Gotenkrieg (ab 535) das ehemalige Kernland des Imperiums zu erobern. Dies gelang bis zum Jahr 552, doch war Italien anschließend verwüstet. Der Einfall der Langobarden im Jahr 568, die von Pannonien aus aufgebrochen waren und bald schon große Teile Ober- und Mittelitaliens beherrschten, setzte hierbei nur den Schlusspunkt.
Im Gegensatz zur älteren Forschung wird heute auf die Problematik des Begriffs Völkerwanderung und dem damit verbundenen Geschichtsbild hingewiesen. Nicht ganze Völker „wanderten“ demnach, es waren vielmehr unterschiedlich große, heterogen zusammengesetzte Kriegergruppen mit ihrem Anhang, die erst im Laufe der Zeit zu Verbänden zusammenwuchsen und eine eigene Identität beanspruchten. Dieser Vorgang kann nicht anhand von biologischen Kategorien erfasst werden; Identitäten entstanden vielmehr in einem wechselhaften sozialen Prozess, bei dem mehrere Faktoren eine Rolle spielen. Die Mitglieder dieser Gruppen einte nicht zuletzt das Bemühen, am Wohlstand des Imperiums, das sie keineswegs zerstören oder erobern wollten, teilzuhaben. Lange Zeit versuchten sie dieses Ziel zu erreichen, indem sie in die Dienste der Römer traten und für diese gegen äußere und innere Feinde kämpften.
In diesem Kontext spielt der Prozess der Ethnogenese eine wichtige Rolle, also der Entstehung neuer Gruppen, die fiktiv Abstammungsgemeinschaften waren, deren Einheit aber in Wirklichkeit politisch und sozial begründet war. Allerdings wurde dieser einflussreiche Forschungsansatz (den unter anderem Herwig Wolfram und mit Modifizierungen Walter Pohl vertreten haben) in den letzten Jahren durch mehrere anglo-amerikanische Forscher teilweise in Frage gestellt. Wolfram und Pohl verwenden den Ethnogenese-Begriff in ihren neueren Arbeiten allerdings selbst nicht mehr, sondern betonen den Identitätsbegriff, der in der neueren Forschung verstärkt eine Rolle spielt.
Die Völkerwanderung war zudem viel mehr als nur ein Abwehrkampf des Römischen Reiches. Sie war vor allem eine Transformation der bisherigen römischen Mittelmeerwelt hin zu einer germanisch-romanischen Welt im Westen und einer griechisch-römischen Welt im Osten. Die teils dramatischen Veränderungen am Ende der Spätantike dürfen hierbei nicht übersehen, aber auch nicht überschätzt werden, denn es lassen sich ebenso zahlreiche Zeichen der Kontinuität ausmachen. Im Verlauf des sechsten und siebten Jahrhunderts kam es im Westen so zu einer langsamen Transformation hin zu einer germanisch-romanischen Welt, die das europäische Mittelalter prägen sollte. Dieser Prozess verlief aber keineswegs geradlinig oder war zwangsläufig, sondern war vielmehr geprägt von Kontingenzerfahrungen für die damalig handelnden Personen.
Westrom wurde nicht von „Barbaren“ überrannt und vernichtet. Es fiel vielmehr einem politischen Desintegrationsprozess zum Opfer. Spätestens seit dem frühen 5. Jahrhundert nahm der Einfluss der hohen Militärs im Westreich derart zu, dass die Heermeister nun die wahre Macht ausübten. Neben dem Militär entglitten aber auch zusehends wichtige Provinzen (vor allem Africa, bald darauf aber auch große Teile Hispaniens und Galliens) der kaiserlichen Kontrolle. Andere Militärführer oder auch Anführer diverser gentes agierten währenddessen als Warlords auf eigene Rechnung und profitierten so von der politischen Erosion im Westreich. Dies war allerdings kein von Beginn an geplanter Prozess; so entwickelten sich die meisten der neuen Herrschaftsgebiete erst im Verlauf der Auflösung des Westreichs (beschleunigt von internen römischen Machtkämpfen und begünstigt durch äußere Faktoren wie der Bedrohung durch das Hunnenreich unter Attila). Damit handelte es sich in erster Linie um eine Herrschaftsübernahme, wobei die neuen Herren oft bestrebt waren, die vorhandenen römischen Strukturen zu nutzen und die einheimische römische Elite nicht selten kooperierte. Die im Laufe der Völkerwanderung entstandene „post-römische Welt“ war in vielerlei Hinsicht noch immer eng mit der Antike verbunden, wenngleich sie sich immer mehr veränderte. Johannes Fried fasst dies folgendermaßen zusammen:

„Die Antike also schrumpfte und schwand in einem langgestreckten ungleichmäßigen Transformationsprozeß. […] Doch hinterließ das Schwindende gleich abgeschmolzenen Gletschern allenthalben seine Spuren […]“

Nach und nach verschwanden im Westen immer größere Teile der gewohnten römischen Institutionen, zunächst (bereits im 5. Jahrhundert) die Armee, dann die römische Verwaltungsordnung. Römische Bildung und kulturelle Traditionen, die eng mit der spätantiken urbanen Gesellschaft zusammenhingen, befanden sich ebenfalls im Niedergang, aber keineswegs überall (wenn man vom Spezialfall Britannien absieht, wo es recht rasch zu einem Zusammenbruch kam): Vor allem in Nordafrika, im Westgotenreich sowie in Italien und teilweise in Gallien florierte die spätantike Kultur vielmehr noch bis weit ins 6. Jahrhundert hinein. Eine wichtige Vermittlerrolle kam in diesem Zusammenhang der Kirche zu, in deren Klöstern antike Texte aufbewahrt und später kopiert wurden, bereits beginnend mit Cassiodor. Die Bücherverluste in der Spätantike führten allerdings dazu, dass zahlreiche antike Werke nur anhand von Zitaten und Zusammenfassungen rezipiert werden konnten. Ebenso funktionierte die römisch ausgebildete Verwaltung in diesen Gebieten noch längere Zeit. Die ohnehin verschwindend kleine Minderheit der Germanen glich sich außerdem der einheimischen romanischen Bevölkerung mit deren überlegener römischer Zivilisation oft an, war aber religiös von den Romanen weitgehend abgesondert. Die Germanen waren, wenn sie nicht zuvor in paganer religiöser Tradition standen, mehrheitlich arianische Christen, die Bevölkerung hingegen römisch-katholisch, was oft zu Spannungen führte, vor allem im Vandalenreich sowie teils im ostgotischen und langobardischen Italien. Die Franken hingegen vermieden mit der Annahme des katholischen Bekenntnisses unter Chlodwig I. solche Probleme.
In der aktuellen Forschung spielt zudem das Konzept von „Romanness“ im Hinblick auf den Übergang von der Spätantike ins Frühmittelalter eine zunehmend wichtigere Rolle. Mit diesem Begriff, der sich vielleicht am ehesten als „Römertum“ übersetzen lässt, soll verdeutlicht werden, dass die soziale Identität von (ehemaligen) Angehörigen des Imperiums sehr vielschichtig sein konnte, keineswegs nur ethnisch definiert und auch nicht unveränderlich war. Nachdem der alte politische Bezugsrahmen mit dem Fall Westroms entfiel und nun die reges in den Nachfolgereichen zum politischen Bezugspunkt für die jeweiligen Eliten wurden, verlagerte sich der Schwerpunkt auf religiöse (dem „richtigen“ Bekenntnis, d. h. die Zugehörigkeit zur Reichskirche) und kulturelle Aspekte. Dies konnte sich regional allerdings sehr unterschiedlich gestalten.

### Die spätantike Mittelmeerwelt im Wandel: Von Justinian bis zum Einbruch des Islam

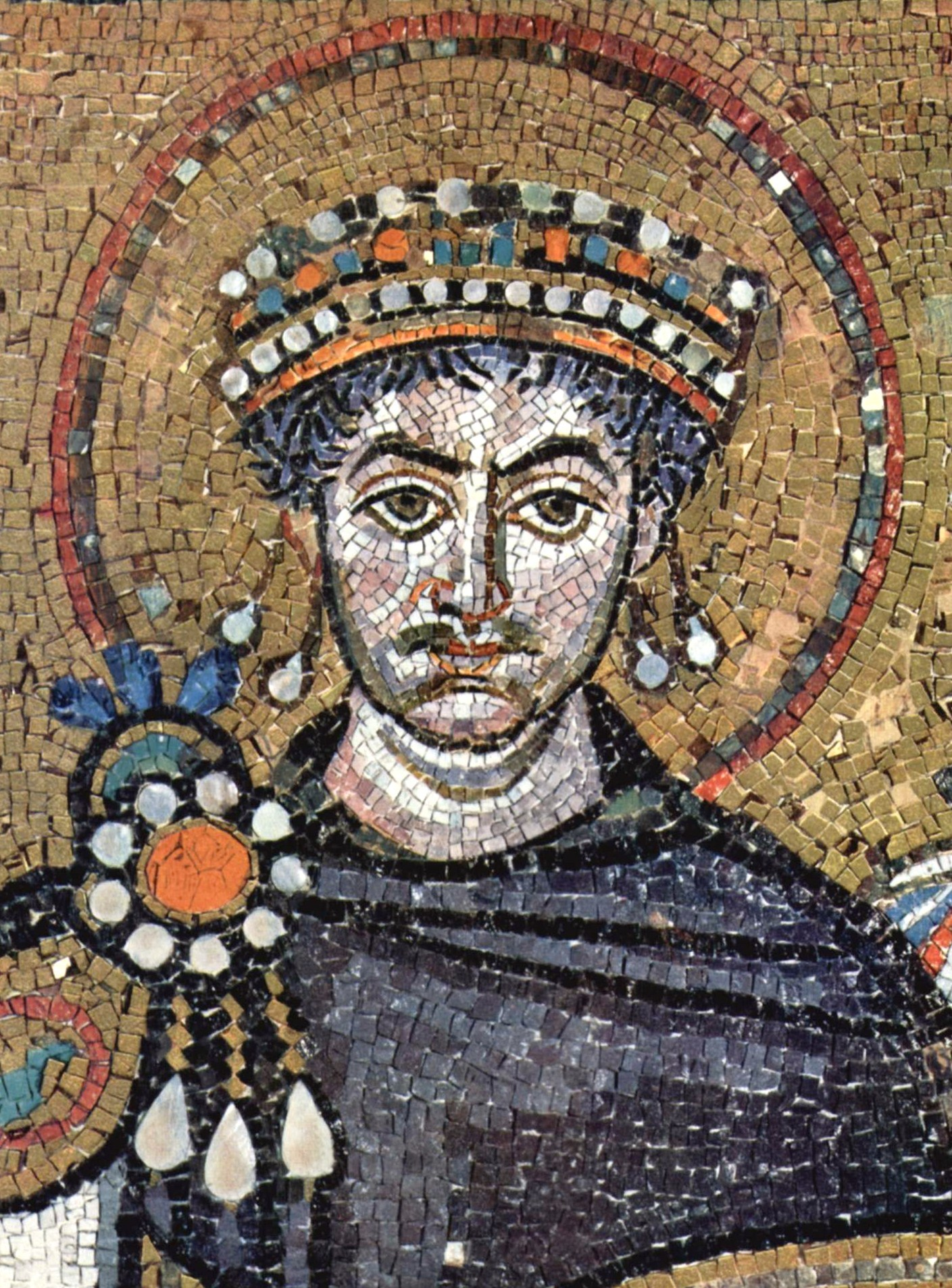
Justinian, Mosaikdetail aus der Kirche San Vitale in Ravenna

Im 6. Jahrhundert wurden die Mittelmeerwelt und der Vordere Orient von zwei rivalisierenden Großmächten dominiert: dem Oströmischen Reich und dem neupersischen Sāsānidenreich, das Ostrom militärisch und kulturell durchaus gewachsen war. Der (ost-)römische Kaiser Justinian (reg. 527–565) betonte im Inneren die christlich-sakrale Komponente seines Kaisertums, nach außen strebte er seit den 530er Jahren die Rückgewinnung von Territorien im Westen an. Wenngleich die Zeit Justinians den Charakter einer Übergangszeit hat, orientierte sich der Kaiser politisch weiterhin an der römischen Tradition. Er kümmerte sich intensiv um die Religionspolitik und ging gegen die Reste der paganen Kulte und gegen häretische christliche Gruppen vor. Eine Lösung der teils schwierigen theologischen Probleme (siehe unter Monophysitismus) und die Durchsetzung eines einheitlichen christlichen Glaubensbekenntnisses für das gesamte Reich gelang ihm allerdings nicht. Außerdem betrieb er eine energische Bau- und Rechtspolitik (siehe Corpus iuris civilis).
Außenpolitisch ging das Imperium in seiner Regierungszeit im Westen in die Offensive und konnte auf den ersten Blick beeindruckende Erfolge vorweisen. Dank fähiger Befehlshaber wie Belisar gelang 533/34 die rasche Eroberung des Vandalenreichs in Nordafrika. 535 bis 552 wurde nach harten Kämpfen im Gotenkrieg das Ostgotenreich in Italien erobert. Sogar in Südspanien fasste Ostrom seit 552 vorläufig wieder Fuß. Damit erstreckte sich das Imperium Romanum wieder vom Atlantik bis nach Mesopotamien. Allerdings beanspruchte diese Ausweitung alle Mittel des Reiches, das im Inneren durch Naturkatastrophen und Seuchen (→ Justinianische Pest und die daran anschließenden Pestwellen bis ins 8. Jahrhundert hinein) geschwächt wurde. Im Osten musste Justinian zudem gegen die Sāsāniden Rückschläge hinnehmen und konnte erst nach wechselhaften und verlustreichen Kämpfen 562 mit dem bedeutenden Perserkönig Chosrau I. Frieden schließen. Als Justinian 565 starb, war das Imperium von den langen Kriegen im Westen und im Osten geschwächt, aber zugleich unzweifelhaft die bedeutendste Macht im Mittelmeerraum.

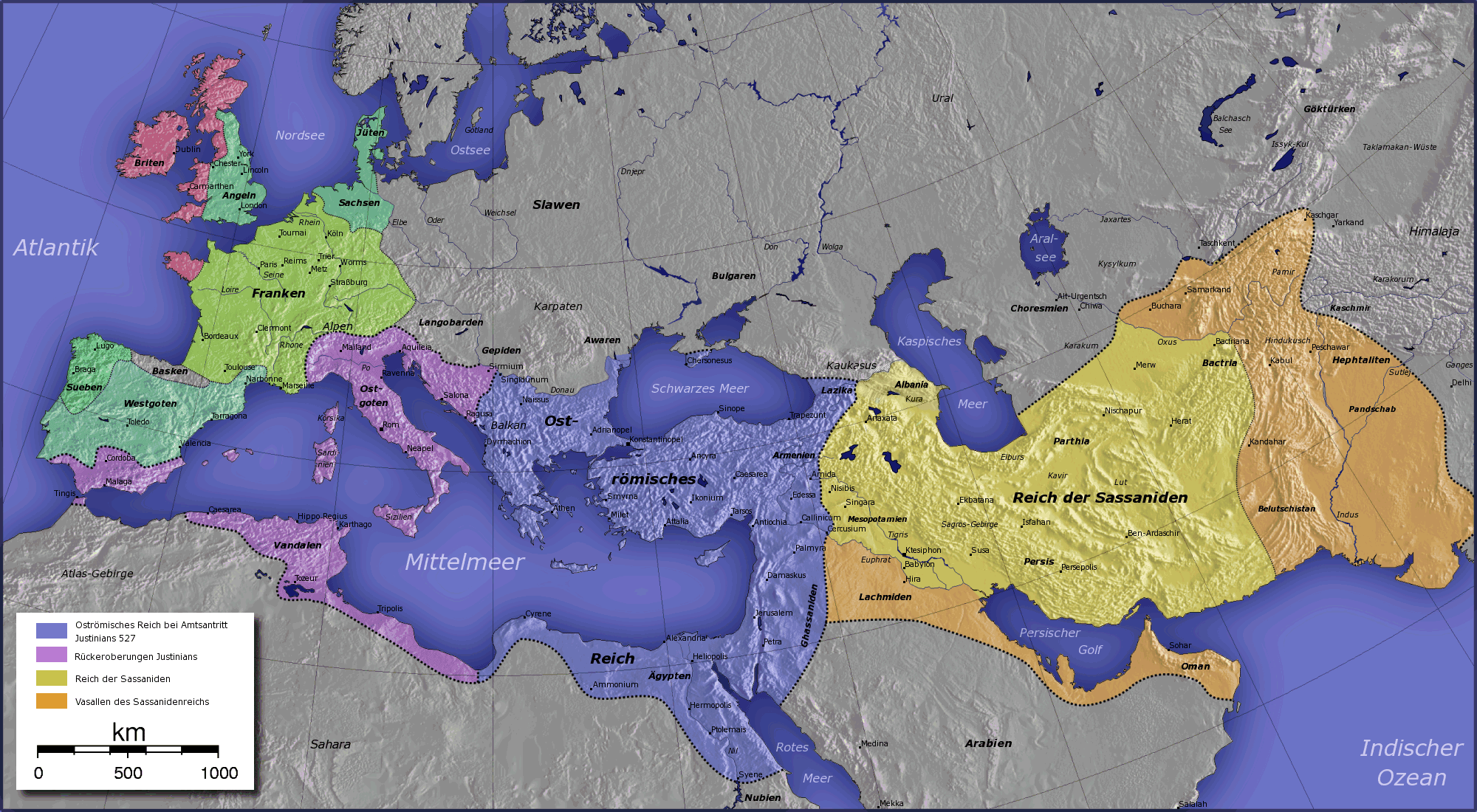
Das Sāsānidenreich und die spätantike Mittelmeerwelt etwa zur Zeit Justinians; die Grenzen der Randgebiete waren allerdings fließend.

Nachdem es in der Regierungszeit Justins II. 572 wieder zum Krieg mit Persien gekommen war, wobei keiner Seite ein entscheidender Erfolg gelang, konnte Kaiser Maurikios (reg. 582–602) von einem Konflikt um die persische Thronfolge profitieren und mit König Chosrau II. 591 Frieden schließen. Die Ermordung des Kaisers im Jahr 602 nahm Chosrau II. aber zum Vorwand, um in römisches Gebiet einzufallen. Von 603 bis 628 tobte daher der „letzte große Krieg der Antike“. Persische Truppen eroberten bis 619 Syrien und Ägypten, die Kornkammer des Reiches, und belagerten 626 zusammen mit den Awaren (die Ende des 6. Jahrhunderts im Balkanraum ein Reich errichtet hatten) sogar Konstantinopel. Das Reich befand sich in einer äußerst schwierigen Situation, eine vollständige Vernichtung schien nicht ausgeschlossen. Der Gegenschlag des Herakleios (reg. 610–641) in den Jahren 622 bis 628 rettete aber das Reich und zwang die Perser schließlich zum Rückzug. 628 bat Persien angesichts innerer Wirren um Frieden, und Herakleios, der als einer der bedeutendsten Kaiser der oströmisch-byzantinischen Geschichte gilt, stand auf dem Höhepunkt seines Ansehens; sogar aus dem Frankenreich erreichten ihn Glückwünsche zu seinem großen Sieg. Doch das Imperium war von den schweren Kampfhandlungen über die vergangenen Jahrzehnte extrem geschwächt, in den Quellen kommt das Ausmaß der Vernichtung deutlich zum Ausdruck. Im Inneren schloss Herakleios die Gräzisierung des Staates ab, doch es gelang ihm weder die religiösen Streitigkeiten zu beenden (→ Monotheletismus) noch das Reich wieder zu konsolidieren.
Als in den 630er Jahren die islamische Expansion begann, waren Ostrom und Persien nach den langen Kriegen nicht mehr in der Lage, effektiv Widerstand zu leisten, was ein wichtiger Grund für die schnellen arabischen Erfolge war. Die Wüstengrenze war für Ostrom und Persien ohnehin kaum zu kontrollieren (man hatte hier in Gestalt der Lachmiden und Ghassaniden vielmehr auf arabische Verbündete gesetzt) und größere Truppenverbände waren dort nach dem Perserkrieg nicht stationiert; hinzu kam die Mobilität der muslimischen Araber. Das von Bürgerkriegen zusätzlich geschwächte Sāsānidenreich erlitt zwei schwere Niederlagen gegen die Araber (638 in der Schlacht von al-Qādisīya und 642 in der Schlacht bei Nehawand). Zwar leisteten die Perser Widerstand und konnten zu Beginn eine große Schlacht gewinnen sowie einige erfolgreiche kleinere Gegenoffensiven führen, doch schließlich brach ihr Reich 651 zusammen; die Söhne des letzten persischen Großkönigs Yazdegerd III. flohen an den chinesischen Kaiserhof der Tang-Dynastie. Persien konnte seine kulturelle Identität unter der islamischen Herrschaft aber weitgehend bewahren und wurde relativ langsam islamisiert, ähnlich wie die christlichen Gebiete in Ägypten und Syrien. Zu Beginn des 8. Jahrhunderts eroberten die Araber Sogdien (siehe auch Ghurak und Dēwāštič) und stießen weiter nach Zentralasien vor.

Die islamische Expansion (eingezeichnet sind die heutigen Staatsgrenzen)

Im Westen unterlagen oströmische Truppen 636 in der Schlacht am Jarmuk den Arabern und mussten Syrien vollständig räumen, nachdem Damaskus 635 kapituliert hatte. Syrien diente von nun an als Ausgangsbasis für arabische Angriffe auf Kleinasien, das die Oströmer jedoch halten konnten und das nun zum Kernland des Imperiums wurde. Jerusalem ergab sich 638. Am schmerzhaftesten war der Verlust Ägyptens 640/42 (aufgrund dessen Wirtschaftskraft, des Steueraufkommens und des Getreides). Bald darauf nahmen die Araber Armenien, Zypern (649) und Rhodos (654) ein. Sie stießen die nordafrikanische Küste entlang nach Westen vor und besetzten um 670 das heutige Tunesien, Karthago konnte noch bis 698 gehalten werden. 711–725 folgte die Eroberung des Westgotenreichs in Hispanien und Südwestgallien. Vorstöße ins Frankenreich blieben aber erfolglos. 655 erlitt die oströmische Flotte unter Konstans II. in der Schlacht von Phoinix eine schwere Niederlage gegen die Araber, die nun als Seemacht auftraten und damit den Handel und die maritime Vorherrschaft Ostroms bedrohten. Den Oströmern/Byzantinern gelangen allerdings auch einige wichtige Erfolge: Bei der Verteidigung von Konstantinopel 674 bis 678 vernichteten sie die arabische Flotte; ob es in diesem Zusammenhang zu einer regelrechten Belagerung kam, ist in der neueren Forschung allerdings umstritten. 677/678 konnten die Oströmer trotz beschränkter Ressourcen zu einer Offensive übergehen und vorübergehend sogar Truppen in Syrien landen.
Ostrom-Byzanz konnte den Verlust der orientalischen Provinzen dennoch nicht verhindern oder rückgängig machen und wurde in die Defensive gedrängt. Die antike Einheit des Mittelmeerraums (die sowohl politisch als auch wirtschaftlich von großer Bedeutung für die Stabilität des römischen Staatswesens gewesen ist) war mit den arabischen Eroberungen beendet. 100 Jahre nach Justinians Tod hatte das Römische Reich nun mehr als die Hälfte seines Territoriums und seiner Bevölkerung verloren, während an der Ost- und Südküste des Mittelmeers mit dem arabischen Kalifat ein neues Reich mit einem neuen Glauben entstanden war.
Damit war die alte Weltordnung, die die gesamte Spätantike zwischen Ostrom und Persien bestanden hatte, infolge der arabischen Eroberungen zerbrochen und durch eine neue Ordnung ersetzt, in der Ostrom-Byzanz gegen das Kalifat um die reine Existenz kämpfen musste. Das Oströmische Reich, das um 700 schließlich auf Kleinasien, Griechenland, Konstantinopel samt Umland und einige Gebiete in Italien beschränkt war, wandelte sich nun endgültig zum griechischen Byzanz des Mittelalters. Die Zeit von der Mitte des 7. bis ins 8. Jahrhundert war weiterhin von schweren Abwehrkämpfen geprägt. Die schließlich erfolgreiche Abwehr verhinderte ein weiteres Vordringen der Araber nach Südosteuropa. Die Dynastie des Herakleios regierte noch bis 711. Unter Kaiser Leo III., der 717 an die Macht kam, ging Byzanz gegen die Araber wieder begrenzt in die Offensive (siehe unten).
Für die Geschichte West- und Mitteleuropas war entscheidend, dass die Kaiser ab dem 7. Jahrhundert faktisch gezwungen waren, den einstigen Westen des Imperium Romanum weitestgehend sich selbst zu überlassen: Anders als noch im 6. Jahrhundert war mit militärischen Interventionen nun nicht mehr zu rechnen. Konstantinopel rückte in die Ferne.

### Das Frankenreich der Merowinger

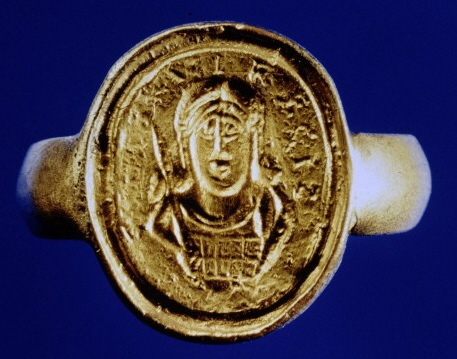
Siegelring mit dem Bildnis Childerichs I.

Das im späten 5. Jahrhundert entstandene Frankenreich sollte sich zum bedeutendsten der germanisch-romanischen Nachfolgereiche im Westen entwickeln. Der Aufstieg der Franken von einer Regionalmacht im Nordosten Galliens zu einem Großreich begann unter der Führung von Königen aus dem Geschlecht der Merowinger. Der in Tournai residierende salfränkische König (rex) Childerich I. etablierte einen eigenen Machtbereich in Nordgallien, wobei er auf die weiterhin arbeitenden lokalen Waffenschmieden (fabricae) zurückgreifen konnte. Es wird oft angenommen, dass er mit dem gallorömischen Feldherrn Aegidius kooperierte, der sich 461 gegen die weströmische Regierung erhob, doch sind die Details unklar. Aegidius, der nun faktisch als Warlord agierte, errichtete in Nordgallien einen unabhängigen Herrschaftsbereich; nach seinem Tod folgte ihm nach kurzer Zeit sein Sohn Syagrius nach. Childerichs Sohn Chlodwig vernichtete die anderen fränkischen Kleinreiche (unter anderem Ragnachars und Chararichs) und wurde damit zum Gründer des Frankenreichs.
486/487 eroberte Chlodwig das Reich des Syagrius. 507 wurden die Westgoten in der Schlacht von Vouillé besiegt und faktisch aus Gallien verdrängt. Gegen die Alamannen ging Chlodwig ebenfalls vor, während es mit den Burgunden zu einer vorläufigen Annäherung kam. Der ursprünglich pagane Chlodwig trat zu einem nicht näher bestimmten Zeitpunkt (wahrscheinlich eher gegen Ende seiner Herrschaft) zum Christentum über. Entscheidend war, dass er sich für das katholische Bekenntnis entschied und somit Probleme vermied, die sich bisweilen in den anderen germanisch-romanischen Reichen zwischen den Eroberern und der römischen Bevölkerung ergaben. Das geschickte und gleichzeitig skrupellose Vorgehen Chlodwigs sicherte den Franken eine beherrschende Stellung in Gallien.

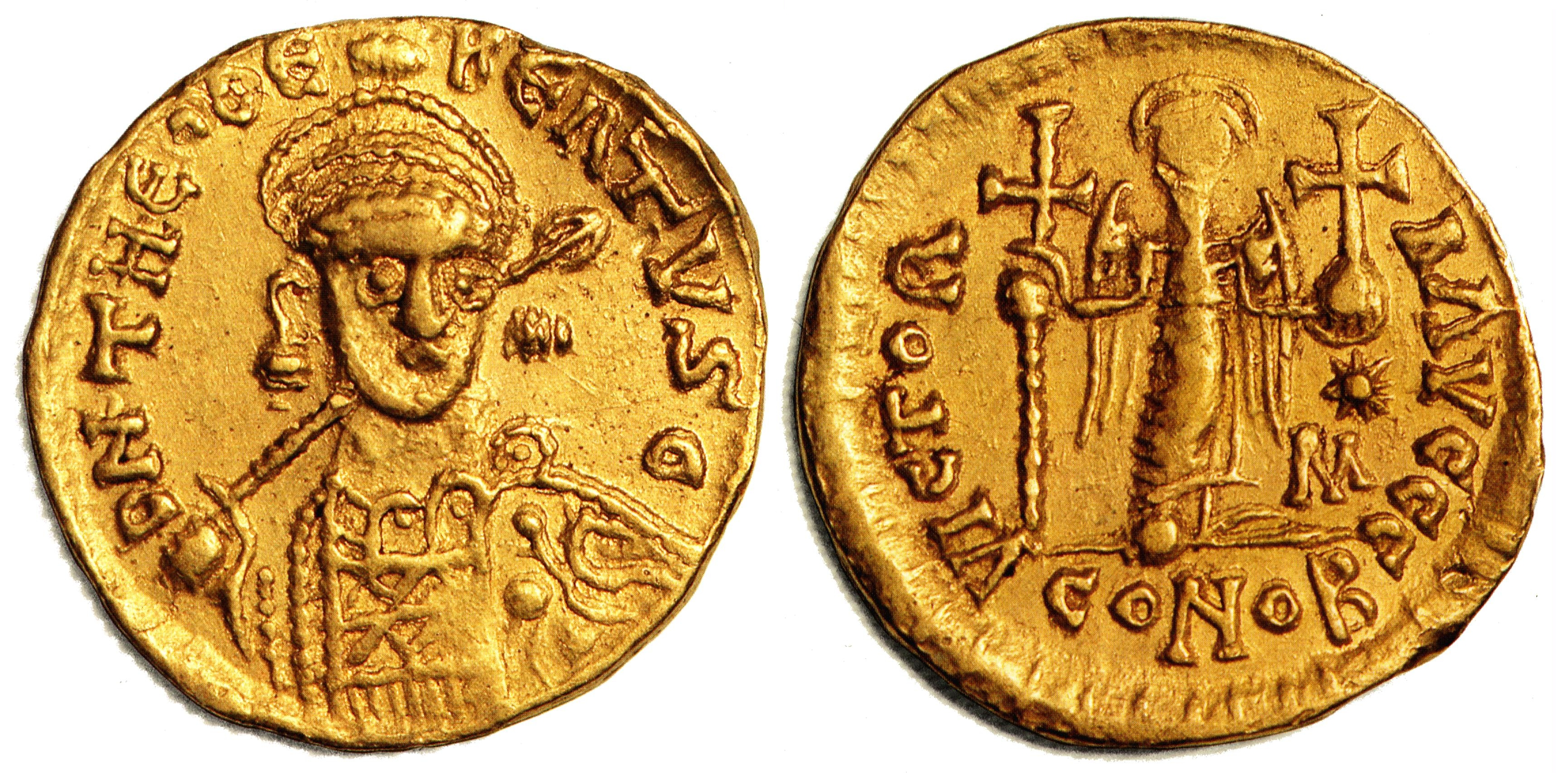
Gold-Solidus König Theudeberts nach oströmischem Vorbild

Das Frankenreich wurde nach dem Tod Chlodwigs im Jahr 511 unter seinen vier Söhnen Theuderich, Chlodomer, Childebert und Chlotar aufgeteilt, wobei jeder einen Anteil an dem fränkischen Stammland in Nordgallien und den eroberten Gebieten im Süden erhielt. Die verbreitete Praxis unter den Franken, den Herrschaftsbesitz nach dem Tod eines Königs unter den Söhnen zu teilen, sorgte für eine Zersplitterung der königlichen Zentralgewalt. Thronstreitigkeiten waren nicht selten, zumal die meisten Merowinger kein hohes Alter erreichten und oft Kinder von mehreren Frauen hatten, was die Nachfolgeregelung erschwerte. Für Verwaltungsaufgaben hatte bereits Chlodwig die gallorömische Oberschicht und hierbei speziell die Bischöfe (wie Gregor von Tours, dessen Geschichtswerk die wichtigste Quelle zur fränkischen Geschichte des 6. Jahrhunderts ist) herangezogen. Er hatte außerdem das System der vor allem in Südgallien verbreiteten römischen civitates genutzt, wo der gallorömisch-senatorische Adel (deren Vorfahren einst römische Staatsämter bekleidet hatten und nun als lokale und vor allem kirchliche Würdenträger fungierten) noch längere Zeit nachweisbar ist. Die Städte spielten eine entscheidende Rolle bei der Herrschaftssicherung und der Verwaltung des Reiches und hatten den größten Anteil an der römischen Kontinuitätslinie in der Merowingerzeit. Die Verwaltung orientierte sich zunächst noch weitgehend an spätrömischen Institutionen, auf der die frühmerowingische Herrschaft im Wesentlichen beruhte. So wurden im 6. Jahrhundert noch Steuerlisten geführt und von königlichen Beamten verwaltet, bevor diese verschwanden und zunehmend Grafen (comites) und Herzöge (duces) an Einfluss gewannen.
Die fränkische Expansion wurde weiter vorangetrieben: 531/534 wurden die Thüringer und 534 die Burgunden unterworfen. Den Gotenkrieg in Italien nutzten die Franken, um Teile des ostgotischen Territoriums zu besetzen. Theuderichs Sohn Theudebert I. sah seine Stellung im Osten des Merowingerreiches als so gefestigt an, dass er angeblich sogar mit dem Gedanken gespielt haben soll, Kaiser Justinian herauszufordern.
Allerdings deuteten sich schon im 6. Jahrhundert Spaltungen des fränkischen Herrschaftsbereichs (Francia) an, die bei späteren Kämpfen zwischen Teilherrschern immer wieder eine Rolle spielten. Der galloromanische Süden mit den Zentren an Rhone und Saône behielt lange seine aus dem gallorömischen Senatsadel hervorgegangene Elite und seine spätantiken städtischen Strukturen mit starker Stellung der Bischöfe und das Römische Recht (droit écrit) bei. Hingegen wechselten im stärker germanisierten Norden die Eliten, die städtische Kultur verfiel zum Teil und das im germanischen Stammesrecht wurzelnde Gewohnheitsrecht (droit coutumier) spielte eine wachsende Rolle. Erst seit dem 15. Jahrhundert näherten sich die Rechtssysteme allmählich an. Im Südwesten Galliens hielten sich westgotische Einflüsse.
Immer wieder flammten im Inneren Kämpfe zwischen den einzelnen merowingischen Teilherrschern auf. Nach dem Tod Chlothars I. 561 entbrannte ein merowingischer Bruderkrieg, der erst 613 mit der Wiedervereinigung des Gesamtreiches unter Chlothar II. endete. Dagobert I., der 623 die Herrschaft im Teilreich Austrasien antrat und von 629 bis 639 über das Gesamtreich herrschte, gilt allgemein als der letzte starke Merowingerkönig, wenngleich auch er dem mächtigen Adel einige Zugeständnisse machen musste.
Nach der gängigen Lehrmeinung verfiel nach Dagoberts Tod die königliche Macht immer mehr und die wahre Macht lag in den Händen der Hausmeier. Diese waren ursprünglich nur Verwalter des Königshofes, doch gewannen sie im Laufe der Zeit immer mehr Einfluss. Da die adeligen Hausmeier (deren Titel schließlich erblich wurden) zudem über großen Landbesitz verfügten, waren sie für den König nur sehr schwer zu kontrollieren. Die Einschätzung der seit Mitte des 7. Jahrhunderts übergroßen Macht der Hausmeier orientiert sich an der Sichtweise der karolingerzeitlichen fränkischen Geschichtsschreibung, etwa den Reichsannalen und Einhards Vita Karoli Magni. In der Darstellung dieser Quellen erscheint die Übertragung der fränkischen Königswürde auf die Karolinger im Jahr 751 als notwendige Konsequenz der Machtlosigkeit der letzten Merowinger, die sich in deren eher lächerlichem Erscheinungsbild gespiegelt habe. Die negative Einstellung der karolingerzeitlichen Autoren zu den späten Merowingern erschwert allerdings eine unvoreingenommene Beurteilung. In der neueren Forschung wird bisweilen bezweifelt, dass die letzten Merowingerkönige wirklich so machtlos waren, wie es die karolingische Geschichtsschreibung unterstellt. Es kann davon ausgegangen werden, dass die parteiischen Quellen zumindest Teile der historischen Erzählung verformt haben. Sicher ist, dass die Karolinger nach dem gescheiterten Versuch Grimoalds des Älteren, schon im 7. Jahrhundert einen Dynastiewechsel herbeizuführen, lange davor zurückschreckten, die Merowinger zu entmachten, sei es aufgrund sakraler Königsvorstellungen oder aufgrund eines verwurzelten dynastischen Denkens.
Tatsächlich scheinen einzelne Merowingerkönige sich noch einmal gegen den übermächtigen Einfluss der Hausmeier gestemmt zu haben. So werden Theuderich III. und Dagobert II. zwar oft als mehr oder weniger hilflose „Schattenkönige“ bezeichnet, doch haben sie nachweislich Gerichte abgehalten, geurkundet, über Hausgüter wohl frei verfügt und Privilegien verteilt, wobei Dagobert in der Kirchenpolitik zudem mehr Spielraum hatte. Des Weiteren haben die letzten Merowinger, die in den karolingischen Quellen lächerlich gemacht werden, zudem an mehr als zehn weit auseinanderliegenden Orten Urkunden ausgestellt. Erst nach der Schlacht bei Tertry 687 und dem Triumph des Hausmeiers Pippins des Mittleren begann der endgültige Aufstieg der Karolinger, deren Bezeichnung auf den mächtigen fränkischen Hausmeier Karl Martell zurückgeht. Karl Martell konnte sich gegen konkurrierende Hausmeier durchsetzen (Schlacht von Vincy 717 und Schlacht bei Soissons 718/19). Er setzte nacheinander Merowinger als Schattenkönige ein, die aber über keine reale Macht verfügten (siehe Chlothar IV., Chilperich II. und Theuderich IV.; nach dem Tod Theuderichs IV. 737 ließ Karl den Königsthron unbesetzt). Karl fungierte nun bis zu seinem Tod 741 als wahre Macht hinter dem Thron, wobei er die Grenzen des Reichs sichern und erweitern konnte (unter anderem durch die Unterwerfung der Friesen). Die Karolinger kontrollierten fortan die Regierungsgeschäfte im Reich und errangen schließlich 751 die fränkische Königswürde, als der letzte Merowingerkönig Childerich III. abgesetzt wurde.

### Vom Karolingerreich zu West- und Ostfranken
751 wurde in Absprache mit Papst Zacharias Pippin der Jüngere als erster Karolinger zum fränkischen König erhoben (reg. 751–768). Die Salbung Pippins durch den Papst im Jahr 754 diente offenbar der zusätzlichen Legitimation und legte das Fundament für die Rolle der fränkischen Könige als neue Schutzherren des Papstes in Rom.
Die frühen karolingischen Könige erwiesen sich als fähige Herrscher. Pippin intervenierte in Italien, wo er gegen die Langobarden vorging, führte Feldzüge in Aquitanien und sicherte die Pyrenäengrenze. Er genoss bei seinem Tod im Jahr 768 weit über die Grenzen des Frankenreichs hinaus Ansehen. Das Reich wurde unter seinen beiden Söhnen Karlmann und Karl aufgeteilt. Zwischen den Brüdern bestanden offenbar starke Spannungen; nach dem unerwarteten Tod Karlmanns Ende 771 ignorierte Karl die Erbansprüche der Söhne Karlmanns (die später vermutlich auf Karls Befehl beseitigt wurden) und besetzte dessen Reichsteil.

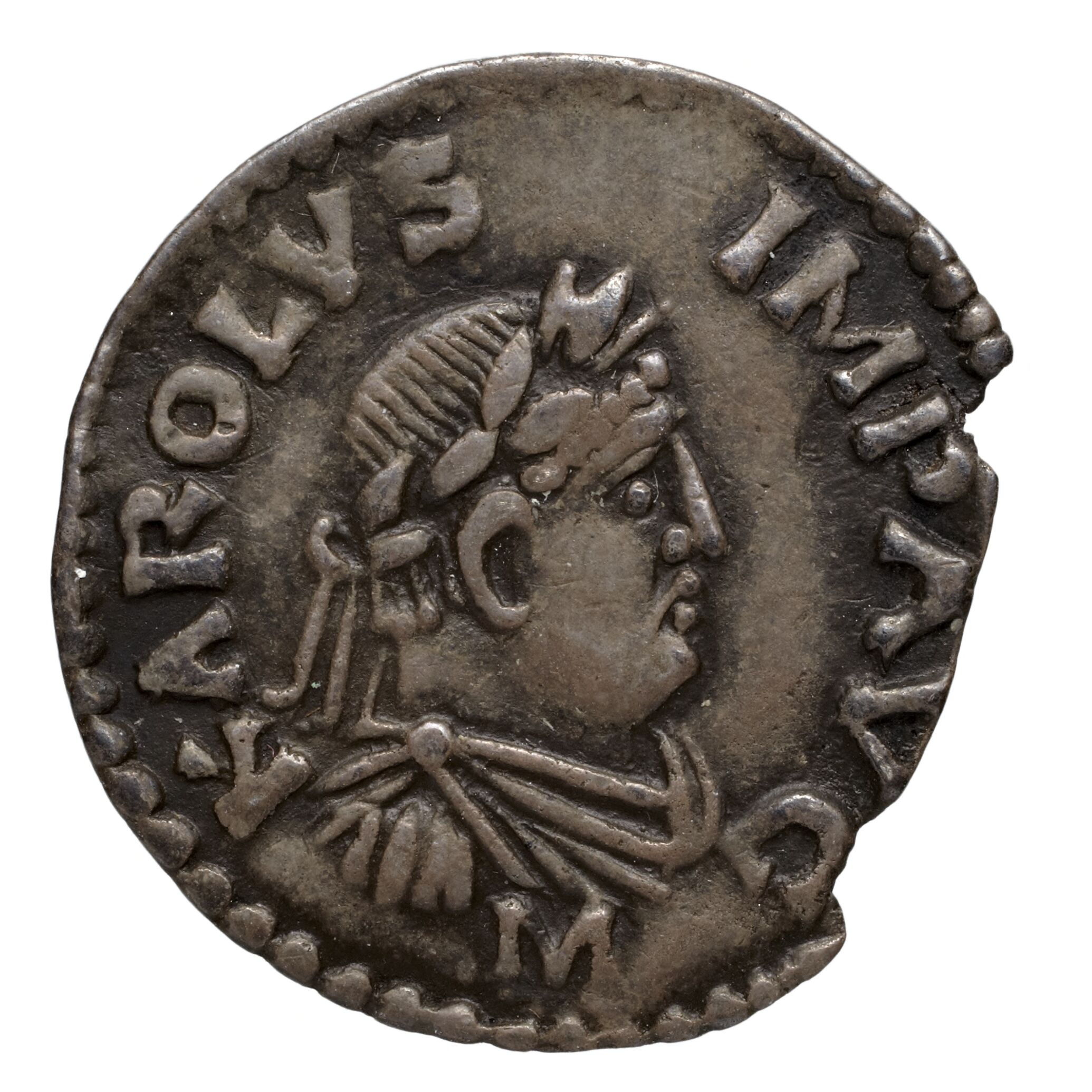
Fränkischer Denar mit dem Profilbild Karls des Großen

Karl, später Carolus Magnus („Karl der Große“) genannt, gilt als der bedeutendste Karolinger und als einer der bedeutendsten mittelalterlichen Herrscher (reg. 768–814). Nach Sicherung der Herrschaft im Inneren begann Karl ab dem Sommer 772 Feldzüge gegen die Sachsen. Die daraus resultierenden Sachsenkriege dauerten mit Unterbrechungen bis 804 und wurden mit äußerster Brutalität geführt. Ziel war nicht nur die Eroberung des Landes, sondern auch die gewaltsame Christianisierung der bis dahin paganen Sachsen. Militärisch spielte die fränkische Panzerreiterei eine wichtige Rolle. Zeitgleich dazu intervenierte Karl auf päpstlichen Wunsch hin 774 in Italien und eroberte das Langobardenreich, das er mit dem Frankenreich vereinigte. Weniger erfolgreich verlief der Spanienfeldzug im Jahr 778 gegen die Mauren, wenngleich später zumindest die Spanische Mark errichtet werden konnte. Karls diplomatische Kontakte reichten bis zum Kalifen Hārūn ar-Raschīd. Im Osten seines Reiches beendete er 788 die Selbstständigkeit des Stammesherzogtums Bayern. Es kam außerdem zu Kämpfen mit den Dänen und mehreren Slawenstämmen sowie zum letzten Endes erfolgreichen Reichskrieg gegen die Awaren (791–796). Karl hatte in jahrzehntelangen Kämpfen die Grenzen des Reiches erheblich erweitert und das Frankenreich als neue Großmacht neben Byzanz und dem Kalifat etabliert. Das Karolingerreich umschloss nun weite Teile der lateinischen Christenheit und war das bedeutendste staatliche Gebilde im Westen seit dem Fall Westroms. Karl machte Aachen zu seiner Hauptresidenz. Zur effizienteren Organisation der Herrschaftsordnung nutzte er comites (sogenannte „Grafschaftsverfassung“) und die von ihm geförderte Kirche. Die sogenannte karolingische Renaissance (die besser als „karolingische Bildungsreform“ bezeichnet werden sollte) sorgte für eine kulturelle Neubelebung des christlichen Westeuropas, nachdem es ab dem 7. Jahrhundert zu einem Bildungsverfall im Frankenreich gekommen war. Den Höhepunkt von Karls Regierungszeit stellte seine Kaiserkrönung zu Weihnachten des Jahres 800 durch Papst Leo III. in Rom dar. Die Details dieses Vorgangs und seine Vorgeschichte sind in der Forschung umstritten. Fest steht, dass damit aus Sicht der Zeitgenossen das Kaisertum erneuert worden war, was allerdings zu Konflikten mit Byzanz führte (Zweikaiserproblem). Für die Geschichte des Mittelalters ist dieses Ereignis von großer Bedeutung, da es den Grundstein für das westliche mittelalterliche Kaisertum legte. Karl hinterließ bei den folgenden Generationen einen bleibenden Eindruck. Im anonymen Karlsepos wird der Kaiser sogar als pater Europae, als Vater Europas, gepriesen. Er galt im Mittelalter als Idealkaiser. Damit begann bereits die Mythenbildung um Karl, was bis in die Neuzeit unterschiedliche Geschichtsbilder zur Folge hatte.

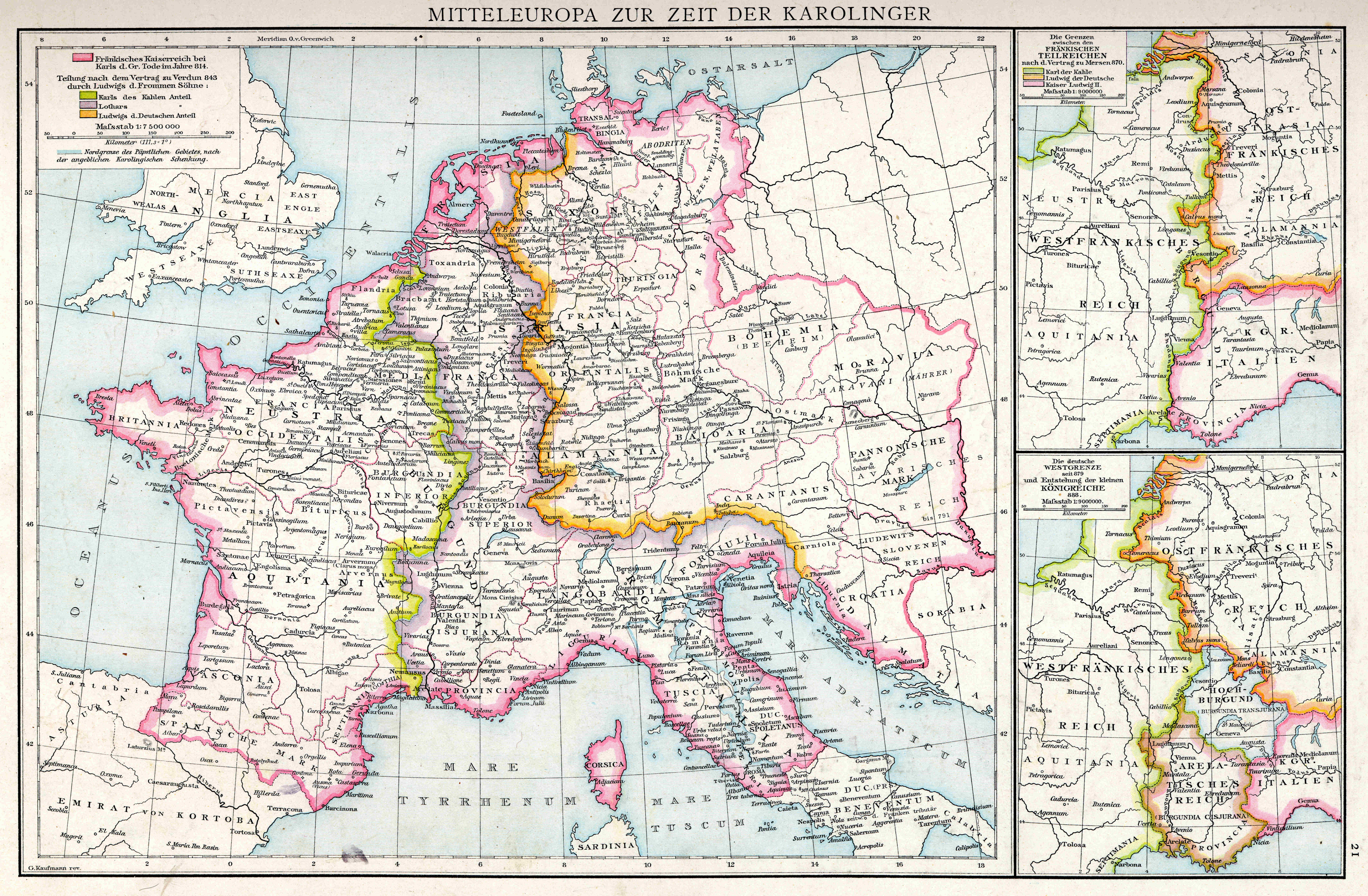
Das Karolingerreich zur Zeit Karls des Großen und die späteren Teilreiche

Nach Karls Tod im Januar 814 folgte ihm sein Sohn Ludwig der Fromme nach, den Karl bereits 813 zum Mitkaiser gekrönt hatte. Die ersten Regierungsjahre Ludwigs waren vor allem von seinem Reformwillen im kirchlichen und weltlichen Bereich geprägt. Programmatisch verkündete er die Renovatio imperii Francorum, die Erneuerung des fränkischen Reiches. Ludwig bestimmte 817, dass nach seinem Tod eine Reichsteilung erfolgen sollte. Sein ältester Sohn Lothar sollte jedoch eine Vorrangstellung vor seinen anderen Söhnen Ludwig (in Bayern) und Pippin (in Aquitanien) erhalten. Eine schwierige Lage entstand jedoch, als Kaiser Ludwig 829 auch Karl, seinem Sohn aus seiner zweiten Ehe mit der am Hof einflussreichen Judith, einen Anteil am Erbe zusicherte. Bereits zuvor hatte es Gegner der neuen Reichsordnung gegeben; sie leisteten dem Kaiser nun offen Widerstand.
Mit der Erhebung der drei ältesten Söhne gegen Ludwig den Frommen im Jahr 830 begann die Krisenzeit des Karolingerreiches, die schließlich zu dessen Auflösung führte. Die Rebellion richtete sich zunächst vor allem gegen Judith und ihre Berater, doch führte sie 833 zur Gefangennahme des Kaisers auf dem „Lügenfeld bei Colmar“, wobei das Heer Ludwigs zum Gegner überlief. Anschließend musste Ludwig einer demütigenden Bußhandlung zustimmen. Damit war aber der Bogen überspannt und die drei älteren Söhne Ludwigs zerstritten sich wieder. 834 wandten sich mehrere Anhänger von Lothar ab, der sich nach Italien zurückzog. Während das Reich von außen zunehmend von Wikingern, Slawen und Arabern bedrängt wurde, blieben die Spannungen im Inneren bestehen. Ludwig war bestrebt, Karls Erbteil zu sichern. Nach Pippins Tod 839 wurde Karl mit dem westlichen Reichsteil ausgestattet, doch war die Lage bei Ludwigs Tod im Jahr 840 weiterhin ungeklärt. Im Ostteil hatte Ludwig der Deutsche seine Stellung gesichert, ähnlich Karl im Westen, so dass der Druck auf Kaiser Lothar stieg. Karl und Ludwig verbündeten sich gegen Lothar und besiegten ihn in der Schlacht von Fontenoy am 25. Juni 841. Im Februar 842 bekräftigten sie ihr Bündnis mit den Straßburger Eiden. Auf Drängen der fränkischen Adeligen kam es 843 zum Vertrag von Verdun, womit die Teilung des Reiches im Grunde bestätigt wurde: Karl regierte den Westen, Ludwig den Osten, während Lothar ein Mittelreich und Italien erhielt.
Die in diesem Zusammenhang in der Forschung oft diskutierte Frage nach den Anfängen der „deutschen“ Geschichte führt eher in die Irre, da es sich um einen längerfristigen, bis in das 11. Jahrhundert hinziehenden Prozess gehandelt hat; erst ab dem 10. Jahrhundert ist die Bezeichnung Regnum Teutonicorum gesichert nachweisbar. Offenbar grenzten sich jedoch die karolingischen Reichsteile bereits im 9. Jahrhundert immer mehr voneinander ab, die Reichseinheit konnte nur noch vorübergehend wiederhergestellt werden.
Nach Lothars Tod 855 erbte sein ältester Sohn Lothar II. das Mittelreich. Nach dessen Tod 869 kam es zum Konflikt zwischen Karl und Ludwig um das Erbe, was 870 zur Teilung im Vertrag von Meerssen führte. Damit formierten sich endgültig das West- und das Ostfrankenreich, während in Italien von 888 bis 961 separat Könige regierten. Die Idee der Reichseinheit hatte weiterhin einige Anhänger. Unter Karl III., der 881 die Kaiserkrone errang und seit 882 über ganz Ostfranken herrschte, war das gesamte Imperium für wenige Jahre noch einmal vereint, als er 885 auch die westfränkische Königskrone erwarb. Doch blieb diese Reichseinigung eine Episode, zumal Karl die zunehmenden Wikingerangriffe nicht effektiv abwehren konnte (Frieden von Asselt 882 und Belagerung von Paris 885–886) und Ostfranken Ende 887 an seinen Neffen Arnolf verlor (reg. 887–899). In der „Regensburger Fortsetzung“ der Annalen von Fulda ist zum Jahr 888 abschätzig vermerkt, nach dem Tod Karls (im Januar 888) hätten viele reguli (Kleinkönige) in Europa nach der Macht gegriffen. Arnolf bestätigte die Herrschaft der neuen Könige, so in Westfranken, Burgund sowie Italien. Seine Herrschaftsbasis war Bayern. Er beschränkte seine Herrschaft explizit auf Ostfranken, wo er Slawen und Wikinger abwehrte. Einen Italienzug lehnte Arnolf zunächst ab. Erst 894 begab er sich einem päpstlichen Hilferuf folgend nach Italien; 896 erwarb er sogar die Kaiserkrone. Dennoch war der Zusammenbruch des Karolingerreichs unübersehbar.
Auch kulturell trat im späten 9. Jahrhundert ein Niedergang ein, vor allem in Ostfranken, wo es zu einem spürbaren Rückgang der literarischen Produktion kam. Im Osten starb der letzte Karolinger Ludwig das Kind im Jahr 911; ihm folgte Konrad I. nach. Konrad war bemüht, Ostfranken zu stabilisieren, wobei er sich gegen den mächtigen Adel behaupten und gleichzeitig die Ungarn abwehren musste, die wenige Jahre zuvor ein Reich gegründet hatten. Am Ende erwies sich seine Herrschaft, die durchaus an karolingischen Traditionen orientiert war, als bloße Übergangszeit zu den Ottonen, die von 919 bis 1024 die ostfränkischen Könige stellten. In Westfranken regierten die Karolinger mit Unterbrechungen noch bis zum Tod Ludwigs V. 987, hatten jedoch schon zuvor ihre Macht weitgehend verloren. An ihre Stelle traten die Kapetinger, die anschließend bis ins 14. Jahrhundert die französischen Könige stellten. Allerdings war das französische Königtum zunächst weitgehend auf seinen Kernraum in der Île-de-France beschränkt und übte nur eine nominelle Oberherrschaft über die Machtbereiche selbstbewusster Herzöge aus.

### Das Reich der Ottonen

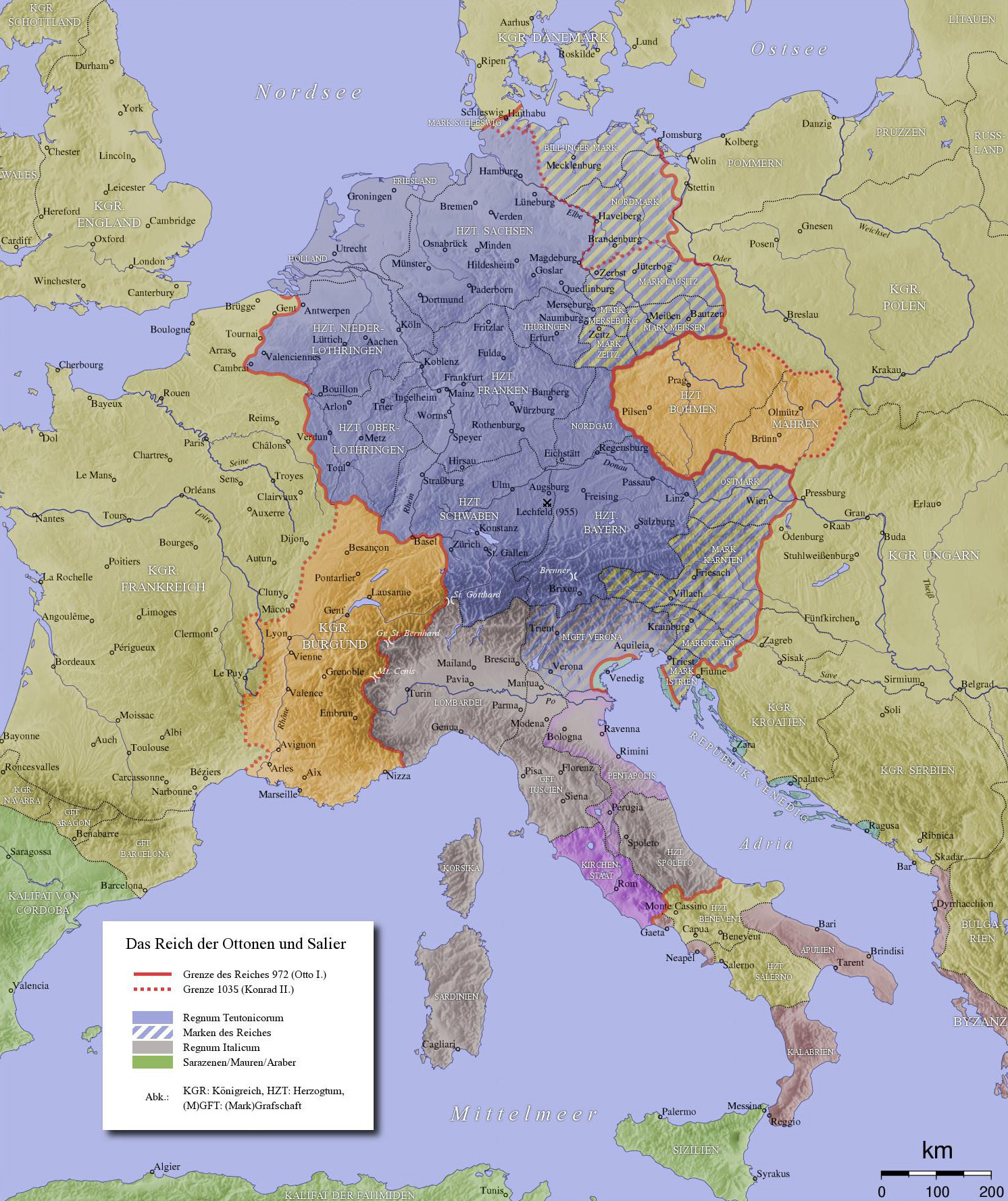
Ostfränkisches Reichsgebiet in ottonischer Zeit

Nach dem Tod des ostfränkischen Königs Konrad im Jahr 919 bestieg mit Heinrich I. das erste Mitglied des sächsischen Hauses der Liudolfinger („Ottonen“) den ostfränkischen Königsthron; sie konnten sich in der Folgezeit bis 1024 im Reich behaupten. In der neueren Forschung wird zwar die Bedeutung der Ottonenzeit für die Ausformung Ostfrankens betont, sie gilt aber nicht mehr als Beginn der eigentlichen „deutschen“ Geschichte. Der damit verbundene komplexe Prozess zog sich vielmehr mindestens bis ins 11. Jahrhundert hin.
Heinrich I. sah sich mit zahlreichen Problemen konfrontiert. Die an karolingischen Mustern orientierte Herrschaftsausübung stieß an ihre Grenzen, zumal nun die Schriftlichkeit, ein entscheidender Verwaltungsfaktor, stark zurückging. Gegenüber den Großen des Reiches scheint Heinrich, wie mehrere andere Herrscher nach ihm, eine Form der konsensualen Herrschaftspraxis betrieben zu haben: Während er formal auf seinem höheren Rang bestand, band er die Herzöge in seine Politik durch Freundschaftsbündnisse (amicitia) ein und ließ ihnen in ihren Herzogtümern weitgehenden politischen Spielraum. Schwaben und Bayern wurden dadurch in die Königsherrschaft Heinrichs integriert, blieben jedoch bis um das Jahr 1000 königsferne Regionen, in denen der Einfluss des Königtums schwach ausgeprägt war. Das Reich befand sich weiterhin im Abwehrkampf gegen die Ungarn, mit denen 926 ein Waffenstillstand geschlossen wurde. Heinrich nutzte die Zeit und ließ die Grenzsicherung intensivieren; auch gegen die Elbslawen und gegen Böhmen war der König erfolgreich. 932 verweigerte er die Tributzahlungen an die Ungarn; 933 schlug er sie in der Schlacht bei Riade. Im Westen hatte Heinrich den Anspruch auf das zwischen West- und Ostfranken umstrittene Lothringen zunächst 921 aufgegeben, bevor er es 925 gewinnen konnte. Noch vor seinem Tod im Jahr 936 hatte Heinrich eine Nachfolgeregelung im Rahmen einer „Hausordnung“ getroffen, so dass bereits 929/30 sein Sohn Otto als designierter Nachfolger gelten konnte und das Reich ungeteilt blieb.
In der Regierungszeit Ottos I. (reg. 936–973) sollte das Ostfrankenreich eine hegemoniale Stellung im lateinischen Europa einnehmen. Otto erwies sich als energischer Herrscher. 948 übertrug er das wichtige Herzogtum Bayern seinem Bruder Heinrich. Ottos Herrschaftsausübung war allerdings nicht unproblematisch, denn er wich von der konsensualen Herrschaftspraxis seines Vaters ab. Bisweilen verhielt sich Otto rücksichtslos und geriet mehrfach in Konflikt mit engen Verwandten. So agierte etwa Ottos ältester Sohn Liudolf gegen den König und stand sogar in Verbindung mit den Ungarn. Diese nutzten die Lage im Reich aus und griffen 954 offen an. Liudolfs Lage wurde unhaltbar und er unterwarf sich dem König. Otto gelang es, gegen die Ungarn eine Abwehr zu organisieren und sie 955 in der Schlacht auf dem Lechfeld vernichtend zu schlagen. Sein Ansehen im Reich wurde durch diesen Erfolg erheblich gesteigert und eröffnete ihm neue Optionen. Im Osten errang er Siege über die Slawen, womit die elbslawischen Gebiete (Sclavinia) verstärkt in die ottonische Politik eingebunden wurden. Otto trieb die Errichtung des Erzbistums Magdeburg voran, was ihm 968 endgültig gelang. Ziel war die Slawenmission im Osten und die Ausdehnung des ostfränkischen Herrschaftsbereichs, wozu nach karolingischem Vorbild Grenzmarken errichtet wurden. Die erstarkte Stellung Ottos ermöglichte ein Eingreifen in Italien, das nie ganz aus dem Blickfeld der ostfränkischen Herrscher geraten war. Während des ersten Italienzugs 951 scheiterte sein Versuch, in Rom das westliche Kaisertum zu erneuern, wenngleich ihm italienische Adlige als „König der Langobarden“ huldigten. Er brach 961 wieder nach Italien auf und wurde am 2. Februar 962 in Rom vom Papst zum Kaiser gekrönt, im Gegenzug bestätigte er die Rechte und Besitzungen der Kirche. Das an die antike römische Kaiserwürde angelehnte westliche Kaisertum wurde nun mit dem ostfränkischen (bzw. römisch-deutschen) Königtum verbunden. Außerdem wurden weite Teile Ober- und Mittelitaliens dem ostfränkischen Reich angegliedert (Reichsitalien). Allerdings erforderte eine effektive Beherrschung Reichsitaliens die persönliche Präsenz des Herrschers, eine Regierung aus der Ferne war in dieser Zeit kaum möglich. Dieses Strukturdefizit sollte auch seinen Nachfolgern noch Probleme bereiten. Ein dritter Italienzug (966–972) erfolgte aufgrund eines päpstlichen Hilferufs, diente aber gleichzeitig der Absicherung der ottonischen Herrschaft. Im Inneren stützte sich Otto, wie generell viele frühmittelalterlichen Herrscher, für Verwaltungsaufgaben vor allem auf die Kirche. Beim Tod Ottos am 7. Mai 973 war nach schwierigen Anfängen das Reich konsolidiert und das Kaisertum wieder ein politischer Machtfaktor.

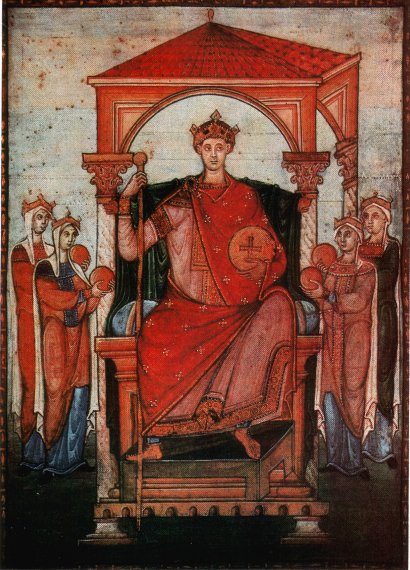
Gregormeister: Kaiser Otto II., Einzelblatt aus dem Registrum Gregorii, Trier, nach 983

Ottos Sohn Otto II. (reg. 973–983) war bereits sehr jung 961 zum Mitkönig und 967 zum Mitkaiser gekrönt worden. Im April 972 hatte er die gebildete byzantinische Prinzessin Theophanu geheiratet. Otto war selbst gleichfalls gebildet und wie bei seiner Ehefrau Theophanu galt sein Interesse auch geistigen Angelegenheiten. Im Norden wehrte er Angriffe der Dänen ab, während in Bayern Heinrich der Zänker (ein Verwandter des Kaisers) gegen ihn agierte und Unterstützung durch Böhmen und Polen erhielt. Die Verschwörung wurde aufgedeckt, doch erst 976 gelang die (vorläufige) Unterwerfung Heinrichs. Die Ostmark wurde von Bayern abgetrennt und den Babenbergern übertragen. Im Westen kam es zu Kampfhandlungen mit Westfranken (Frankreich), bevor 980 eine Übereinkunft erzielt werden konnte. Otto plante, anders als noch sein Vater, die Eroberung Süditaliens, wo Byzantiner, Langobarden und Araber herrschten. Ende 981 begann der Feldzug, doch erlitt das kaiserliche Heer im Juli 982 eine vernichtende Niederlage gegen die Araber in der Schlacht am Kap Colonna. Otto gelang nur mit Mühe die Flucht. Im Sommer 983 plante er einen erneuten Feldzug nach Süditalien, als sich unter Führung der Lutizen Teile der Elbslawen erhoben (Slawenaufstand von 983) und somit die ottonische Missions- und Besiedlungspolitik einen schweren Rückschlag erlitt. Noch in Rom starb der Kaiser am 7. Dezember 983, wo er auch beigesetzt wurde. In der mittelalterlichen Geschichtsschreibung wurde Otto II. aufgrund der militärischen Rückschläge und kirchenpolitischer Entscheidungen (so die Aufhebung des Bistums Merseburg) stark kritisiert, während in der modernen Forschung seine nicht leichte Ausgangslage berücksichtigt wird, ohne die militärischen Fehlschläge zu übersehen.
Die Nachfolge trat sein gleichnamiger Sohn an, Otto III. (reg. 983–1002), der noch vor dem Tod seines Vaters als nicht ganz Dreijähriger zum Mitkönig gewählt worden war. Aufgrund seines jungen Alters übernahm zunächst seine Mutter Theophanu, nach deren Tod 991 dann seine Großmutter Adelheid von Burgund die Regentschaft. 994 trat Otto III. mit 14 Jahren die Regierung an. Der für seine Zeit hochgebildete Herrscher umgab sich im Laufe der Zeit mit Gelehrten, darunter Gerbert von Aurillac. Otto interessierte sich besonders für Italien. Streitigkeiten in Rom zwischen Papst Johannes XV. und der mächtigen Adelsfamilie der Crescentier waren der Anlass für Ottos Italienzug 996. Papst Johannes war jedoch bereits verstorben, so dass Otto seinen Verwandten Bruno als Gregor V. zum neuen Papst bestimmte, der ihn am 21. Mai 996 zum Kaiser krönte. Anschließend kehrte Otto nach Deutschland zurück. Gregor wurde jedoch aus Rom vertrieben, so dass Otto 997 erneut nach Italien aufbrach und den Aufstand Anfang 998 brutal niederschlug. Der Kaiser hielt sich noch bis 999 in Italien auf und strebte im Zusammenspiel mit dem Papst eine kirchliche Reform an. Während dieser Zeit ist ein Regierungsmotto Ottos belegt: Renovatio imperii Romanorum, die Erneuerung des römischen Reiches, als dessen Fortsetzung man das mittelalterliche römisch-deutsche Reich betrachtete. Die Einzelheiten sind jedoch umstritten; eine geschlossene Konzeption ist eher unwahrscheinlich, weshalb die Bedeutung in der neueren Forschung relativiert wird. Nach Gregors Tod machte der Kaiser Gerbert von Aurillac als Silvester II. zum neuen Papst. Beide Papsternennungen verdeutlichen die Machtverteilung zwischen Kaisertum und Papsttum in dieser Zeit. Otto knüpfte auch Kontakte zum polnischen Herrscher Bolesław I. und begab sich nach Gnesen. Die nächsten Monate verbrachte der Kaiser in Deutschland, bevor er sich wieder nach Italien begab. 1001 brach in Rom ein Aufstand aus. Otto zog sich nach Ravenna zurück, beim erneuten Vormarsch nach Rom starb der Kaiser Ende Januar 1002. In den Quellen wird sein großes Engagement in Italien eher negativ bewertet; in der modernen Forschung wird betont, dass der frühe Tod Ottos eine abschließende Bewertung erschwert, da seine Politik nicht über Anfänge hinauskam.

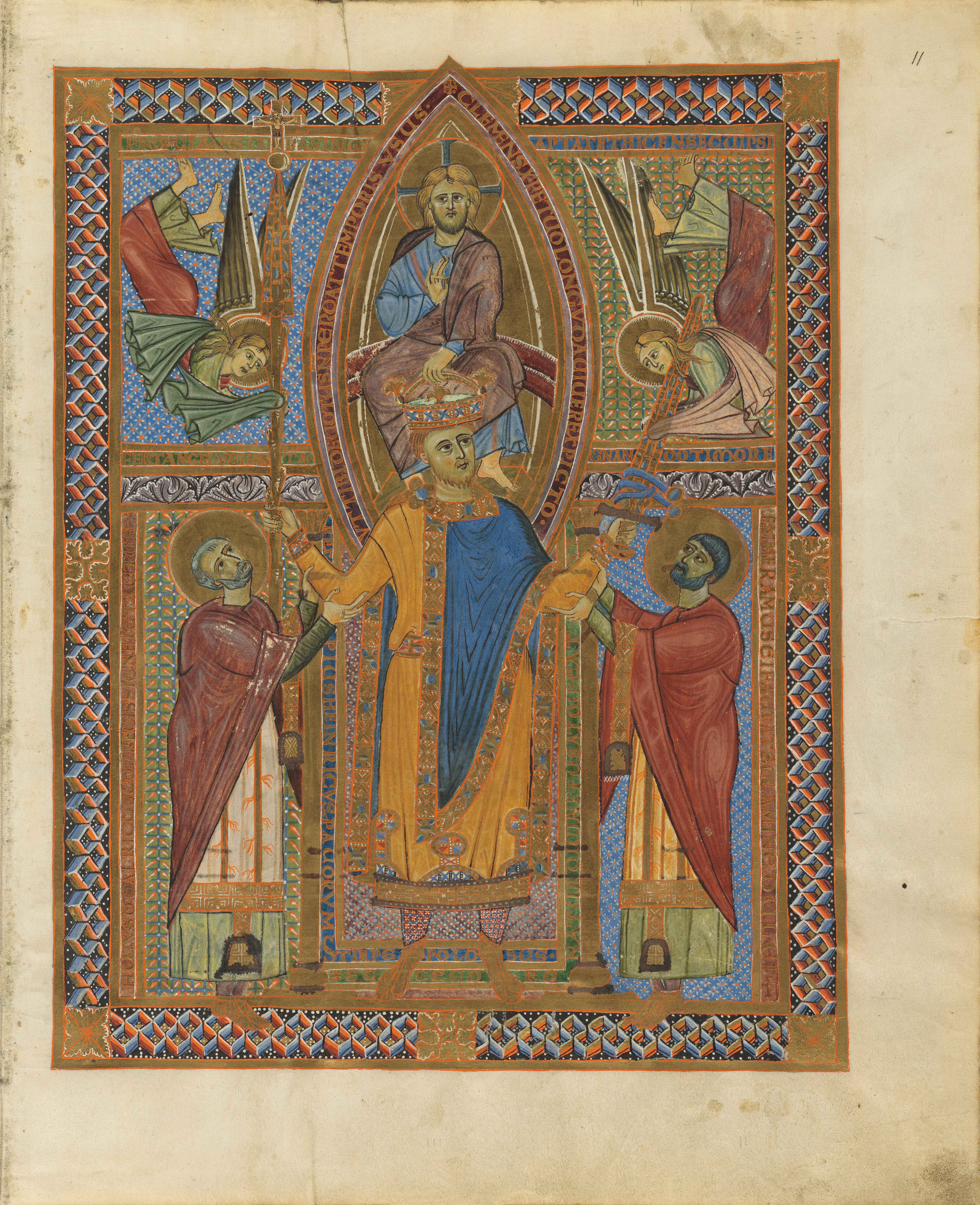
Krönungsbild aus dem Sakramentar Heinrichs II. Das Regensburger Sakramentar stiftete Heinrich II. dem Bamberger Dom. Miniatur aus dem Sakramentar Heinrichs II., heute in der Bayerischen Staatsbibliothek in München (Clm 4456, fol. 11r)

Nachfolger Ottos III. wurde Heinrich II. (reg. 1002–1024), der aus der bayerischen Nebenlinie der Ottonen stammte und dessen Herrschaftsantritt umstritten war. Heinrich II. setzte andere Schwerpunkte als sein Vorgänger und konzentrierte sich vor allem auf die Herrschaftsausübung im nördlichen Reichsteil, wenngleich er dreimal nach Italien zog. Auf seinem zweiten Italienzug 1014 wurde er in Rom zum Kaiser gekrönt. Im Süden kam es 1021/22 auch zu Auseinandersetzungen mit den Byzantinern, die letzten Endes ergebnislos verliefen und dem Kaiser keinen Gewinn einbrachten. Im Osten führte er vier Feldzüge gegen Bolesław von Polen, wobei es um polnisch beanspruchten Besitz und um Fragen der Ehre und Ehrbezeugung ging, bevor 1018 der Frieden von Bautzen geschlossen wurde. Im Inneren präsentierte sich Heinrich als ein von der sakralen Würde seines Amtes durchdrungener Herrscher. Er gründete das Bistum Bamberg und begünstigte die Reichskirche, auf die er sich im Sinne des „Reichskirchensystems“ stützte, wenngleich in neuerer Zeit dieser Aspekt unterschiedlich bewertet wird. Einige Forscher betrachten Heinrichs diesbezügliches Vorgehen als realpolitisch motiviert; Heinrich habe über die Reichskirche geherrscht, mit ihr regiert und damit versucht, die Königsherrschaft zu intensivieren. Sicher ist die enge Verzahnung von Königsherrschaft mit der Kirche im Reich. Damit erhoffte sich Heinrich wohl auch ein Gegengewicht zur Adelsopposition, die sich wiederholt gegen den König erhob, der seine Führungsrolle gegenüber den Großen im Reich betonte. Seine Regierungszeit wird sehr unterschiedlich bewertet; erst im Rückblick wurde er, von der Bamberger Kirche vorangetrieben, zu einem „heiligen Kaiser“ stilisiert und 1146 heiliggesprochen. Seine Ehe blieb kinderlos, statt der Ottonen traten die Salier die Königsherrschaft an.

### Frankreich und Burgund

Frankreich im frühen 11. Jahrhundert

Wenngleich in Westfranken (Frankreich) die Karolinger formal noch bis 987 die Könige stellten, von der Regierungszeit einiger (durchaus durchsetzungsfähiger) Könige aus anderen Geschlechtern wie Odo abgesehen, hatten sie bereits zuvor den Großteil ihrer Macht eingebüßt. Die Politik wurde im 10. Jahrhundert von den großen Adligen dominiert, wie z. B. von Herzog Hugo Magnus aus dem Hause der Robertiner. Der Gegensatz zwischen Karolingern und Robertinern war in dieser Zeit prägend. In der Spätphase der westlichen Karolinger geriet König Lothar sogar in Abhängigkeit von den mächtigeren Ottonen. Er versuchte sich militärisch davon zu lösen und unternahm Vorstöße nach Ostfranken, die aber erfolglos verliefen. 987 wurde der Robertiner Hugo Capet zum neuen König gewählt. Damit begann die Herrschaft der später nach Hugos Beinamen benannten Kapetinger. Von Hugo Capet stammten alle späteren französischen Könige bis zur endgültigen Abschaffung des Königtums im 19. Jahrhundert in direkter männlicher Linie ab. Hugos Zeitgenossen nahmen seinen Regierungsantritt allerdings nicht als bedeutsame Zäsur wahr, als dauerhafter Dynastiewechsel erwies sich seine Erhebung erst später. Noch im selben Jahr erhob Hugo seinen Sohn Robert zum Mitkönig; er sollte seinem Vater 996 als Robert II. nachfolgen und bis 1031 regieren. Der Dynastiewechsel von 987 verlief aber nicht ohne Konflikte. Herzog Karl von Niederlothringen, ein karolingischer Königssohn, machte seinen Thronanspruch geltend. Er verbuchte einige Erfolge, bevor er durch Verrat in die Hände der Kapetinger fiel. Ein Umsturzversuch der Familie Blois im Jahr 993 scheiterte ebenfalls.
Die Kapetinger betonten die Sakralität ihrer Königswürde und das damit verbundene Ansehen (auctoritas). Den Kern der Königsherrschaft stellte die Krondomäne mit dem Zentrum Paris dar; der königliche Besitz wurde in den folgenden Jahrzehnten systematisch ausgebaut. Außerdem konnten die Kapetinger sich auf eine recht breite kirchliche Unterstützung verlassen. Die Durchsetzung der Königsherrschaft gelang jedoch nicht vollständig, denn die Großen des Reiches verkehrten mit den frühen Kapetingern auf einem relativ gleichen Niveau. Zwar waren sie zur Hof- und Heerfahrt verpflichtet, bisweilen kam es aber zu anti-königlichen Koalitionen. In mehreren Regionen konsolidierte sich die Fürstenherrschaft im frühen 11. Jahrhundert. Versuche Roberts II., die Königsmacht in herrschaftslos gewordenen Gebieten zu vermehren, waren nur im Herzogtum Burgund erfolgreich, während er etwa in den Grafschaften Troyes und Meaux scheiterte. Sein Sohn und Nachfolger Heinrich I. musste sich gegen das Haus Blois durchsetzen und unterhielt recht gute Verbindungen zu den salischen Herrschern. Außenpolitisch konnten die frühen Kapetinger keine Erfolge verbuchen; so scheiterte etwa der Versuch, Lothringen von den Ottonen zurückzugewinnen. Die französischen Könige waren aber bemüht, die Gleichrangigkeit ihres Reiches mit dem Imperium zu betonen. Im 12. Jahrhundert kam es zu Konflikten mit dem mächtigen Haus Plantagenet, das neben umfangreichem Festlandbesitz in Frankreich gleichzeitig bis ins Spätmittelalter die englischen Könige stellte. Erst unter Philipp II. August (reg. 1180–1223) gelang es den Kapetingern, die Oberhand zu gewinnen.

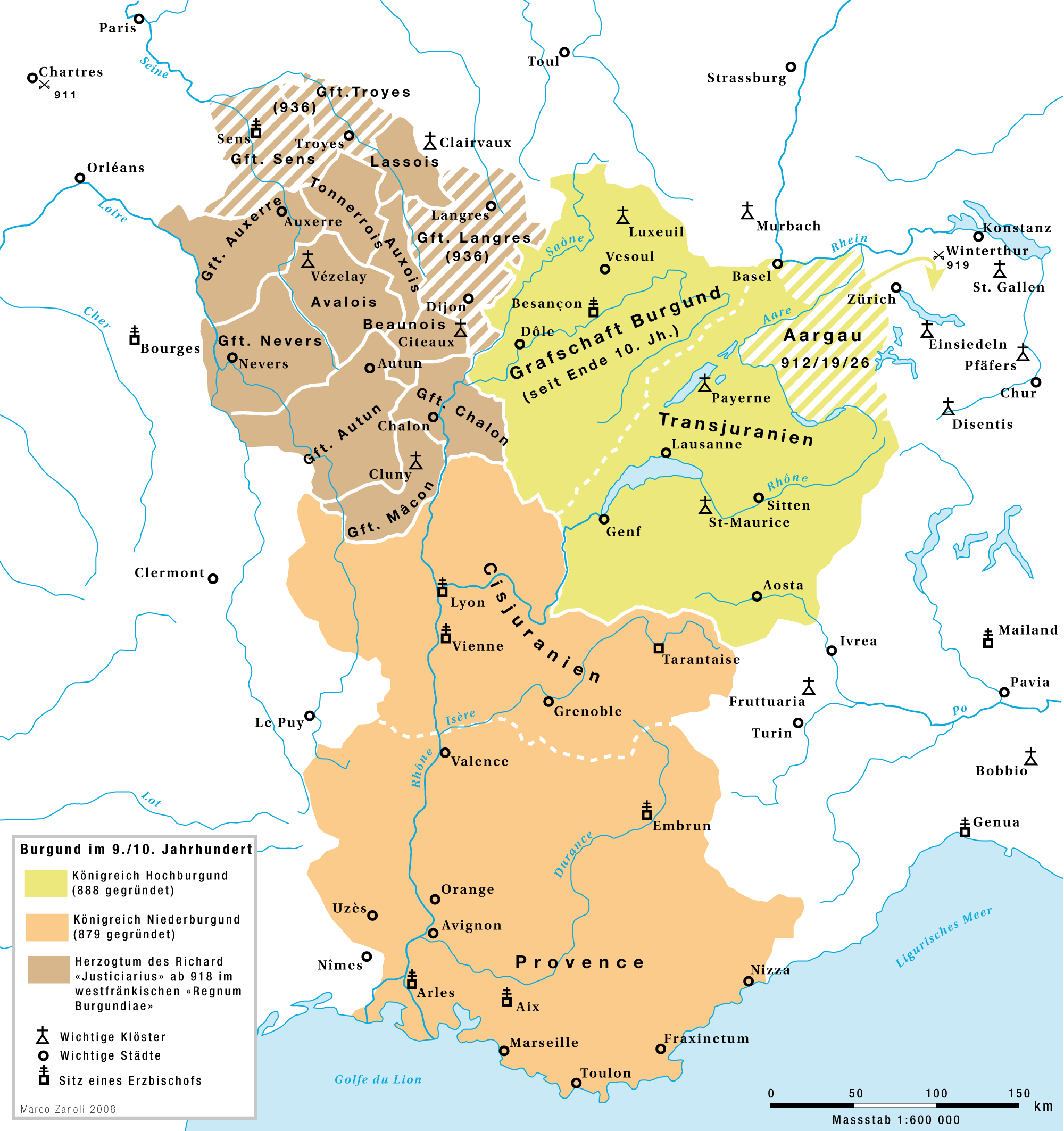
Burgund im 9./10. Jahrhundert

Das Königreich Burgund entstand während des Zerfalls des Karolingerreiches. 879 wurde Boso von Vienne zum König von Niederburgund gewählt, sein Sohn Ludwig der Blinde erweiterte kurzzeitig den burgundischen Herrschaftsraum. Bereits vor Ludwigs Tod 928 zerfiel der niederburgundische Herrschaftsraum, wovon zunächst Hugo von Vienne, letztendlich aber Hochburgund profitierte. Dort war 888 Rudolf I. zum König gekrönt worden. Immer wieder kam es in der Folgezeit zu Spannungen mit dem örtlichen Adel; ein starkes Königtum konnte sich nie entwickeln, die Königsmacht blieb vielmehr regional begrenzt. Rudolf II., dessen Expansion nach Nordosten in den schwäbischen Raum 919 gestoppt worden war, knüpfte Kontakte zu den Ottonen. Er erkannte die ostfränkische Oberhoheit an und leitete die Vereinigung von Hoch- und Niederburgund ein (angeblich 933 vertraglich vereinbart, was allerdings in der Forschung teils bestritten wird), doch starb er bereits 937. Sein Sohn Konrad konnte mit ottonischer Unterstützung seinen Herrschaftsanspruch auch in Niederburgund zur Geltung bringen. Die enge Anlehnung der burgundischen Rudolfinger an die Ottonen drückte sich im Erbfolgevertrag von 1016 aus, wovon die salischen Herrscher profitierten, die 1033 Burgund mit dem Imperium vereinigten.

### Italien

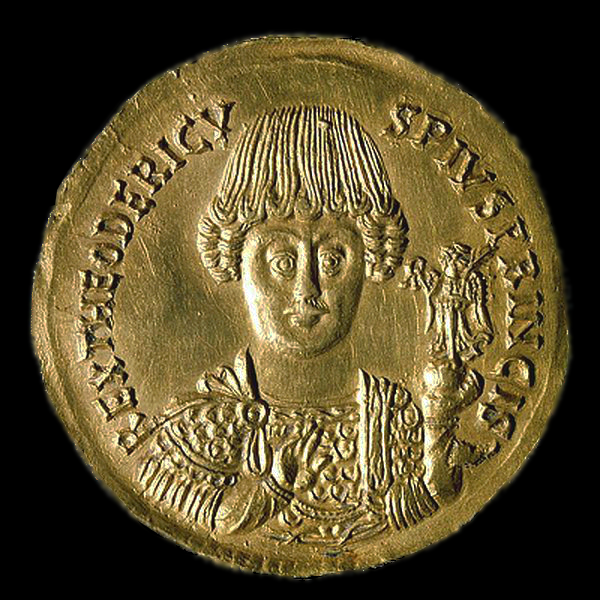
Münze mit dem Bildnis Theoderichs

Nach dem Ende Westroms 476 war es in Italien zunächst zu keinem kulturellen oder wirtschaftlichen Einbruch gekommen. Unter der Gotenherrschaft Theoderichs (489/93 bis 526) erlebte das Land vielmehr noch einmal ein Aufblühen der spätantiken Kultur, wie an den Philosophen Boethius und Symmachus zu erkennen ist. Theoderich zollte der senatorischen Elite Respekt und bemühte sich, im Einvernehmen mit den Römern zu herrschen. Er nutzte die Kenntnisse der senatorischen Führungsschicht in Italien und zog Römer für die Zivilverwaltung heran, trennte aber zivile und militärische Gewalt nach ethnischen Prinzipien auf. Seine Goten übten die Militärverwaltung aus und erhielten außerdem Land zugewiesen. Es scheint, als habe die Privilegierung der Ostgoten das Verschmelzen des römischen Adels mit der gotischen Führungsgruppe be- oder gar verhindert. Nach Theoderichs Tod 526 kam es zu Thronwirren, wobei Ostrom die günstige Gelegenheit nutzte und in Italien intervenierte. Der anschließende Gotenkrieg (535–552) verwüstete die Halbinsel, die nun vorläufig wieder eine oströmische Provinz wurde.
Die unter ihrem König Alboin 568 nach Italien eingebrochenen Langobarden profitierten vom Zustand des erschöpften Landes und den nur wenigen kaiserlichen Besatzungstruppen. Nur vereinzelt wurde den Eroberern Widerstand geleistet, so dass Mailand schon 569 fiel, Pavia jedoch erst 572. Die langobardische Eroberung von Ober- und Teilen Mittelitaliens erwies sich jedoch als verheerend für die Reste der antiken Kultur und die lokale Wirtschaft. Bereits in Cividale del Friuli hatte Alboin kurz nach Beginn der Invasion ein Dukat (Herzogtum) errichtet; diese Form der Herrschaftsorganisation (eine Zusammenführung spätrömischer Verwaltung und der langobardischen Militärordnung) sollte typisch für die Langobarden werden. Die Königsmacht verfiel nach der Ermordung Alboins 572 und der seines Nachfolgers Cleph 574, die langobardische Herrschaft zersplitterte in relativ selbstständige Dukate. Das Langobardenreich stand weiterhin unter hohem äußeren Druck. Erst angesichts einer Bedrohung durch die Franken wählten die Langobarden nach zehnjähriger Königslosigkeit 584 erstmals wieder Authari in diese Position. Die Oströmer/Byzantiner konnten zudem mehrere der Seestädte halten, außerdem Ravenna, Rom und Süditalien. Innenpolitisch blieben die Spannungen zwischen den zumeist arianischen Langobarden und den katholischen Romanen eine Belastung für das gegenseitige Verhältnis, wenngleich auch katholische Langobardenkönige herrschten. Erwähnenswert unter den Langobardenkönigen des 7. Jahrhunderts sind etwa Agilulf, unter dem die Langobarden wieder einige Erfolge erzielen konnten, und Rothari, der 643 die langobardischen Rechtsgewohnheiten systematisch sammeln und aufzeichnen ließ. Liutprand (reg. 712–744) wirkte ebenfalls als Gesetzgeber und konnte seine Macht sogar gegenüber den Duces von Spoleto und Benevent, den beiden südlichen langobardischen Herrschaften, zur Geltung bringen. Die Langobarden waren zu diesem Zeitpunkt endgültig katholisch geworden und traten wieder expansiv auf, so gegen Byzanz, und intervenierten auch in Rom. 774 schlugen die Franken König Desiderius und eroberten das Langobardenreich.

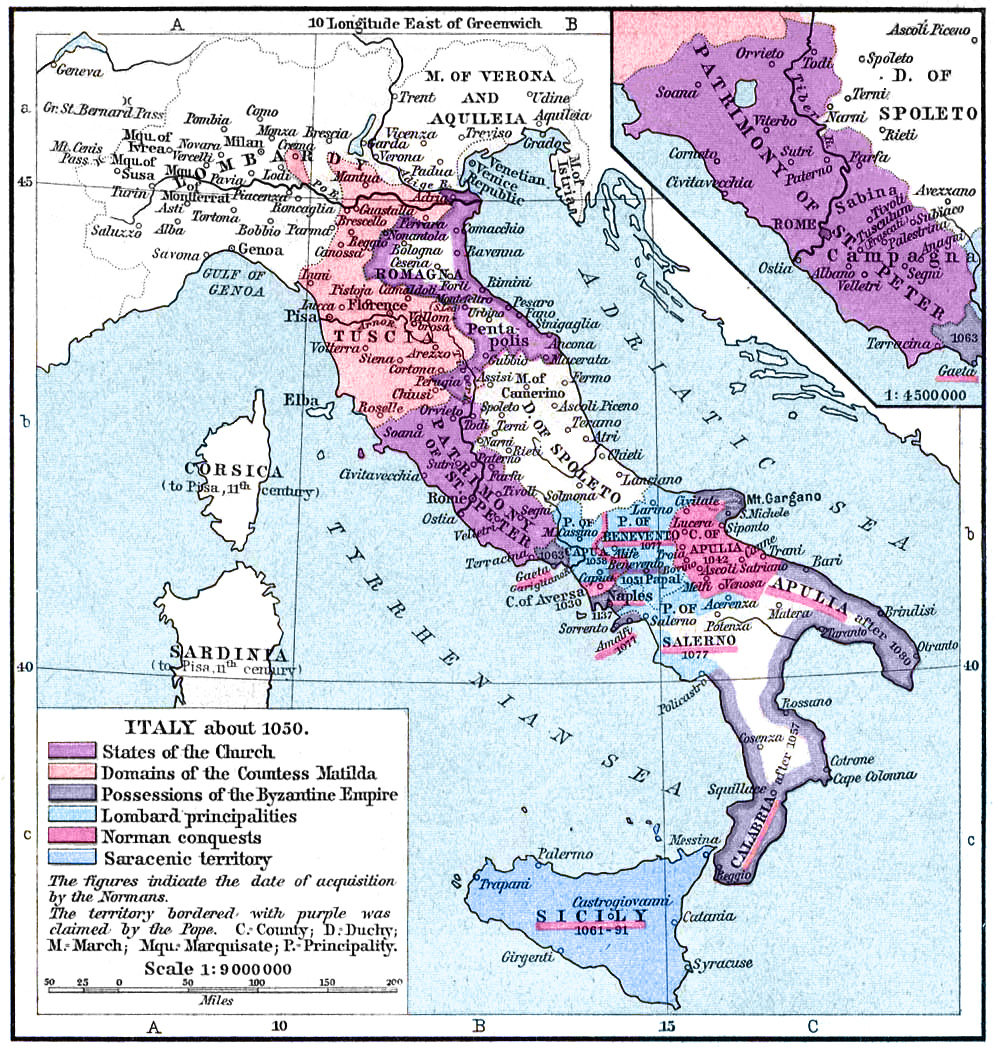
Italien um die Mitte des 11. Jahrhunderts

Italien im Frühmittelalter war ein politisch zersplitterter Raum. Während des Zerfallsprozesses des Karolingerreiches im 9. Jahrhundert stiegen lokale Machthaber auf. Sie regierten von 888 bis 961 als Könige unabhängig in Oberitalien, bis diese Region (außer der Republik Venedig) unter Otto I. in das Ostfrankenreich integriert wurde. Als Reichsitalien blieb es bis zum Ende des Mittelalters Teil des römisch-deutschen Reiches. In diesem Zusammenhang waren die von den Kaisern geförderten Bischöfe ein wichtiger Faktor zur Herrschaftssicherung. Die römisch-deutschen Könige seit Otto I. betrieben jedoch keine stringente Italienpolitik, sondern mussten ihre Herrschaftsrechte (Regalien), vor allem in späterer Zeit, auch militärisch durchsetzen. Realpolitisch relevant war die Beherrschung Oberitaliens vor allem aufgrund der vergleichsweise hohen Wirtschafts- und Finanzkraft der dortigen Städte, die seit dem 11. Jahrhundert wieder aufblühten; eine Sonderrolle spielten die Seerepubliken. Zunächst standen viele Städte in Reichsitalien unter dem Einfluss der Bischöfe, bevor sie nach und nach an politischer Autonomie gewannen. Neben der immer noch relativ starken städtischen Kultur war auch die antike Kultur dort in Teilen bewahrt worden. Das schriftliche Niveau lag höher als im Norden, was für eine effektive Herrschaftsausübung vorteilhaft war, wenngleich die persönliche Präsenz des Herrschers weiterhin ein wichtiger Faktor war. Andererseits profitierte Oberitalien von den nun stabileren politischen Verhältnissen.
Im 8. Jahrhundert hatte sich in Mittelitalien der Kirchenstaat etabliert, wobei dessen Umfang und der Status der Stadt Rom selbst zwischen den Päpsten und Kaisern oft umstritten war. Politisch gewannen die Päpste während des Niedergangs der Karolinger für kurze Zeit Spielraum, andererseits musste man in Rom wiederholt Angriffe der Normannen und Araber auf päpstlichen Besitz abwehren. Schon aus diesem Grund begrüßte man das spätere Eingreifen der Ottonen in Italien. Das Papsttum geriet aber im 10. Jahrhundert außerdem in die Auseinandersetzung einflussreicher stadtrömischer Familien, die es für ihre Zwecke instrumentalisierten, was einen Ansehensverlust für den Bischof von Rom bedeutete. Seit der Ottonenzeit übten, wie zuvor die Karolinger, die römisch-deutschen Herrscher eine Schutzherrschaft über das Papsttum aus, wenngleich es in der Salierzeit zum offenen, auch politisch motivierten Konflikt im Investiturstreit kam.
Byzanz verfügte noch bis ins 11. Jahrhundert über Stützpunkte in Italien. Nachdem Ravenna 751 an die Langobarden verloren gegangen war und man auch nicht mehr in Mittelitalien effektiv eingreifen konnte, konzentrierten sich die Byzantiner auf die Kontrolle ihrer Besitzungen in Süditalien. Diese wurden von arabischen Raubzügen, vor allem seit der von Nordafrika aus erfolgten Eroberung Siziliens im 9. Jahrhundert (Fall von Syrakus 878, Fall Taorminas 902), und seit dem 10. Jahrhundert auch von den römisch-deutschen Herrschern bedroht. Mit dem Fall Baris 1071 endete die byzantinische Herrschaft in Italien endgültig. In Süditalien übernahmen dafür die Normannen eine führende Rolle. Sie waren zu Beginn des 11. Jahrhunderts von dortigen langobardischen Lokalherrschern als Krieger angeworben worden, etablierten aber bald schon eigene Herrschaften. Sie nutzten die komplizierte politische Lage im Raum zwischen Byzanz, Papsttum und lokalen Herrschern aus, wobei die Bündnisse wechselhaft waren. In Aversa, Capua und Salerno entstanden in der Folgezeit normannische Fürstentümer. Die Normannen expandierten ab 1061 auch nach Sizilien, das in der Zwischenzeit partiell und kurzzeitig von den Byzantinern zurückerobert worden war, und gewannen die Insel für sich. Eine führende Rolle spielte die Familie Hauteville. Bereits 1059 war für sie das Herzogtum von Apulien und Kalabrien als päpstliches Lehen geschaffen worden; sie erlangten 1130 die Königswürde für Sizilien und Unteritalien, bis das Königreich Sizilien 1194 an die Staufer fiel.

### Iberische Halbinsel

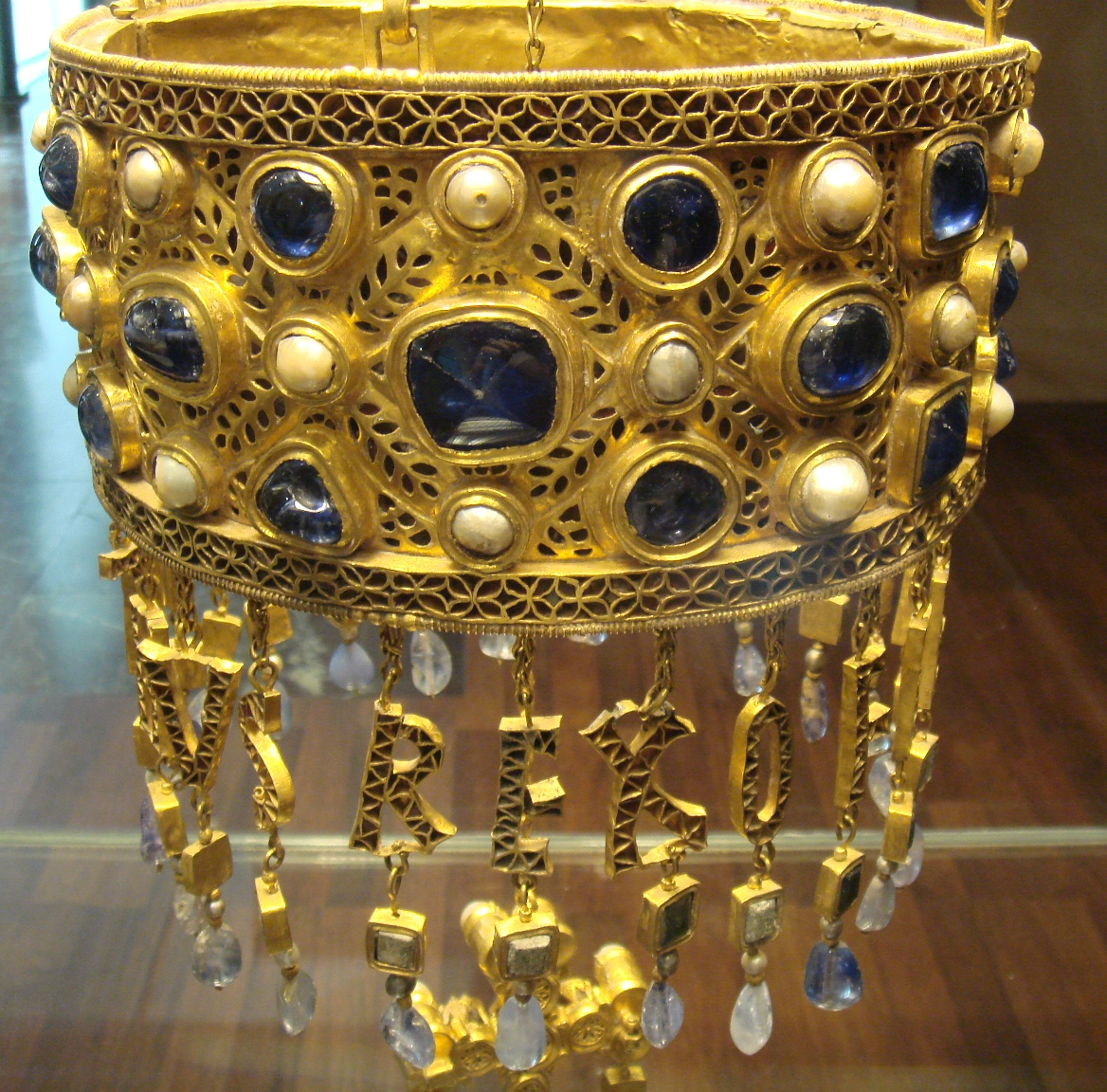
Krone des Westgotenkönigs Rekkeswinth

In Hispanien und Südgallien hatte sich Ende des 5. Jahrhunderts das Westgotenreich etabliert. Die Westgoten mussten jedoch nach der schweren Niederlage in der Schlacht von Vouillé gegen die Franken 507 Gallien bis auf die Region um Narbonne räumen. Toledo wurde die neue Hauptstadt der Westgoten (Toledanisches Reich) und im Laufe des 6. Jahrhunderts entwickelte sich eine westgotische Reichsidee. Das Verhältnis zwischen König und einflussreichen Adeligen war nicht selten angespannt und es kam wiederholt zu Auseinandersetzungen. Die Westgoten waren zudem Arianer, was zu Konflikten mit der katholischen Mehrheitsbevölkerung führte. Leovigild war wie sein Sohn und Nachfolger Rekkared I. ein bedeutender Herrscher. Er eroberte 585 das Suebenreich im Nordwesten Hispaniens, scheiterte jedoch bei seinem Versuch, die kirchliche Einheit des Reiches durch einen gemäßigten Arianismus herzustellen. Das Problem löste Rekkared I., der 587 zum katholischen Glauben übertrat, indem er 589 auf dem 3. Konzil von Toledo den Übertritt der Westgoten erreichte. Dies begünstigte den ohnehin recht großen Einfluss der Westgotenkönige auf ihre Reichskirche.
Die Oströmer wurden zu Beginn des 7. Jahrhunderts aus Südspanien vertrieben und die Franken stellten keine unmittelbare Bedrohung mehr dar. Dennoch gelang es den folgenden westgotischen Königen nicht, eine dauerhafte Dynastie zu begründen. Grund dafür waren die internen Machtkämpfe im 7. Jahrhundert. Es kam immer wieder zu Rebellionen und Machtkämpfen zwischen rivalisierenden Adelsgeschlechtern, wobei der Hofadel besonders einflussreich war. Von den westgotischen Königen des 7. Jahrhunderts wurden mehr als die Hälfte abgesetzt oder ermordet. Dennoch gelang es einzelnen Königen durchaus sich zu behaupten, so etwa Chindaswinth (642–653) oder König Rekkeswinth (653–672). Unter Rekkeswinth herrschte im Reich wieder weitgehend Frieden. Er regierte im Einklang mit dem Adel und erließ 654 ein einheitliches Gesetzbuch für Goten und Romanen. Das Reich profitierte von der Anknüpfung an spätrömische Traditionen und erwies sich insgesamt als gefestigt. Der christliche Königsgedanke des Frühmittelalters wiederum war von der westgotischen Idee des sakral legitimierten Königtums beeinflusst. Kulturell erlebte das Reich um 600 eine Blütezeit, deren wichtigster Repräsentant Isidor von Sevilla war. Das Westgotenreich erlangte, nicht zuletzt durch die Tradierung des Wissens in den dortigen Klosterschulen, eine beachtliche kulturelle Strahlkraft. Im frühen 8. Jahrhundert wurde das Reich von den Arabern erobert; sie schlugen 711 König Roderich in der Schlacht am Río Guadalete.

Die Iberische Halbinsel um das Jahr 1000

Die politische Lage auf der Iberischen Halbinsel war im weiteren Verlauf des Frühmittelalters recht kompliziert. Nach dem Fall des Westgotenreichs drangen die Mauren zeitweilig sogar in das südliche Frankenreich vor. Alle Teile der Halbinsel kamen zunächst unter islamische Herrschaft, doch schon wenige Jahre nach der Invasion der Muslime formierte sich im Nordwesten Widerstand. Dort wählten christliche Adlige 718 den vornehmen Goten Pelagius zu ihrem König. Damit wurde das Königreich Asturien gegründet. Dies gilt als der Ausgangspunkt der Reconquista, der Rückeroberung durch die Christen, wobei manche christliche Herrscher die Anknüpfung an die Westgoten betonten (Neogotismus). Bis ins späte 15. Jahrhundert standen sich ein christlicher Norden und ein islamisch beherrschter, lange Zeit sehr viel mächtigerer und (allerdings nicht in der Anfangszeit der Eroberung) kulturell höher entwickelter Süden (Al-Andalus) gegenüber. Neben dem bestehenden Königreich Asturien-León, das im 10. Jahrhundert eine Blütezeit erlebte und im 11. Jahrhundert mit Kastilien verbunden wurde, entstanden weitere christliche Reiche in Nordspanien: im 9. Jahrhundert die Grafschaft (seit Ferdinand I. im frühen 11. Jahrhundert: Königreich) Kastilien und das Königreich Navarra; hinzu kamen die ehemalige fränkische Spanische Mark, aus der sich die Grafschaft Barcelona entwickelte, und im 11. Jahrhundert das Königreich Aragon. Die Christen profitierten von den innenpolitischen Krisen im Emirat und dem späteren Kalifat von Córdoba und waren seit dem 9. Jahrhundert offensiver vorgegangen; trotz mancher Rückschläge und maurischer Gegenangriffe drängten sie die islamische Herrschaft Stück für Stück nach Süden zurück.

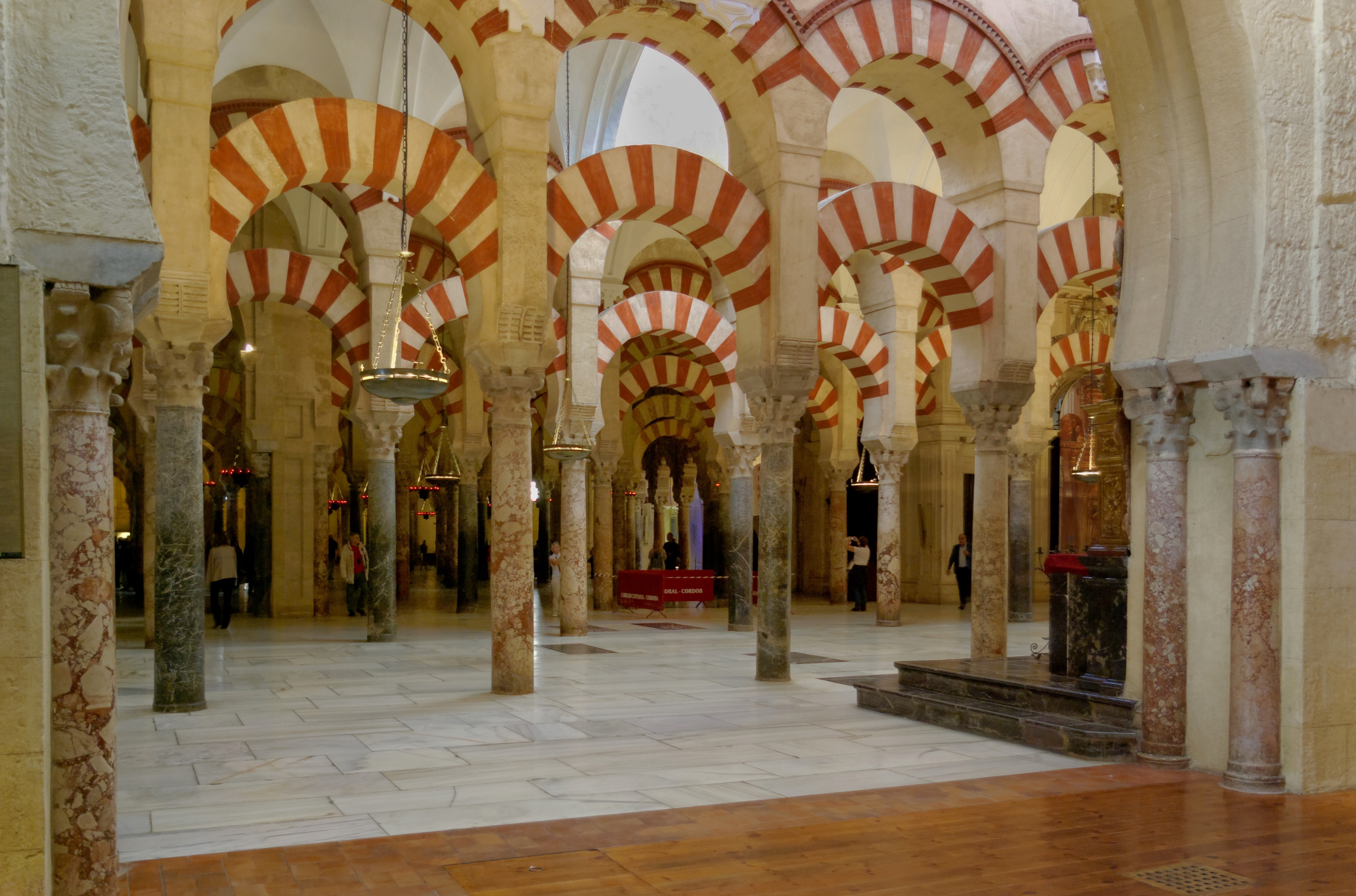
Innenansicht der Mezquita-Catedral de Córdoba

Daneben gab es aber immer wieder Phasen der Koexistenz. In Al-Andalus lebten Muslime, Christen und Juden weitgehend friedlich zusammen, wenngleich es auch einige Übergriffe von Muslimen auf Christen gab und die Koexistenz nicht idealisiert werden sollte. Die Kultur im islamischen Spanien stand im 10. Jahrhundert in voller Blüte. Córdoba war zu dieser Zeit eine der größten und reichsten Städte des Mittelmeerraums. Es fand auch ein kultureller Austauschprozess statt, der für die christliche Seite sehr vorteilhaft war. Die Mehrheit der Bevölkerung im maurischen Spanien war noch im 10. Jahrhundert christlich (Mozaraber). Es fanden aber Abwanderungen in die christlichen Reiche und Konversionen zum Islam statt, vor allem als sich die tolerante muslimische Religionspolitik später teils änderte. Unter Sancho III. von Navarra, der sein Reich erheblich ausgedehnt hatte, erlebte das christliche Spanien im frühen 11. Jahrhundert eine politische und kulturelle Erstarkung (gestützt durch eine Klosterreform). Sancho teilte sein Reich unter seinen Söhnen auf, doch wurden nun diese Reiche von Nachfahren derselben Dynastie regiert. Nach dem Fall des Kalifats von Córdoba 1031 spaltete sich der islamische Süden in zahlreiche Klein- und Kleinstreiche auf (Taifa-Königreiche), was die christlichen Herrscher ausnutzten. 1085 fiel die ehemalige westgotische Königsstadt Toledo an Alfons VI. von León-Kastilien, woraufhin die muslimischen Herrscher in Sevilla und Granada die Almoraviden aus Nordafrika zu Hilfe riefen, die Alfons 1086 in der Schlacht bei Zallaqa schlugen, bald aber eigene Herrschaften errichteten.

### Die britischen Inseln

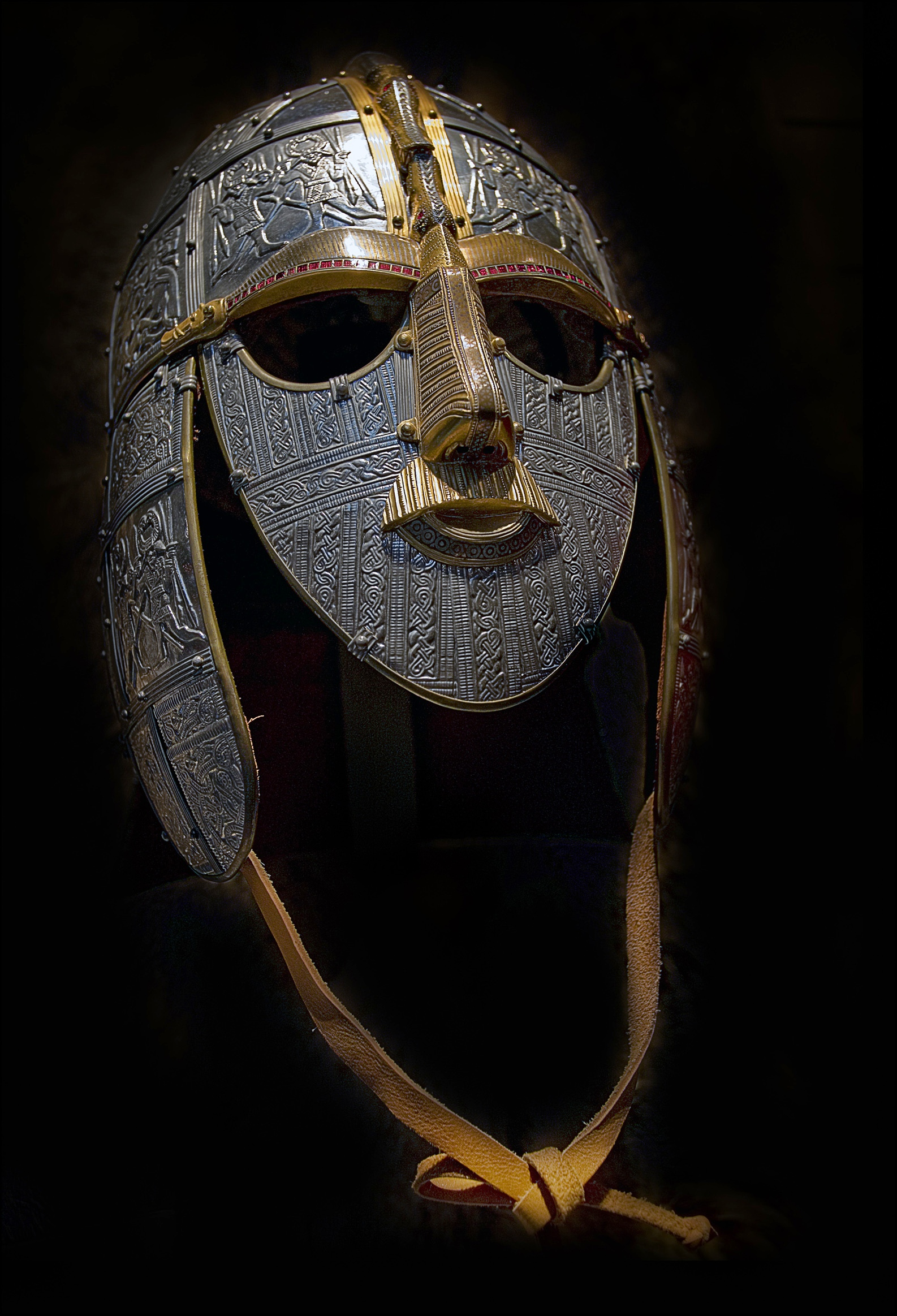
Rekonstruierter Helm eines Fürsten (vermutlich König Rædwald) aus Sutton Hoo (British Museum)

Über die Vorgänge in Britannien unmittelbar nach dem Abzug der Römer zu Beginn des 5. Jahrhunderts liegen fast keine schriftlichen Zeugnisse vor, weshalb kaum Details bekannt sind. Der grobe Rahmen kann aber anhand der wenigen schriftlichen und archäologischen Quellen zumindest annähernd rekonstruiert werden. Das Feldheer hatte die Insel 407/8 unter dem Gegenkaiser Konstantin III. wohl vollständig geräumt, es ist aber schwer vorstellbar, dass nicht zumindest ein Minimum an Garnisonstruppen zurückgelassen worden ist, da die Insel als Ganzes wohl nicht aufgegeben werden sollte. Die wenigen Verbände dürften sich erst im Laufe der Zeit aufgelöst haben, als die Insel faktisch sich selbst überlassen wurde, weshalb es 409 in Britannien zum Aufstand kam. Die lokale Verwaltung scheint anschließend zumindest teilweise noch längere Zeit funktioniert zu haben, es entstanden schließlich mehrere romano-britische Kleinreiche (Sub-Roman Britain). In dieser Zeit kamen Angelsachsen in relativ geringer Anzahl als Söldner nach Britannien und übernahmen statt römischer Soldaten Verteidigungsaufgaben.
Um die Mitte des 5. Jahrhunderts erhoben sich die Angelsachsen gegen die romano-britischen Herrscher, wobei die Gründe nicht ganz klar sind. Um 500 scheinen die Angelsachsen zu einem vorläufigen Siedlungsstopp gezwungen worden zu sein, nachdem sie von Ambrosius Aurelianus in der nicht genau datierbaren oder lokalisierbaren Schlacht von Mons Badonicus geschlagen worden waren. In der Folgezeit drängten sie jedoch die Romano-Briten zurück. Zwar sind Einzelheiten darüber nicht überliefert, doch gelang es den Angelsachsen bis zum Ende des 7. Jahrhunderts weite Teile des Gebiets südlich des Firth of Forth unter ihre Kontrolle zu bringen, wobei es offenbar wiederholt zu schweren Kampfhandlungen kam. Einzelne britische Gebiete konnten jedoch ihre Unabhängigkeit bewahren, so Wales und das heutige Cornwall. Es kam auch kaum zu massenhaften Vertreibungen der romano-britischen Bevölkerung. Der Christianisierung der Angelsachsen gelang im 7. Jahrhundert der Durchbruch. In dieser Zeit bildete sich auch die sogenannte Heptarchie aus, die sieben bis ins 9. Jahrhundert dominierenden angelsächsischen Königreiche (Essex, Sussex, Wessex, Kent, East Anglia, Mercia und Northumbria), wovon Mercia und Northumbria die mächtigsten waren und immer wieder Kämpfe um die Oberherrschaft ausfochten. Mercia siegte über Northumbria 679 in der Schlacht am Fluss Trent, wodurch Mercias Vormachtstellung begründet wurde; bedroht wurden die angelsächsischen Reiche aber auch von Einfällen der Pikten.
Die südlichen angelsächsischen Reiche gerieten in der ersten Hälfte des 8. Jahrhunderts in die Abhängigkeit Mercias, das unter Offa zeitweise zum mächtigsten Reich in England aufstieg, während Northumbria aufgrund des mercischen Widerstands nach Norden expandierte. Die Vorherrschaft Mercias unter den angelsächsischen Reichen war nur von kurzer Dauer. Bereits im frühen 9. Jahrhundert befreiten sich East Anglia und Kent von der mercischen Vorherrschaft. Unter Egbert gewann Wessex wieder zunehmend an Einfluss. Mit dem Sieg über Mercia in der Schlacht von Ellendun 825 wurde die mercische Hegemonie endgültig gebrochen und Wessex annektierte mehrere andere angelsächsische Gebiete. Um die Mitte des 9. Jahrhunderts kontrollierte Wessex ganz England südlich der Themse, als 866 die große Wikingerinvasion begann.

Britannien um 878

Das angelsächsische England war besonders in der Frühzeit mit Skandinavien verbunden. 865/66 schlossen sich jedoch mehrere Wikingerführer (darunter Ivar Ragnarsson, ein Held der skandinavischen Saga-Literatur) zusammen und fielen von Dänemark aus mit einem großen Heer in Nordostengland ein, wobei sie plünderten und zahlreiche Bewohner töteten. Der Einfall steht wahrscheinlich in Verbindung mit den verstärkten Abwehrbemühungen im Frankenreich, so dass England ein leichteres Ziel darstellte. Das Wikingerheer war offenbar den angelsächsischen Truppen zahlenmäßig überlegen. 871 kontrollierten die Wikinger bereits den Osten Englands, von York im Norden bis in den Raum London. Doch erst in den 870er Jahren begannen sie sich dort anzusiedeln, wenngleich sie teils angelsächsische Schattenkönige einsetzten. Damit zerbrach die bisherige politische Ordnung der angelsächsischen Reiche, nur Wessex blieb zunächst relativ unbeschadet. Mit Alfred von Wessex (reg. 871–899), später „Alfred der Große“ genannt, begann jedoch die Zurückdrängung der Wikinger und eine bedeutende Zeit des angelsächsischen Englands. Nach anfänglichen Rückschlägen besiegte Alfred die Wikinger 878 in der Schlacht von Edington. Sein Gegner Guthrum ließ sich taufen und zog sich aus Wessex zurück; 886 wurde in einem Vertrag die Grenze zwischen Angelsachsen und Danelag festgelegt. Faktisch herrschte Alfred zu diesem Zeitpunkt über alle Angelsachsen, die nicht im dänischen Herrschaftsbereich lebten. Zur weiteren Abwehr gegen die Wikinger, die gegen Ende seiner Regierungszeit wieder angriffen, wurden burhs (befestigte Plätze) eingerichtet und eine Kriegsflotte aufgestellt. Im Inneren betrieb er nach dem karolingischen Vorbild eine wirksame Kulturförderung.
Die Nachfolger Alfreds (wie sein Sohn Eduard der Ältere) drängten die dänische Herrschaft immer weiter zurück, bis nur noch das Königreich York übrig blieb. Eduards Sohn Æthelstan betrieb wie Alfred eine intensive Förderung der Kultur und konnte auch militärische Erfolge verbuchen. Doch fanden einige Könige von Wessex nicht die allgemeine Anerkennung aller Angelsachsen. So versuchte man in Northumbria einige Zeit, mit Hilfe der Dänen die Unabhängigkeit zu bewahren. Im 10. Jahrhundert kam es daher immer wieder zu Kämpfen um die Herrschaft über das gesamte angelsächsische England. Die relativ lange Regierungszeit Edgars wirkte sich stabilisierend aus, doch nach seinem Tod 975 traten Spannungen wieder offen hervor. Darauffolgende Versuche, die Königsmacht weiter zu konsolidieren, hatten kaum Erfolg, vor allem weil es seit 980 wieder zu größeren Wikingereinfällen kam. Der Höhepunkt dieser Entwicklung war unter Knut dem Großen erreicht, der im frühen 11. Jahrhundert kurzzeitig ein maritimes Reich errichtete, das große Teile Westskandinaviens sowie England umfasste. In England bestieg 1042 Eduard der Bekenner den Thron, doch hatte er mit starken innenpolitischen Widerständen zu kämpfen, was ihm nur relativ geringen Handlungsspielraum ließ. Als er 1066 starb, endete damit die westsächsische Dynastie. Im Nachfolgekampf setzte sich schließlich der Normanne Wilhelm der Eroberer durch, der 1066 in der Schlacht bei Hastings siegte. Dies bedeutete das Ende des angelsächsischen Englands.
Im Norden Britanniens entstand Mitte des 9. Jahrhunderts das Königreich Schottland aus Vereinigung der Pikten mit den keltischen Skoten (Dál Riada), wobei das Königtum eher schwach ausgeprägt war. Obwohl eine flächendeckende Herrschaftsdurchdringung nicht oder kaum gelang, wurde Lothian um 950, Cumbria 1018 hinzugewonnen. Unter Malcolm II. (gest. 1034) nahm das Königreich Alba (Schottland) langsam endgültig Gestalt an. Kämpfe mit den Angelsachsen waren relativ selten, dafür mussten wiederholt Wikingerangriffe abgewehrt werden.
In Irland herrschten neben Stammeskönigen vor allem regionale Kleinkönige. Bemerkenswert ist das Fortbestehen irischer Dynastien über lange Zeiträume. Das Hochkönigsamt, das ahistorisch uralt gewesen sein soll, wurde von verschiedenen Gruppen immer wieder beansprucht. Vor allem die Uí Néill, deren Aufstieg bereits im 5. Jahrhundert begann und auf Kosten des Provinzialkönigreichs Ulaid ging, versuchten es zur Legitimation ihres Herrschaftsanspruchs zu nutzen und beanspruchten seit dem 7. Jahrhundert das „Königtum von Tara“. Zwischen den einzelnen Gruppen kam es wiederholt zu Kampfhandlungen. So konnte sich bis ins Hochmittelalter kein starkes, die ganze Insel umfassendes Königtum etablieren. Ende des 8. Jahrhunderts tauchten die Wikinger in Irland auf und errichteten Stützpunkte; im 10. Jahrhundert sind Siedlungen der Wikinger und Kämpfe mit ihnen belegt. Damit war Irland das erste Mal in geschichtlicher Zeit militärischen Angriffen von außen ausgesetzt.

### Skandinavien

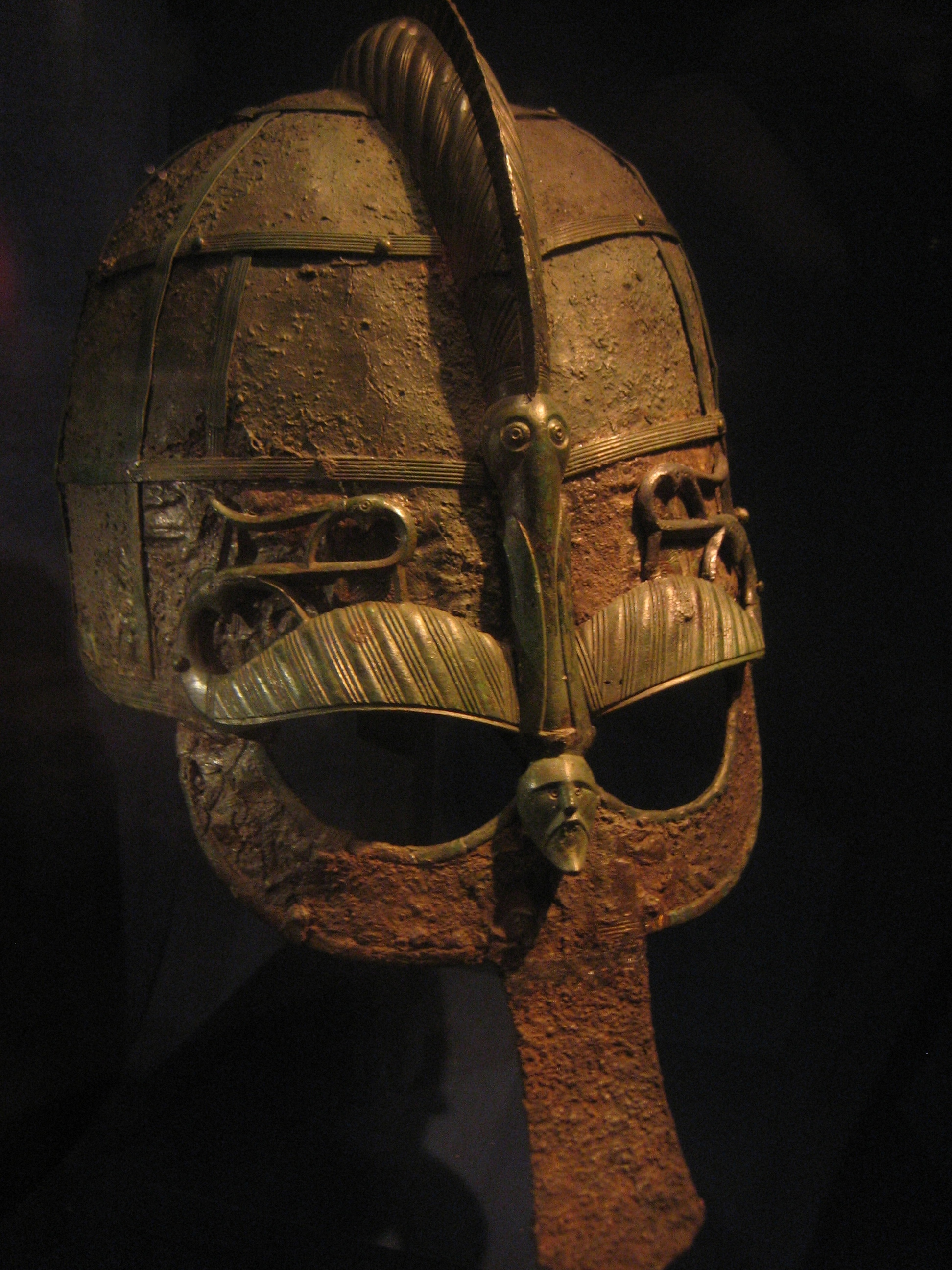
Helm aus einem der Vendelgräber, 7. Jahrhundert

Mehrere germanische Stämme der Völkerwanderungszeit beanspruchten in ihren Herkunftsgeschichten eine Abstammung aus Skandinavien, doch wird dies in der modernen Forschung in der Regel als Topos betrachtet, der vor allem der Identitätsstiftung diente und zusätzliche Legitimation verschaffen sollte. Das beginnende Frühmittelalter im skandinavischen Raum wird in der modernen Forschung als Vendelzeit (Schweden, nach den reichen Grabfunden in Vendel), Merowingerzeit (Norwegen) oder jüngere germanische Eisenzeit (Dänemark) bezeichnet. Über diesen Zeitraum sind nur wenige Details bekannt, vor allem auf Grundlage archäologischer Funde. In der Forschung wurde oft angenommen, dass sich im späten 6. und im 7. Jahrhundert ein Niedergang vollzogen habe, wobei mehrere Siedlungen verfallen seien. Neuere Untersuchungen zeigen hingegen, dass zahlreiche Siedlungen kontinuierlich bewohnt blieben. Um 600 wurden zusätzliche Flächen kultiviert und Funde deuten auf weiterhin aktive politische Zentren von Häuptlingen und Kleinkönigen hin; allerdings fehlen teilweise noch Studien für einzelne Regionen.
Herrschaftsausübung hing in Skandinavien jedenfalls (wie auch in anderen Teilen des frühmittelalterlichen Europas) eng mit der Fähigkeit des jeweiligen Herrschers zusammen, durch Kämpfe Prestige und Reichtum zu erlangen und seine Anhänger daran teilhaben zu lassen. Dies führte schließlich zu Raubzügen in andere Regionen. Im späten 8. Jahrhundert begann in Skandinavien die Wikingerzeit. 793 überfielen skandinavische Seefahrer, die sogenannten Wikinger, das Kloster Lindisfarne vor der Küste Englands. In den folgenden Jahren fielen sie wiederholt auf der Suche nach Beute in das Frankenreich und in England sowie in Irland ein, wobei sie teilweise befestigte Plätze zum Überwintern bzw. Siedlungen errichteten. Die Wikinger waren sowohl als Räuber als auch als Händler aktiv. Ihre Züge führten sie bis ins Mittelmeer und nach Osteuropa, schließlich in den Nordatlantik. Dort entstanden auf Island wohl Ende des 9. Jahrhunderts erste Siedlungen, Ende des 10. Jahrhunderts wurde Grönland besiedelt; schließlich fanden sogar Fahrten nach Nordamerika statt (Vinland). Im Osten stießen skandinavische Seefahrer, die sogenannten Waräger, über verschiedene Flüsse bis ins Innere Russlands vor, betrieben Handel und waren auch politisch aktiv, wie etwa die Nestorchronik berichtet (siehe Kiewer Rus). Andere Gruppen gelangten bis in den arabischen und byzantinischen Raum. Die zeitgenössischen Quellen, etwa die angelsächsische Chronik oder die fränkischen Reichsannalen und deren spätere Fortsetzungen, beschreiben mehrfach die verheerenden Überfälle der Wikinger. Dem folgten auch Herrschaftsbildungen. Im späten 9. Jahrhundert setzten sie sich im Norden Englands fest, während 911 der Wikinger Rollo vom westfränkischen König mit der Normandie belehnt wurde. Die romanisierten Normannen sollten im 11. Jahrhundert auch in Unteritalien aktiv werden und 1066 England erobern.
Die politische Geschichte Skandinaviens im Frühmittelalter ist recht verworren und die Quellen sind nicht immer zuverlässig. Schweden, wo Ende des 10. Jahrhunderts das Königtum der Svear Gestalt annahm, stand in enger wirtschaftlicher Beziehung zu Osteuropa. Das schwedische Königtum war im Frühmittelalter nur schwach ausgebildet und hatte in paganer Zeit vor allem kultischen Charakter. Vermutlich war Olof Skötkonung (gest. 1022) der erste König, der über ganz Schweden herrschte. Er war Christ und nutzte die Religion anscheinend bei dem Versuch, seiner Herrschaft Autorität zu verschaffen, was aber auf Widerstand stieß. Dafür siegte er 999 oder 1000 im Bündnis mit Dänemark in der Seeschlacht von Svold über den norwegischen König Olav I. Tryggvason. Über die ihm direkt nachfolgenden schwedischen Könige ist kaum etwas bekannt. Anund Jakob stellte sich zusammen mit norwegischer Unterstützung der dänischen Vorherrschaft unter König Knut entgegen.
In Norwegen ist ein Königtum um 900 unter Harald I. in den Quellen belegt. Er scheint weite Teile Südwestnorwegens direkt beherrscht und in anderen Teilen eine eher formale Oberherrschaft ausgeübt zu haben, doch sind Details kaum bekannt (siehe Geschichte Norwegens von Harald Hårfagre bis zur Reichseinigung). Haralds ältester Sohn und Nachfolger Erik musste ins Exil gehen (vermutlich nach England), wo er auch starb. Im frühen 11. Jahrhundert förderte dann Olav II. Haraldsson das Christentum in Norwegen. Er hatte sowohl mit innenpolitischen Gegnern zu kämpfen als auch mit den Ansprüchen des Dänenkönigs Knut. Einen ersten Angriff Knuts konnte Olav abwehren, doch 1028 musste er an den Hof von Jaroslaw von Kiew flüchten und fiel 1030 beim vergeblichen Versuch, den norwegischen Thron zurückzugewinnen. Olavs Sohn Magnus wurde 1035 in jungen Jahren nach Norwegen gerufen, wo er schließlich gegen politische Gegner vorging. Magnus musste sich am Ende seiner Regierungszeit die Herrschaft mit seinem Onkel Harald Hardråde teilen, der ihm 1047 nachfolgte. Harald erlangte die Kontrolle über ganz Norwegen und vollendete die Reichseinigung, starb aber 1066 in England. Norwegen konnte in dieser Zeit die Unabhängigkeit von Dänemark bewahren, Magnus und Harald erhoben sogar Anspruch auf die dänische Königskrone.
In Dänemark sind Könige, die möglicherweise recht früh über eine relativ starke Stellung verfügten, bereits im frühen 9. Jahrhundert belegt, als es zu Kämpfen mit den Franken kam. Allerdings scheint es sich um Kleinkönige gehandelt zu haben, die zunächst keine dynastisch legitimierte Herrschaftsausübung etablieren konnten. Dänemark übte im 9. Jahrhundert, in dem Könige wie Gudfred und Horik I. in den Quellen erwähnt werden, zeitweise eine Oberherrschaft im südlichen Skandinavien aus, die um 900 erschüttert wurde. Im frühen 10. Jahrhundert ist König Gorm belegt, in dessen Regierungszeit die dänische Macht wieder gefestigter war. Über Gorm selbst ist kaum etwas bekannt, aber anders als er, lehnte sein Sohn Harald Blauzahn die Taufe nicht ab. Haralds Sohn Sven Gabelbart versuchte sich als Wikingeranführer und fiel auch in England ein; dort wurde er 1013 als König anerkannt, starb aber 1014. Sein Sohn war der bereits erwähnte Knut (auch Knut der Große genannt), der England und Dänemark für kurze Zeit in einer Art Personalunion verband. Knut fiel 1015 in England ein und errang dort militärische Erfolge. Mit König Edmund II. verständigte er sich und übernahm nach dessen Tod 1016 auch Wessex. Somit herrschte Knut faktisch über ganz England. Seit 1014/1015 bezeichnete er sich als rex Danorum („König der Dänen“), Alleinherrscher in Dänemark war er seit 1019. In Schweden und Norwegen stieß seine Expansion auf harten Widerstand, wobei Knut gegen Norwegen erfolgreicher agierte. Das von ihm errichtete Nordseereich hatte nach seinem Tod 1035 jedoch keinen Bestand.

### Ost- und Südosteuropa
Der Osten und Südosten Europas war im Frühmittelalter ein politisch zersplitterter Raum. Noch im Verlauf der endenden Völkerwanderung im 6. Jahrhundert drangen in den von germanischen Stämmen weitgehend aufgegebenen Raum östlich der Elbe und nördlich der Donau Slawen ein. Ihre Herkunft bzw. der Prozess ihrer Ethnogenese ist bis heute umstritten und problematisch. Gesichert ist ihr Auftauchen durch archäologische Befunde sowie literarische Quellen (z. B. Jordanes und Prokopios von Kaisareia) erst für das 6. Jahrhundert. Eine aus dem 9. Jahrhundert stammende Aufzeichnung der Slawenstämme findet sich beim sogenannten Bayerischen Geographen. Einzelheiten über die weitere Ausbreitung der Slawen und ihren ersten Herrschaftsbildungen sind kaum bekannt; nur wenn sie in Kontakt oder Konflikt mit den Nachbarreichen kamen, ändert sich dies.
Im Donauraum tauchten zur Zeit Justinians die Anten auf. In der Folgezeit überschritten offenbar mehrere slawischen Gruppen die Donau, wobei sie zunächst unter der Oberherrschaft der Awaren standen. Diese hatten Ende des 6. Jahrhunderts im Balkanraum ein Steppenreich errichtet, bevor die Macht der Awarenkhagane im 7. Jahrhundert spürbar nachließ. Seit den 580er Jahren geriet die byzantinische Grenzverteidigung im Donauraum unter massiven Druck und gab schließlich zu Beginn des 7. Jahrhunderts nach, zumal die Truppen im Osten im Kampf gegen die Perser benötigt wurden. Slawen fielen daraufhin in die römischen Balkanprovinzen und in Griechenland ein. 626 belagerten Slawen als awarische Untertanen vergeblich Konstantinopel. Nach dem Zusammenbruch der awarischen Vorherrschaft bildeten sich im Balkanraum mehrere slawische Herrschaften, die von den Byzantinern als Sklavinien bezeichnet wurden. Es fand eine faktische Landnahme statt, auch in Teilen Griechenlands siedelten sich Slawen an, wo es aber nach der byzantinischen Rückeroberung zu einer Rehellenisierung kam. Die byzantinischen Städte im Balkanraum schrumpften, wirtschaftlich und demographisch bedeutete dies ebenfalls einen erheblichen Verlust, wenngleich nur wenige Details bekannt sind. Andererseits übte Byzanz in der Folgezeit noch einen großen kulturellen Einfluss auf die Balkanreiche aus.

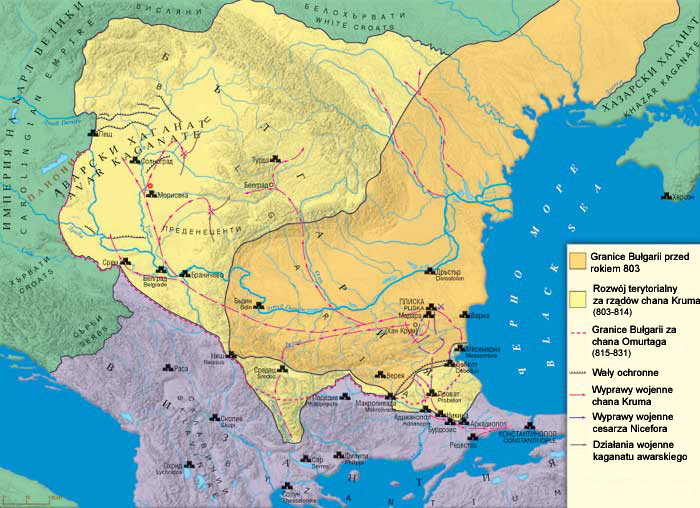
Das Bulgarenreich unter Krum

Erst im 8. Jahrhundert konnte Byzanz in diesem Raum wieder in die Offensive gehen, als mit den (später slawisierten) Protobulgaren bereits ein neuer Gegner auftauchte, der ebenfalls eine Bedrohung für Byzanz darstellte, während die Wolgabulgaren eine eigene Reichsbildung betrieben. Trotz byzantinischer Militäroperationen (dabei unterlag eine byzantinische Armee bereits 679, während im 8. Jahrhundert Operationen teils sehr erfolgreich verliefen), konnte sich das Bulgarenreich in den Kämpfen mit den Byzantinern behaupten, wie etwa die Erfolge Krums belegen. Es kam im bulgarischen Herrschaftsraum zunehmend zu einer Verschmelzung der protobulgarischen und slawischen Gruppen. Unter Omurtag kam es zu einer intensiven Bautätigkeit im Reich, Bulgarien wurde aber ebenso von byzantinischen Einflüssen geprägt. Unter Boris I., der sich 865 auf den Namen Michael taufen ließ, verstärkte sich im 9. Jahrhundert die Christianisierung trotz mancher Widerstände bulgarischer Bojaren. Die stetige Slawisierung Bulgariens gipfelte in der Übernahme der Liturgie in slawischer Sprache und des kyrillischen Alphabets. Höhepunkt der frühmittelalterlichen bulgarischen Geschichte stellte die Regierungszeit Simeons I. im frühen 10. Jahrhundert dar, der gebildet und militärisch erfolgreich war. Er war der erste bulgarische und slawische Herrscher mit dem Titel Zar, der slawischen Entsprechung für einen (regional begrenzten) Kaisertitel. Die Kampfhandlungen mit Byzanz flackerten immer wieder auf, bevor Kaiser Basileios II. nach brutalen Kämpfen die Bulgaren 1014 entscheidend schlug und das Bulgarenreich 1018 eroberte.
Eine slawische Westbewegung in den Raum des heutigen Tschechiens und des Ostalpenraums ist archäologisch für das 6. Jahrhundert belegt, die Ostseeküste wurde wohl im 7. Jahrhundert erreicht. Den Zerfall des Awarenreiches begünstigte die „slawische Expansion“. So nutzte dies ein fränkischer Kaufmann namens Samo aus, der sich an die Spitze eines Slawenaufstands stellte und in der ersten Hälfte des 7. Jahrhunderts ein slawisches Reich (wohl im böhmischen Raum) errichtete, das auch einem Angriff der Franken widerstand, nach Samos Tod aber zusammenbrach. Besonders im 9. Jahrhundert entstanden mehrere, auch länger bestehende slawische Herrschaften, so in Böhmen, das bald christianisiert wurde und seit dem 10. Jahrhundert zum römisch-deutschen Reich gehörte. Des Weiteren Kroatien (wobei die Kroaten bereits im 7. Jahrhundert nach Dalmatien eingewandert waren) und Serbien (das bald unter byzantinischen Einfluss geriet). Weiter östlich entstanden in Polen und in der heutigen Ukraine neue Herrschaften, die in der weiteren Geschichte Europas eine bedeutende Rolle spielten. Dazu gehörte etwa der Kiewer Rus, der im 10. Jahrhundert christianisiert wurde und unter Wladimir I. eine erste Blütezeit erlebte.
Um 900 fand auch die Landnahme der (nicht slawischen) Ungarn statt, die wiederholt weitreichende Raubzüge unternahmen und mehrmals in Italien und Ostfranken einfielen, bevor sie 955 geschlagen wurden. Erster ungarischer König wurde 1001 Stephan I., der Begründer der Árpáden-Dynastie. Stephan war Christ und unterstellte sein Reich dem Heiligen Stuhl, wofür er die kirchliche Organisationsoberhoheit erhielt. Er schuf im Inneren eine königliche Verwaltung und stärkte Kirche und Königsgewalt in Ungarn. Außenpolitisch kam es im frühen 11. Jahrhundert zu Konflikten mit dem römisch-deutschen Reich, während Ungarn, das zu einer bedeutenden Macht in Südosteuropa aufstieg, zu Byzanz und Polen recht gute Beziehungen unterhielt.
Im 9. Jahrhundert wurde von den Franken die Grenze im Elberaum gesichert. Hier hatten sich in karolingischer Zeit mehrere Slawenstämme etabliert, darunter die Abodriten und Wilzen. In ottonischer Zeit wurde die Unterwerfung und Christianisierung der paganen Elbslawen versucht, doch erlitt dieses Vorhaben durch den Slawenaufstand von 983 einen erheblichen Rückschlag. Polen, das sich im 8./9. Jahrhundert mit dem Kernraum der Polanen etablierte, erstarkte unter den Piasten im 10. Jahrhundert. Mieszko I. nahm das Christentum an, fortan förderten die polnischen Herrscher die Missionierungen der paganen Gebiete. Mit den ottonischen und salischen Herrschern kam es immer wieder zu Kooperationen (verbunden mit Tributzahlungen) und Konflikten, als Abgrenzung zum römisch-deutschen Reich sind auch die drei Königskrönungen im 11. Jahrhundert zu verstehen. Bolesław I. ließ sich 1024/25 zum König krönen, doch musste Polen schließlich Gebiete an die salischen Herrscher abtreten. Hauptresidenz des verkleinerten Königreichs wurde Krakau.

### Byzanz

Byzanz und das Kalifat im Frühmittelalter

Das Oströmische Reich hatte sich im Laufe des 7. Jahrhunderts tiefgreifend gewandelt (siehe oben). Das in Armee und Verwaltung noch gesprochene Latein war endgültig dem Griechischen gewichen; aufgrund der arabischen Eroberungen sowie der Bedrohung der Balkangebiete waren um die Mitte des 7. Jahrhunderts an den Grenzen Militärprovinzen entstanden, die sogenannten Themen. Auf dem Fundament römischen Staatswesens, griechischer Kultur und christlich-orthodoxen Glaubens entstand das mittelalterliche Byzanz. Die Abwehrkämpfe gegen die Araber dauerten bis ins 8./9. Jahrhundert an.
Byzanz verlor mit den orientalischen und afrikanischen Provinzen bis Ende des 7. Jahrhunderts mehr als die Hälfte seiner Bevölkerung und des Steueraufkommens an das Kalifat. Der Verlust dieser Provinzen, in denen mehrheitlich christliche Kirchen mit einer abweichenden Haltung zur Reichskirche vertreten waren, sorgte aber auch für eine stärkere religiöse Gleichförmigkeit des Reiches. Die arabische Seemacht und regelmäßige Vorstöße zu Land bedrohten zunächst weiterhin Byzanz, während die Balkangebiete und Griechenland von Bulgaren und Slawen bedrängt wurden. In Griechenland siedelten sich im späten 6. (vielleicht aber auch erst im frühen 7.) Jahrhundert slawische Gruppen an, doch sind die Details in der neueren Forschung umstritten. Mehrere Küstenregionen blieben in byzantinischer Hand. Die von Slawen beherrschten Gebiete in Griechenland (Sklavinien) wurden bis ca. 800 nach und nach zurückerobert und wieder hellenisiert. Auf dem Balkan sowie in Kleinasien, der nun zentralen Reichsregion, entstanden Festungsstädte, Kastra genannt. Diesen Existenzkampf konnte das Reich durch eine militärische Neuorganisation mit fähigen Generalen, begünstigt durch innerarabische Machtkämpfe, überstehen, wonach sich der byzantinische Staat wieder konsolidierte. Ein nicht unwichtiger Verbündeter gegen das Kalifat war das mächtige Chasarenreich an der Nordküste des Schwarzen Meeres.
Justinian II. war der letzte Herrscher der von Herakleios begründeten Dynastie, die das Reich seit 610 regiert hatte. Nach seinem Tod 711 folgten einige Jahre der Anarchie, bevor 717 mit dem Themengeneral Leo wieder ein fähiger Kaiser den Thron bestieg. Leo(n) III. wehrte 717–718 den letzten und ernsthaftesten arabischen Vorstoß auf Konstantinopel ab. Der neue Kaiser ging sogar zu einer begrenzten Offensive über und errang 740 bei Akroinon einen großen Sieg. Leo sicherte die Grenzen und begann im Inneren mit Reformen; so wurde etwa ein neues Gesetzbuch (Ekloge) herausgegeben. 741 folgte ihm sein Sohn Konstantin V. (reg. 741–775) nach, der zunächst eine Usurpation niederschlagen musste. Gegen Araber, Bulgaren und Slawen ging der Kaiser in den folgenden Jahren offensiv vor und errang mehrere Erfolge.
Im Inneren wurde Byzanz im 8. und 9. Jahrhundert durch den sogenannten Bilderstreit erschüttert. In der modernen Forschung wird dieser wichtige Abschnitt der mittelbyzantinischen Zeit allerdings sehr viel differenzierter betrachtet. Verglichen mit der außenpolitischen Bedrohung, scheinen die erhaltenen (bilderfreundlichen) Quellen ein recht verzerrtes Bild von dieser inneren Auseinandersetzung zu vermitteln, das nicht der Realität entspricht. So ist es bereits sehr fraglich, ob es durch die „ikonoklastischen“ (bilderfeindlichen) Kaiser zu einem regelrechten Bilderverbot oder blutigen Verfolgungen aufgrund der Bilderverehrung gekommen ist (siehe unten).
Die von Leo III. begründete Syrische Dynastie hielt sich bis 802 an der Macht; es folgten die Amorische Dynastie (820–867) und die Makedonische Dynastie (867–1057). Außenpolitisch musste das Reich im frühen 9. Jahrhundert einige Rückschläge verkraften. Der Bulgarenkhan Krum schlug 811 ein byzantinisches Heer, tötete den Kaiser und fertigte aus dessen Schädel ein Trinkgefäß an. 813 folgte eine weitere Niederlage gegen die Bulgaren, bevor an der Balkangrenze vorerst Ruhe einkehrte. Mitte des 9. Jahrhunderts begannen die Byzantiner die Missionierung der Balkanslawen und Bulgaren. Dennoch kam es Ende des 9. und zu Beginn des 10. Jahrhunderts wieder zum Konflikt mit Bulgarien, Byzanz musste zeitweise sogar Tributzahlungen leisten. Das ehrgeizige Ziel Simeons I., die byzantinische Kaiserkrone zu erlangen und ein bulgarisch-byzantinisches Großreich zu errichten, wurde nicht erreicht; Bulgarien blieb aber ein für Byzanz bedrohlicher Machtfaktor in der Region. Die Araber wiederum errangen im 9. Jahrhundert ebenfalls weitere Siege gegen die Byzantiner und eroberten 827 Kreta (Emirat von Kreta) und landeten auf Sizilien.
Im 10. Jahrhundert errangen die Byzantiner mehrere Siege. Ihre Flotte beherrschte wieder die Ägäis und in der Regierungszeit der Kaiser Nikephoros II. und Johannes Tzimiskes wurden Kreta, Zypern, Kilikien und Teile Syriens zurückerobert; byzantinische Truppen stießen kurzzeitig sogar bis nach Palästina vor. Gleichzeitig ging allerdings der byzantinische Einfluss im Westen, wo Sizilien um 900 verloren ging, spürbar zurück. Nachdem es Mitte des 7. Jahrhunderts zu einem kulturellen Einbruch gekommen war, wenngleich mehr antike Substanz erhalten blieb als in vielen Regionen des Westens, erholte sich das Reich und es begann im 9. Jahrhundert die sogenannte Makedonische Renaissance. Diese Phase der verstärkten Rückbesinnung auf das antike Erbe in Byzanz wurde von mehreren Kaisern gefördert, darunter Leo VI. und Konstantin VII. Im Inneren bestimmten die Generale und Führer der großen Familien die Politik des 10. Jahrhunderts maßgeblich, bevor 976 ein neuer Kaiser an die Macht kam und sich nach schwierigem Beginn durchsetzen konnte. Basileios II. (reg. 976–1025) eroberte nicht nur das Bulgarenreich, sondern sicherte auch die byzantinische Ostgrenze. Er machte Byzanz wieder endgültig zur Großmacht im östlichen Mittelmeerraum. Seine Nachfolger hatten allerdings weniger Erfolg; die Folgen der Niederlage von Manzikert (1071) waren verheerend, da Byzanz das Innere Kleinasiens an die Türken verlor und von nun an wieder in einen Abwehrkampf gedrängt wurde.

### Die islamische Welt
In Arabien entstand im frühen 7. Jahrhundert mit dem Islam eine neue monotheistische Religion. Ihr Prophet und Religionsstifter war Mohammed, der aus einer führenden mekkanischen Familie stammte. Die islamische Überlieferung zu Mohammed (Koran, Hadithliteratur, Biographien und islamische Geschichtsschreibung) ist reichhaltig, doch sind verschiedene Aussagen widersprüchlich; einzelne Aspekte werden daher in der modernen Forschung kritischer betrachtet und sind umstritten. Die Frühgeschichte des Islams, für die die Quellenlage (unter anderem aufgrund zunächst vor allem mündlicher Überlieferung arabischer Berichte) problematisch ist, wird in der neueren Forschung wieder verstärkt diskutiert. Dazu gehört die Feststellung, dass die Entwicklung der neuen Religion im geschichtlichen Kontext der ausgehenden Spätantike erfolgte und von verschiedenen zeitgenössischen Strömungen beeinflusst wurde.
Mohammed war als Kaufmann tätig, als er mit etwa 40 Jahren ein Offenbarungserlebnis hatte. Er trat anschließend für einen strengen Glauben an einen allmächtigen Schöpfungsgott (Allah) ein, der von den Gläubigen eine sittliche Lebensführung verlange. Damit stieß er in Mekka allerdings auf Widerstand. Die Stadt profitierte als paganer Wallfahrtsort mit der Kaaba als Mittelpunkt. Gleichzeitig gab es in Arabien aber auch jüdische und christliche Einflüsse, die monotheistische Strömungen wie den neuen Glauben begünstigten; Mohammed war zudem nicht die einzige Person, die in dieser Zeit als Prophet auftrat. 622 begab sich Mohammed mit seinen Anhängern nach Medina; der Auszug aus Mekka (Hidschra) ist der Beginn der islamischen Zeitrechnung. Allerdings musste er auch in Medina Widerstände überwinden. Es kam anschließend zum Krieg mit Mekka, den Mohammed schließlich 630 endgültig für sich entscheiden konnte. Bekehrte Mekkaner und vor allem Mohammeds eigener Stamm der Quraisch spielten fortan eine wichtige Rolle im neuen islamischen Reich. Sehr früh wurde im Islam, anders als beispielsweise im Christentum, ein Anspruch auf politische Herrschaft formuliert; daran wurde auch später festgehalten. Bis zu seinem Tod 632 konnte Mohammed mehrere Erfolge erringen und den Großteil Arabiens unter seiner Herrschaft und auf Basis des neuen Glaubens vereinen. Die nördlichen Randgebiete standen aber weiterhin unter der Kontrolle Ostroms und des Sāsānidenreichs.
Nach Mohammeds Tod 632 fiel die Führung dem ersten Kalifen (Nachfolger, Stellvertreter) Abū Bakr zu, einem engen Vertrauten Mohammeds. Abū Bakr war der erste der vier sogenannten „rechtgeleiteten“ Kalifen. Unter den muslimischen Arabern kam es zu einer Abfallbewegung (Ridda), da viele Stämme glaubten, nur dem Propheten selbst verpflichtet gewesen zu sein; die Aufständischen wurden schließlich unterworfen (Ridda-Kriege). Unter Abū Bakr begann in den 630er Jahren auch die Islamische Expansion im eigentlichen Sinne: die Eroberung des christlichen Vorderen Orients und Nordafrikas sowie des Perserreichs der Sāsāniden (zu Details siehe oben).
Die religiös und nicht zuletzt durch Aussicht auf reiche Beute motivierten Araber errangen in den folgenden Jahren große Erfolge über die beiden durch lange Kämpfe geschwächten Großmächte; der letzte Krieg zwischen Ostrom und Persien war nach gut 25 Jahren erst 628 beendet worden. Bis 651 war im Osten das Sāsānidenreich, allerdings erst nach schweren Kämpfen, erobert. Im Westen verlor Ostrom/Byzanz seine orientalischen und nordafrikanischen Besitzungen: 636 Syrien, 640/42 Ägypten, bis 698 ganz Nordafrika. 717/18 belagerten die nun auch als Seemacht auftretenden Araber vergeblich Konstantinopel. Die Araber verlagerten sich auf Raubzüge nach Kleinasien, während im Westen die Iberische Halbinsel (711) erobert wurde und im Osten die Grenze Indiens erreicht wurde; ein (wohl begrenzter) Feldzug ins Frankenreich scheiterte 732 in der Schlacht von Tours und Poitiers. Hinzu kam die Bedrohung der christlichen Reiche durch die neue arabische Seemacht. Von 888 bis 972 setzten sich etwa arabische Seeräuber an der Küste der Provence in Fraxinetum fest (das heutige La Garde-Freinet) und unternahmen ausgedehnte Raubüberfälle; im östlichen Mittelmeerraum bedrohten sie byzantinisches Gebiet (siehe etwa Leon von Tripolis). Die Quellenlage zu den frühen Eroberungen ist allerdings problematisch. Die erst später entstandenen arabischen Berichte (Futūh) sind nicht immer zuverlässig, während für das 7. Jahrhundert nur relativ spärliche christliche Berichte darüber vorliegen.
Die Araber errichteten in den eroberten Gebieten neue Städte, wie Kufa, Basra, al-Fustat oder Kairouan, wie generell die Städte als Wirtschaftszentren eine wichtige Rolle im neuen Reich spielten, ebenso wie die Einnahmen aus Plünderungen und den Zwangszahlungen der (lange Zeit) nicht-muslimischen Mehrheitsbevölkerung. Bei der Verwaltung stützten sie sich zunächst weitgehend auf die vorhandene, gut funktionierende Bürokratie. Noch bis Ende des 7. Jahrhunderts war Griechisch (für die ehemaligen oströmischen Gebiete, Verwaltungssitz war Damaskus) und Mittelpersisch (für die ehemaligen persischen Gebiete, Verwaltungssitz war Kufa) in der Finanzverwaltung des Kalifenreichs gängig, die zunächst recht locker organisiert war; die Möglichkeiten einer zentralisierten Reichsverwaltung waren beschränkt. Die Verwaltung Ägyptens wurde von Fustat aus organisiert. In der Verwaltung des Kalifenreichs waren daher noch lange Zeit Christen tätig, die mit der effektiven spätrömischen Verwaltungspraxis vertraut waren. Sie bekleideten auch hochrangige Posten, wie etwa der einflussreiche Sarjun ibn Mansur und sein Sohn, der später als Johannes von Damaskus bekannt wurde. Erst ab 700 wurde damit begonnen, Christen aus der Verwaltung zu verdrängen, doch dies war ein langsamer Prozess, so dass sich die Kalifen noch einige Zeit auf Christen in den ehemaligen byzantinischen Gebiete stützten. Auch in kultureller Hinsicht waren die ehemaligen oströmischen und persischen Gebiete höher entwickelt als das arabische Kernland.
Die Mehrheit der Bevölkerung im Kalifat war lange Zeit nichtmuslimisch und wurde nur relativ langsam islamisiert. Anhänger der Buchreligionen (Christen, Juden und Zoroastrier) mussten eine spezielle Kopfsteuer (Dschizya) zahlen (die wirtschaftlich nicht unbedeutend war), durften ihren Glauben nicht öffentlich verrichten und keine Waffen tragen, blieben ansonsten aber weitgehend unbehelligt. In der Folgezeit kam es allerdings zu Übergriffen etwa gegen Christen, wie der Druck seit dem späten 7. Jahrhundert insgesamt zunahm, so dass es zu Diskriminierungen und unterdrückenden Maßnahmen seitens der Kalifen und Statthalter gegenüber der christlichen Mehrheitsbevölkerung kam (siehe unten). Ebenso kam es später zu Zoroastrierverfolgungen durch muslimische Herrscher.

Islamische Expansion und das Kalifat um 750

Trotz der spektakulären außenpolitischen Erfolge kam es im Inneren des Kalifenreichs wiederholt zu Unruhen. Nach Abū Bakrs Tod 634 folgten zwei weitere Kalifen (ʿUmar ibn al-Chattāb und ʿUthmān ibn ʿAffān), bis 656 Mohammeds Schwiegersohn Ali Kalif wurde. Sein Anspruch innerhalb der Gemeinde (Umma) war allerdings umstritten, es kam zum Bürgerkrieg. Ali wurde 661 ermordet; Sieger war schließlich Muawiya (reg. 661–680), der die Dynastie der Umayyaden an die Macht brachte, die bis 750 das Kalifat beherrschen sollte. Die Anhänger Alis hingegen blieben weiterhin aktiv (Schia), was zu einer Spaltung der islamischen Glaubensgemeinde führte.
Die Umayyaden machten Damaskus zur Hauptstadt des Kalifats, trieben die (oben geschilderte) Expansion voran und organisierten die Verwaltung nach dem Vorbild in Byzanz und Persien um. Allerdings war ihr Herrschaftsanspruch auch nach dem Tod Alis nicht unbestritten. In Mekka und Medina erhob sich Widerstand und mit ʿAbdallāh ibn az-Zubair trat ein Gegenkalif auf. Er wurde jedoch während der umayyadischen Eroberung Mekkas 692 getötet, womit der zweite Bürgerkrieg beendet war. Abd al-Malik (reg. 685–705) sicherte die umayyadische Herrschaft und schuf eine neue islamische Gold- und Silberwährung; in der Verwaltung ersetzte Arabisch endgültig Griechisch und Persisch. Allerdings blieb der Kalifenstaat relativ locker aufgebaut, die Kontrollmacht der Umayyaden war alles in allem recht begrenzt. Als letzter bedeutender umayyadischer Kalif gilt der 743 verstorbene Hischām ibn ʿAbd al-Malik. In der Spätphase der Umayyaden nahmen die inneren Spannungen zu; so kam es zwischen arabischen und nicht-arabischen Muslimen zum Konflikt, die ungelöste Steuerproblematik (da es verstärkt zu Konversionen kam und somit Gelder ausblieben) wurde zu einer ernsthaften Belastung und innere Unruhen erschütterten das Reich. 750 wurden die Umayyaden von den Abbasiden gestürzt, die im Osten des Reiches eine erfolgreiche Revolte begonnen hatten. Die meisten Umayyaden wurden ermordet, Abd ar-Rahman I. gelang aber auf abenteuerliche Weise die Flucht nach Spanien, wo er 756 das Emirat von Córdoba begründete und sich faktisch vom Kalifat löste.
Unter den bis 1258 formal regierenden Abbasiden verlor das Kalifenreich zunehmend seinen spezifisch arabischen Charakter. Der politische Schwerpunkt verlagerte sich nach Mesopotamien im Osten, wo mit Bagdad im Jahr 762 eine neue Hauptstadt gegründet wurde (Runde Stadt Bagdad). Ursprünglich unterstützt von der schiitischen Bewegung, bemühten sich die Abbasiden bald um Distanz, was allerdings zu Widerständen führte. Anhänger Alis wurden bekämpft und vor-abbasidische Kalifen als Usurpatoren betrachtet. Die neuen Kalifen bemühten sich um eine religiöse Einigung des Reiches, doch verhinderte dies nicht das Aufkommen regionaler Dynastien in den Randgebieten ab ca. 800, wie beispielsweise der Aghlabiden in Nordafrika oder der Samaniden im Iran.
Die frühe Abbasidenzeit war eine kulturelle Blütezeit in Kunst, Literatur, Philosophie, Theologie und Rechtswissenschaft. Der Kalifenhof in Bagdad entfaltete eine enorme Pracht, orientiert am Vorbild des Sāsānidenreichs, des letzten Großreichs des alten Orients. Das Monopol der Araber auf die hohen Posten im Reich war beendet; Perser spielten fortan eine wichtige Rolle am Hof in politischer und kultureller Hinsicht. Beispielhaft war die Hofhaltung von Hārūn ar-Raschīd (reg. 786–809), dessen Ruf sogar bis ins Frankenreich reichte. Politisch verschlechterte sich die Lage im 9. Jahrhundert jedoch dramatisch, als verschiedene türkische Söldnerführer in den Provinzen die Macht ergriffen. Sie gewannen schließlich auch am Kalifenhof Einfluss, was den politischen Niedergang des Kalifats einleitete. Mitte des 10. Jahrhunderts standen die Abbasiden unter der Kontrolle der Buyiden, die für gut 100 Jahre die wahre Macht in Bagdad ausübten, während der Kalif nur noch geistliches Oberhaupt war. 929 hatte sich in Spanien Abd ar-Rahman III. zum Kalifen proklamiert; dies war der Beginn des bis 1031 bestehenden Kalifats von Córdoba. Im 10. und 11. Jahrhundert bedrohten zudem die Fatimiden in Ägypten die Herrschaft der Abbasiden. Die Macht der Kalifen in Bagdad war bereits zu diesem Zeitpunkt gebrochen und nur noch eine Scheinherrschaft.

## Herrschaftsordnung und Herrschaftsausübung

### Herrschaftsform
Die „staatliche Entwicklung“ verlief in den verschiedenen frühmittelalterlichen Reichen unterschiedlich. Zentrale Verwaltungsstrukturen aus spätrömischer Zeit hatten in den Königreichen der Völkerwanderungszeit zunächst fortbestanden (so vor allem in den Gotenreichen, aber auch im Vandalen- und im Frankenreich). Bestimmte Elemente (Finanzen, Münz- und Urkundenwesen) blieben im Westen in der Folgezeit noch weitgehend erhalten; allerdings waren die staatlichen Strukturen verglichen mit der römischen Zeit nur rudimentär ausgebaut bzw. brachen schließlich zusammen. Am problematischsten war, dass das römische Steuerwesen im Westen (das etwa im Merowingerreich im 6. Jahrhundert noch zumindest teilweise funktionierte, wenngleich Ausnahmeregelungen und Steuerflucht zunehmend ein Problem waren) schließlich aufhörte zu existieren und nun vor allem Landbesitz entscheidend war, hinzu kam Beute aus Kriegszügen. Die Einkommen der post-römischen Reiche waren daher weitaus geringer als zur Zeit des Imperiums. In diesem Zusammenhang zerfiel auch das an spätrömischen Strukturen orientierte Verwaltungswesen, das über fließende Steuern finanziert werden musste. Die Folge war ein im Vergleich zum spätrömischen Staat wesentlich schwächeres Herrschaftswesen. Eine erfolgreiche Herrschaftsausübung hing nun eng mit der Fähigkeit des jeweiligen Herrschers zusammen, durch Kämpfe Prestige und Reichtum zu erlangen sowie seine Anhänger daran teilhaben zu lassen, diese aber gleichzeitig nicht zu mächtig werden zu lassen.
Im frühmittelalterlichen lateinischen Europa leitete sich die „staatliche Gewalt“ nicht von einer zentralen Autorität ab (wie dem König), sondern von jedem in welcher Form auch immer Herrschenden. Herrschaft war im Frühmittelalter daher ganz wesentlich an einzelne Personen gebunden, es existierten faktisch keine „staatlichen Institutionen“ (und damit kein abstrakter Begriff wie Staatlichkeit) losgelöst von diesen Herrschaftsstrukturen eines Personenverbands. In mehreren der Nachfolgereiche im Westen existierten aber Reste der spätrömischen Verwaltungsordnung. So fungierten etwa im Merowinger-, Vandalen- und im Ostgotenreich referendarii als Leiter der königlichen Kanzleien, die noch recht stark am spätrömischen Vorbild orientiert waren.
In der Völkerwanderungszeit gewannen vor allem die militärischen Fähigkeiten von Anführern an Bedeutung (Heerkönig), die darauf aufbauend eigene Herrschaften errichteten. Der Trend hin zur Formierung einer Militäraristokratie hatte sich bereits in der spätrömischen Elite abgezeichnet. Die Militarisierung der spätantiken Gesellschaft in mehreren Provinzen ist eine Entwicklung, die sich im Frühmittelalter intensivierte und zu einem grundlegenden Charakteristikum des Mittelalters insgesamt wurde. Das Strukturdefizit einer kaum durch Institutionen gefestigten Herrschaftsform betraf fast alle frühmittelalterlichen Herrschaftsgebilde in Europa – in Skandinavien sowie bei den Slawen hatte sich die Königsherrschaft im Vergleich zu den germanisch-romanischen Reichen und dem angelsächsischen England ohnehin relativ spät entwickelt. Nur in Byzanz und im Kalifat waren die staatlichen Strukturen straffer organisiert, so existierte dort unter anderem weiterhin ein effektives Besteuerungssystem und eine lokale, aber der Hauptstadt untergeordnete Verwaltung. Allerdings kam es im Westen im Laufe der Zeit zu einer „Verdichtung“ der Herrschaft, indem nicht mehr nur das Königtum als zentraler Bezugspunkt existierte, sondern auch das Reich an sich als Idee an Kraft gewann und somit erst eine Stabilisierung der Herrschaftsgebilde, wie das Frankenreich, ermöglichte.
Wenngleich in der neueren Forschung viele Aspekte der mittelalterlichen Herrschaft umstritten sind (zu unterscheiden ist etwa Königsherrschaft, Kirchenherrschaft, Dorf- und Stadtherrschaft usw.), kann generell als wichtiges Merkmal gelten, dass Herrschaft ganz wesentlich auf Gegenseitigkeit beruhte und es sich um einen Herrschaftsverband handelte. Der Herrscher und der Beherrschte waren durch Eide aneinander gebunden: Im Austausch für Schutz und bestimmte Leistungen wurde Unterstützung versprochen. Dies galt vor allem im militärischen Bereich, da die frühmittelalterlichen Reiche (außer Byzanz und Kalifat) keine stehenden Heere wie in römischer Zeit unterhielten, sondern für militärische Aktionen auf Gefolgschaften angewiesen waren. Untertanenloyalitäten galten im Grunde nur dem jeweiligen Herrscher und mussten daher bei einem neuen Herrschaftsantritt erneut gesichert werden. Es handelte sich nicht um ein reines Herrscher-Untertanen-Verhältnis, denn der Adel hatte Anspruch auf Teilhabe an der Herrschaft, was es zu achten galt. Dazu dienten unter anderem Freundschaftsbindungen, weshalb in den Quellen oft von amicitia die Rede ist. Die Bedeutung des römischen Rechts war im Frühmittelalter zwar vergleichsweise gering, die Beschäftigung damit brach aber vor allem in Italien nie völlig ab, zumal auch in den germanisch-romanischen Reichen Rechtssammlungen erstellt wurden. Eine wichtige Rolle spielten die germanischen Volksrechte (Leges), die vom 5. bis ins 8. Jahrhundert bezeugt sind, so bei Goten, Franken, Burgunden, Alamannen, Bajuwaren und Langobarden. Hinzu kam das später verstärkt rezipierte Kirchenrecht.

### Die Frage des Lehnswesens
In den germanisch-romanischen Nachfolgereichen Westroms entwickelte sich das germanische Gefolgschaftswesen der Völkerwanderungszeit, in dem der Heerkönig eine wichtige Rolle spielte, weiter und wurde durch den Kontakt mit der römischen Staatlichkeit beeinflusst. Die Herrschaft über ein freies Gefolge weitete sich schließlich zur Herrschaft über Land und Leute aus (Grundherrschaft, siehe unten). Nach traditioneller Ansicht der Forschung entwickelte sich daraus im frühmittelalterlichen lateinischen Europa das Lehnswesen als politische Organisationsform. Beide Seiten konnten vom Lehnsverhältnis profitieren, denn während der Lehnsherr zusätzliche Macht gewann, erhöhte sich auch das Prestige des Lehnsträgers, wenn er einem sozial Höhergestellten den Lehnseid leistete. Solche Eide konnten auch als Belohnung für geleistete Dienste abgelegt werden. In der modernen Forschung ist die traditionelle Vorstellung vom Lehnssystem, die unter anderem François Louis Ganshof maßgeblich geprägt hat, aber stark in Frage gestellt worden.
Lange Zeit wurde angenommen, dass die später verbreitete Praxis von Vasallität und Lehensvergabe bereits in karolingischer Zeit üblich war. Die Wurzeln der Vasallität sind wohl gallorömisch/fränkisch, doch ist die Deutung der einschlägigen Quellen problematisch. So wurde z. B. der dort auftauchende Begriff vassus oft als Vasall gedeutet, ebenso fidelis, während beneficium oft als Lehen interpretiert wurde. Die Begriffe sind aber mehrdeutig, so bedeutet vassus nicht zwangsläufig „Vasall“. Fidelis bedeutet zunächst nur „Getreuer“, beneficium als „Wohltat“ konnte eine Schenkung bezeichnen, die nicht an eine Gegenleistung geknüpft war. In den Quellen des 9. Jahrhunderts wird zudem bislang kein hoher fränkischer Amtsträger auch als vassus bezeichnet, was aber im Rahmen eines voll entwickelten Lehnssystems eigentlich der Fall sein müsste. In der Vergangenheit wurden, so lautet ein zentraler Kritikpunkt der neueren Forschung, oft Termini in den Quellen als Hinweise auf Vasallität gedeutet, deren Zuordnung nicht gesichert ist. Persönliche Bindungen waren demnach im Karolingerreich, das von der älteren Forschung in Bezug auf die Ausbildung des Lehnssystems oft untersucht worden ist, sehr vielfältig und folgten keinem starren Muster. Ein Treueid eines Getreuen war demnach nicht zwangsläufig ein Lehenseid. Aus diesem Grund wird in der neueren Forschung betont, wie unsicher viele ältere Interpretationen sind und sich das System, in dem Lehen und Vasallität eng verbunden waren und aufgrund erblicher Lehen das Treueverhältnis oft weniger respektiert wurde, erst später entwickelte und im Frühmittelalter in dieser Form nicht gängig war. Diese Diskussion ist noch nicht abgeschlossen.

### Königs- und Adelsmacht

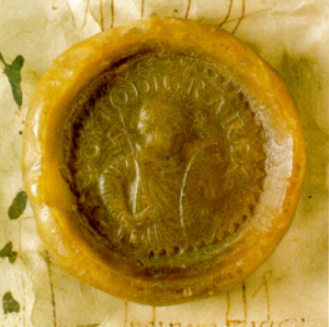
Das Königssiegel Ottos I., das von 936 bis 961 in Gebrauch war, zeigt den König mit Lanze und Schild

Ideelle Grundlagen des frühmittelalterlichen Königtums im Westen des alten Imperium Romanum waren das Heerkönigtum der Völkerwanderungszeit, antike römische Herrschaftsvorstellungen und das Christentum. Die Bedeutung eines germanischen Sakralkönigtums in diesem Zusammenhang wird in der neueren Forschung hingegen sehr skeptisch gesehen bzw. abgelehnt. Das Heerkönigtum hingegen spielte offenbar eine entscheidende Rolle, ebenso wie römische Herrschaftsideologie. Denn die politischen Kontakte zwischen den germanisch-romanischen Königen des Frühmittelalters mit dem römischen Kaiser bildeten die Grundlage für die Etablierung zwischenstaatlicher Kontakte im Rahmen römischer Herrschaftsrepräsentation und Inszenierung; dieser Weg führte „vom Heerkönigtum zum vizekaiserlichen königlichen Monarchen“. Hinzu kamen schließlich die Einflüsse aus dem Christentum, das bereits das spätantike römische Kaisertum beeinflusst hatte. Demnach war jede weltliche Herrschaft vom göttlichen Willen abhängig, denn Gott stünde über den Königen dieser Welt. Gleichzeitig repräsentierten die Könige aber auch Gottes Herrschaft auf Erden (Gottesgnadentum); das Königtum wurde somit in den christlichen frühmittelalterlichen Reichen „verchristlicht“.
Eine möglichst große Nähe des Königs zu seinen Untertanen war ein wichtiger Faktor hinsichtlich der Intensivierung der Königsherrschaft. Die frühmittelalterlichen Könige, speziell im Karolingerreich und seinen Nachfolgereichen, waren oft Reisekönige, die von Pfalz zu Pfalz reisten und unterwegs die notwendigen Regierungsgeschäfte regelten. Dies war in einer zunehmend oralen, „archaischen“ Gesellschaft essentiell, in der die Schriftlichkeit im Verwaltungsbereich nach der frühen Karolingerzeit regional unterschiedlich zurückging (speziell im 10. Jahrhundert); es war allerdings nicht sehr effektiv. Zentrum der Königsherrschaft war der königliche Hof mit der angeschlossenen Kanzlei; allerdings sind mehrere im Frühmittelalter ausgestellte Urkunden heute nicht erhalten und können nur teils indirekt erschlossen werden (Deperdita). Die zentrale Problematik in den post-römischen Reichen des Westens bestand darin, dass sie über keine mit dem römischen Staat vergleichbare administrativen Strukturen und über kein diese finanzierende effektives Steuerwesen verfügten. Stattdessen mussten sich die Könige auf Gefolgsleute verlassen, die aber oft auch große Landbesitzer mit eigenem Gefolge waren und somit zumindest potentielle Konkurrenten sein konnten.
Problematisch war die Lage im Ostfrankenreich insofern, als sich dort keine spezifische Residenzstadt entwickelte, anders als etwa zuvor im West- und im Ostgotenreich oder später in England und Frankreich. Die Karolinger stützten sich auf ausgedehnte und wirtschaftlich leistungsfähige Besitzungen, während in der Ottonenzeit das Reisekönigtum bereits stärker ausgeprägt war, wobei die Herrscher aber königsnahe Gebiete in Sachsen und Franken bevorzugten. Es existierten im Karolingerreich und seinen Nachfolgereichen immer königsnahe und königsferne Räume, wo also eine effektive Herrschaftsausübung mal mehr, mal weniger gut gelang. Ebenso standen Adel und hoher Klerus in den jeweiligen Reichen in einer unterschiedlich starken Beziehung zum Königtum.
Das Zusammenspiel zwischen König und Kirche war im Frühmittelalter von besonderer Bedeutung. Bereits die Merowinger und später noch stärker die Karolinger hatten die Kirche in ihre Herrschaftskonzeption eingebunden. Eine wichtige Rolle spielte dabei unter den Karolingern die Hofkapelle. Im Frankenreich waren Ämter bis in die späte Karolingerzeit in der Regel nicht vererbbar, sondern wurden vom König verliehen; dies änderte sich im ausgehenden 9. Jahrhundert, so dass verliehene Ämter zu Erbtiteln wurden (wie bei den Grafen und Herzögen), worunter die Autorität des Königtums litt. Im Inneren stützten sich auch die Ottonen aufgrund der wenig ausgebildeten Strukturen für Verwaltungsaufgaben auf die Reichskirche. Nur die Kirche verfügte über genügend ausgebildetes Personal, das lesen und schreiben konnte; die Bischofskirchen stellten außerdem Truppenkontingente. Im Gegenzug für die Übernahme dieser weltlichen Aufgaben wurden der Kirche zunehmend Herrschaftsrechte übertragen und sie erhielt umfangreiche Schenkungen. In der älteren Forschung wurde dieses Zusammenspiel als Ottonisch-salisches Reichskirchensystem bezeichnet. Die Praxis der Herrschaftsausübung stellt aber im Vergleich zu anderen christlich-lateinischen Herrschern keine Besonderheit dar und erfolgte auch kaum planmäßig. In der neueren Forschung wird darauf hingewiesen, dass es den ottonischen und frühsalischen Königen aufgrund ihrer Machtstellung nur effektiver gelang als anderen Herrschern, die Kirche in die weltliche Herrschaft einzubinden.
Durchsetzungsfähigkeit und Akzeptanz der Königsherrschaft variierten. Im Westgotenreich z. B. kam es immer wieder zu Konflikten zwischen König und dem einflussreichen Adel, doch war das Königtum im Westgotenreich bereits stark sakral legitimiert. Der Aspekt der Sakralität von Herrschaft war auch später noch in den anderen frühmittelalterlichen Reichen bedeutend. Zur Stützung der Königsherrschaft wurde unter anderem die sakrale Salbung genutzt, das „Königtum von Gottes Gnaden“ gewann an Bedeutung. Das Königsideal ist immer wieder in den Quellen greifbar, wo der ideale König gerecht, tugendhaft und religiös ist und das Reich verteidigt. Während die späten Merowinger durch die starke Stellung der vom hohen Adel dominierten Hausmeierposten weniger oder gar nicht frei agieren konnten, konnten die frühen Karolinger ihre Herrschaft besser zur Geltung bringen, wobei sie bezeichnenderweise das Amt des Hausmeiers abschafften. Allerdings erschwerten die verschiedenen Herrschaftsteilungen eine konsolidierte Herrschaft. Der dynastische Bezug war oft durchaus vorhanden, allerdings war etwa im Ostfrankenreich der Wahlcharakter des Königtums stark ausgeprägt. Die Königswahl bzw. Königserhebung war dementsprechend in den jeweiligen Reichen unterschiedlich. In Westfranken verfiel die Königsmacht allerdings schließlich im Kampf mit den einflussreichen Großen, in Ostfranken gelang den Ottonen die Stabilisierung der Königsherrschaft, wenngleich die in spätkarolingischer Zeit (wieder) entstandenen Stammesherzogtümer ihre eigenen Interessen vertraten. Neben der effektiven personalen Bindung sowie dem Zusammenspiel mit der Kirche war auch die Verfügbarkeit über das Krongut von Bedeutung. Im angelsächsischen England hingegen gelang es nach der Zeit Alfreds des Großen nur zeitweise, das gesamte Land unter einem König zu vereinen. In Frankreich konnten die Kapetinger im 11. Jahrhundert nur in engen Grenzen die Königsherrschaft ausüben; sie waren im Wesentlichen auf die eigene Krondomäne beschränkt, die Beziehung zum hohen Adel basierte auf weitgehender Gleichheit.
Zentrum des herrschaftlichen Handelns war der königliche Hof. Gelang es dem Adel bzw. unterschiedlichen Gruppen innerhalb des Adels, die eigene Herrschaftsausübung in den Territorien zu forcieren oder am Hof den König politisch weitgehend auszuschalten, so sank gleichzeitig die Königsmacht. Aber auch der Adel war ausdifferenziert; so existierten lokale Adelsgruppen und, wie in der Karolingerzeit, reichsweit agierender Adel (wie etwa die Robertiner und die Welfen); dementsprechend variierten die verschiedenen Adelsinteressen. Im Fall einer relativ stark ausgeprägten Königsmacht war es für die Großen wiederum von zentraler Bedeutung, einen möglichst guten Zugang zum Hof und damit zum König zu haben. Nur dies garantierte, dass die eigenen Bedürfnisse und Wünsche gezielt artikuliert und somit möglichst durchgesetzt werden konnten. Es war daher wichtig, wer das „Ohr des Königs“ besaß und damit die Möglichkeit hatte, Bitten, Wünsche und Forderungen vorzutragen oder auch als Fürsprecher aufzutreten. Die Bedeutung des Kräftedreiecks (König, Adel und Kirche) wird in der Forschung für das Frankenreich sowie das Ostfrankenreich betont. Auf den Hoftagen kam es immer wieder zu wichtigen Beratungen, in denen es vor allem um Rat und Unterstützung ging. Der Konsens zwischen König und dem hohen Adel spielte bei der effektiven Herrschaftsausübung eine wichtige Rolle („konsensuale Herrschaft“): Der König und die Großen des Reiches, die in einer wechselseitigen Beziehung zueinander standen, achteten den gegenseitigen Rang und versuchten, möglichst nicht konfrontativ zu agieren.
In der modernen Mediävistik wird des Weiteren der Ritualforschung bzw. Herrschaftsrepräsentation ein großer Stellenwert eingeräumt. Es geht um die Beschreibung und Deutung von ritualisierten Abläufen in der mittelalterlichen Politik, die unter dem Begriff „symbolische Kommunikation“ zusammengefasst werden. Dies betrifft unter anderem den zeremoniellen Empfang oder das Konfliktverhalten, wie die Inszenierung der deditio (Unterwerfung) aufständischer Fürsten. Rituale waren in diesem Zusammenhang auch deshalb von Bedeutung, weil sie zumindest teilweise als Ausdruck der jeweiligen Rangordnung zwischen den Großen zu verstehen sind. Folgt man diesem Ansatz, so erforderten z. B. herrschaftliche Ehrverletzungen Genugtuung (satisfactio), etwa in Form der deditio. Konflikte an unterschiedlichen Höfen im Frühmittelalter sind mehrmals belegt. Der gütliche Ausgleich (compositio) gestaltete sich allerdings umso schwerer, je mehr der Konflikt zuvor eskaliert war. In jüngster Zeit ist die Ritualforschung teilweise in die Kritik geraten.

### Herrschaftsansprüche und Realität
Eine Sonderrolle fiel dem von Karolingern und Ottonen erneuerten westlichen („römischen“) Kaisertum zu, das in spätantiker Tradition stand und eine neue universale Komponente einbrachte (Reichsidee). Das Zweikaiserproblem mit Byzanz hatte nur bis 812 realpolitische Folgen, als im Frieden von Aachen Venedig als Teil des Byzantinischen Reiches anerkannt wurde. Die karolingischen und ottonischen Kaiser übten eine hegemoniale Stellung im lateinischen Europa aus. Allerdings wirkte sich dies sehr selten in einer tatsächlichen politischen Einflussnahme in anderen Reichen aus, denn begründete Eingriffsrechte existierten für das Kaisertum nicht. Es handelte sich letztendlich in erster Linie um einen formalen Vorranganspruch. Das Verhältnis der Kaiser gegenüber dem Papsttum änderte sich jedoch: Während die frühen Karolinger noch eine „Schwurfreundschaft“ geleistet hatten, leisteten die Kaiser später nur noch Schutzversprechen sowie seit der Ottonenzeit Sicherheitseide.
Im Zusammenhang mit neueren Untersuchungen ist zudem erkennbar, wie verhältnismäßig eingeschränkt die Gestaltungskraft des Kaisertums selbst im Karolingerreich (immerhin das mächtigste Herrschaftsgebilde im lateinischen Europa seit dem Fall Westroms) verglichen mit anderen Großreichen dieser Zeit war. Das wird an einem einfachen Beispiel deutlich: 792 ordnete Karl der Große den Bau eines 3 km langen Kanals in Mittelfranken an, der die Flusssysteme Rhein und Donau verbunden hätte. Die Bauarbeiten blieben jedoch bald stecken, so dass 793 der Bau abgebrochen wurde. 767 waren demgegenüber weitaus umfangreichere Bauvorhaben in Byzanz (wo Wasserleitungen über eine Distanz von mehr als 300 km instand gesetzt wurden) und im Kalifat (Runde Stadt Bagdad, an deren Bau über 100.000 Arbeiter beteiligt waren) ohne größere Probleme gelungen. Im China der Tang-Dynastie wiederum war 742/43 ein Kanal von rund 150 km Länge planmäßig gebaut worden. All diese Reiche hatten universale Herrschaftsansprüche, ähnlich wie das Karolingerreich; die Ressourcen und die darauf basierenden Gestaltungsspielräume waren jedoch im Fall des westlichen Kaisertums wesentlich eingeschränkter. Das änderte sich auch während der Ottonenzeit nicht maßgeblich.
In Byzanz hatte hingegen in stärkerem Maße die spätantike Staatlichkeit überlebt. Der byzantinische Kaiser herrschte weitgehend absolut und konnte sich weiterhin auf einen Beamtenapparat stützen (siehe Ämter und Titel im Byzantinischen Reich), wenngleich sich der byzantinische Staat im 7. und 8. Jahrhundert, verglichen mit dem spätrömischen Reich des 6. Jahrhunderts, auch stark gewandelt hatte. Die Einflussmöglichkeiten des Kaisers waren in Byzanz aufgrund der differenzierteren und eindeutiger in ihren Abläufen geregelten und auf den Kaiser ausgerichteten politischen Infrastruktur höher; er unterlag auch, anders als im Westen (so während des Investiturstreits), nicht so sehr der Gefahr einer kirchlichen Maßregelung.
Im Kalifenreich hatte man die funktionierende byzantinische bzw. persische Bürokratie zunächst weitgehend übernommen, Griechisch und Mittelpersisch blieben bis Ende des 7. Jahrhunderts auch die Verwaltungssprachen. Der Dīwān fungierte als eine zentrale Verwaltungsinstitution, in der Abbasidenzeit mit dem Wesir an der Spitze. Der Kalif selbst wurde nach der Zeit der „rechtgeleiteten Kalifen“ als politischer Führer betrachtet, unterstand aber dem religiösen Recht. Sein weltlicher Herrschaftsanspruch war ebenfalls nicht allumfassend. Nachdem sich im 8./9. Jahrhundert zunehmend lokale Herrschaften gebildet hatten, wurde die politische Theorie vertreten, der Kalif könne seine Macht delegieren, was die Aufgabe eines absoluten Herrschaftsanspruchs bedeutete. Die faktische Macht am Hof ging in der Abbasidenzeit ebenfalls zunehmend auf die hohen Beamten über.

## Gesellschaft und Wirtschaft

### Menschen und Umwelt

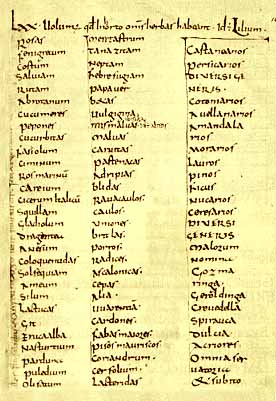
Kapitel 70 des Capitulare de villis

Die modernen Kenntnisse über die frühmittelalterliche Gesellschaft im lateinischen Europa sind recht lückenhaft. Über das Leben der „einfachen Leute“ berichten die erzählenden Quellen nur sehr selten, während die archäologische Forschung bisweilen genauere Einblicke erlaubt. Im Frühmittelalter lebten nach modernen Schätzungen über 90 % der Menschen auf dem Lande und von der Landwirtschaft. Demographische Angaben sind recht spekulativ, für die Zeit um 1000 wird von einer Gesamtbevölkerung in Europa von etwa 40 Millionen ausgegangen, die in der Folgezeit zunahm. Die allgemeine Lebenserwartung war vor allem in der ärmeren Bevölkerung sehr viel geringer als in moderner Zeit.
Manche Gebiete mussten im Laufe der Zeit erst urbar gemacht und kultiviert werden; sogar Gebiete, die in römischer Zeit genutzt wurden, mussten teils erneut gerodet und nutzbar gemacht werden. Die Schwierigkeiten der Lebensbedingungen, die sich aus dem natürlichen Umfeld ergaben, dürfen daher nicht unterschätzt werden. Zudem unterschieden sich die verschiedenen geographischen Räume kulturell und wirtschaftlich voneinander, wie die in spätrömischer Zeit stark urbanisierten und auf das Mittelmeer ausgerichteten Regionen und die weiter nördlichen Regionen. Es gab aber auch weiterhin zusammenhängende urbane Gebiete, so vor allem in Italien und im südlichen Gallien. Diese hatten aufgrund von Kriegen, Seuchen und aus anderen Gründen ebenfalls einen Bevölkerungsrückgang zu verzeichnen, waren aber immer noch relativ dicht besiedelt. Hier sind auch stärkere Kontinuitätslinien von der Spätantike ins Mittelalter zu erkennen. Der östliche Mittelmeerraum ist aufgrund der andersartigen Entwicklung noch einmal ein Sonderfall. Je weiter man sich jedoch von den alten römischen Zentren entfernte, vor allem östlich des Rheins, desto geringer wurde die Bevölkerungsdichte. In der Folgezeit entstanden aber auch neue Siedlungszentren bzw. wurden auf Grundlage älterer Vorläufer Siedlungen und Städte wieder errichtet.
Interkulturelle Kontakte zwischen dem lateinischen sowie dem byzantinischen und arabischen Raum waren zwar teils vorhanden, wurden aber nicht selten durch zahlreiche Faktoren (wie geringe Fremdsprachenkenntnisse und eher mangelhafte Raumvorstellungen) erschwert. Von zentraler gesellschaftlicher Bedeutung war die Kirche, die in den Gemeinden sichtbar vertreten war. Die jeweiligen Lebensgemeinschaften waren zumeist überschaubar. Übergreifendes Gemeinschaftsgefühl ist kaum feststellbar und manifestierte sich über spezielle „Trägerschaften“ (Adel und Klerus). Ethnische Identifikationen, also ein übergreifendes „Wir-Bewusstsein“, fehlten weitgehend und bildeten sich erst im Laufe der Zeit aus. Die Entwicklung in den einzelnen Regionen verlief eher heterogen. Vergleichbare Lebensbedingungen, technische Kenntnisse sowie geistige und religiöse Entwicklungen sorgten jedoch für eine gewisse Einheitlichkeit des nach-römischen Europas.

### Gesellschaftsordnung
Die Auflösung der römischen Ordnung im Westen setzte eine Entwicklung in Gang, die zu neuen gesellschaftlichen Verhältnissen führte. Die frühmittelalterliche Gesellschaft im lateinischen Europa war keine religiöse Kasten- oder ökonomische Klassengesellschaft, sondern eine Ständegesellschaft. Sie war hierarchisch geordnet und sozialer Aufstieg war nur relativ selten möglich. Durch Geburt begründete soziale und rechtliche Ungleichheit war nicht die Ausnahme, sondern der Regelfall. Die an der Spitze stehende adlige Führungsschicht war sehr klein. Königsnähe und Besitzumfang spielten für das adelige Standesbewusstsein eine wichtige Rolle, wenngleich sich gerade der jeweilige Territorialbesitz oft in die eine oder andere Richtung verschob und auch geographisch nicht immer konstant war. Adelige memoria, zielgerichtete Erinnerungspflege, und herrschaftliche Schwerpunktbildung hatten daher eine wichtige Funktion. Bereits das römische Recht unterschied grundsätzlich zwei Personengruppen: Freie (liberi) und Unfreie (servi), dies wurde auch im Frühmittelalter getan. Eine Art mittlere Stellung zwischen Adel und Unfreien nahmen dabei die Freien mit Besitz ein, die nicht in der Grundherrschaft eingebunden waren. Eine Schicht darunter waren kleine, zu Abgaben pflichtige selbstständige Bauern oder Landarbeiter und Handwerker am Hofe eines Herren.
Allgemein ist es nach Ansicht der neueren Forschung falsch, eine Tendenz zur Verelendung im Frühmittelalter zu betonen. Es gab durchaus eine Entwicklung hin zu größeren Freiheiten. Sozial niedrig gestellte Personen entzogen sich teils dem Zugriff ihres Herren und wanderten beispielsweise ab. Seit dem 9. Jahrhundert sind im Frankenreich rechtliche Besserstellungen und Abgabemilderungen feststellbar. Der Adel war allerdings oft bestrebt, Abhängigkeitsverhältnisse zu bewahren und zu verstärken. Selbst in der „niedrigen“ Gesellschaftsschicht finden sich aber Parallelen zur adligen Grundherrschaft, wie z. B. der Bauer, der über sein Haus und seine Familie das Verfügungsrecht hat. In der sozialen Hierarchie folgten die besitzlosen Armen (pauperes), die oft auf das Betteln angewiesen waren. Die Kirche griff hierbei oft ein, doch gelang es (auch in der Frühen Neuzeit) nie, dieses soziale Problem befriedigend zu lösen. Ganz unten befanden sich die Sklaven, doch stellt die Frage der frühmittelalterlichen Sklaverei ein Forschungsproblem dar. Dies liegt unter anderem an den unklaren Quellenaussagen zu den Sklaven, so dass man bisweilen versucht, dies mit „Unfreie“ oder „Abhängige“ zu umschreiben.
Ebenso existierten zunächst noch im eigentlichen Sinn Sklaven, wobei es sich in der Regel um „Kriegsbeute“ handelte. Besonders Skandinavier (Wikinger) trieben regen Handel mit Sklaven, die vor allem in den arabischen Raum verschifft wurden. Unter christlichem Einfluss wurde das einfache Tötungsrecht des Hausherrn später aufgehoben, der aber über das „Hausgesinde“ weiter frei verfügen konnte. Unfreie servi konnten aber auch aufsteigen und befreit werden. Es gab jedenfalls unterschiedliche Abstufungen des Abhängigkeitsverhältnisses (siehe auch Leibeigenschaft). In jüngerer Zeit wurde auch die These vertreten, dass in der Forschung die Abhängigkeit der Bauern vom Grundherren im beginnenden Frühmittelalter zu stark betont worden sei und man das regionale Quellenmaterial jeweils genauer prüfen müsse.

### Frauen, Kinder und Juden
Im Rahmen der patriarchalischen Gesellschaft des Mittelalters wurde von einer untergeordneten Rolle der Frau ausgegangen. Aus den Quellen, in denen Frauen immer wieder hochachtungsvoll erwähnt werden, ist aber keine regelrechte Frauenfeindlichkeit abzuleiten. Die Rolle der Frauen im Frühmittelalter ist nicht ganz eindeutig. Rechtlich waren sie formal unmündig; Vater, Ehemann oder Vormund waren ihnen übergeordnet, auch die Verfügungsgewalt über den Besitz wird Frauen in mehreren Gesetzen abgesprochen. Es hat in der Praxis aber durchaus Möglichkeiten der Selbstentfaltung gegeben, dies hing allerdings entscheidend von ihrem jeweiligen Stand ab. Vor allem im adeligen Milieu finden sich Beispiele für Frauen, die über nicht geringen Einfluss verfügten und sich teils sogar politisch durchsetzen konnten. Dieser potentielle Einfluss von adeligen Frauen, speziell aber von einigen Königinnen, der in mehreren Quellen greifbar ist, konnte am Hof aber durchaus auf Widerstand stoßen. Dies musste nicht zwingend mit der weiblichen Person zusammenhängen, sondern konnte auch politisch begründet sein, wie das politische Wirken Brunichilds zeigt, während die Regentschaft Theophanus akzeptiert wurde. Denn auch als Frau war ein männliches Verhalten (viriliter) vorbildlich, um Anerkennung in einer herrschenden Position zu erhalten. Eine Frau hatte dann politischen Einfluss, indem sie entsprechend heiratete oder in eine hochrangige Adelsfamilie hineingeboren wurde. Im Gegensatz dazu wurden männliche Bewerber um das Amt des Königs oftmals gewählt oder kamen infolge von Erbschaften an die Macht. Sowohl für Frauen als auch für Männer der oberen Schichten galt, die Herrschaft zu sichern und dadurch die Familie bzw. die Dynastie zu stärken. Daher war es nicht unüblich, dass sich die Rolle der Frau und des Mannes ergänzten.
Die Frauen der gesalbten Könige standen in der Pflicht, im Zeichen der Fruchtbarkeit einen geeigneten Nachfolger zu gebären. Sie hatten demnach eine ähnlich entscheidende Aufgabe als Ehegattin des Königs. Königspaare waren zum Erhalt der Macht in ihrem Herrschaftsraum unterwegs. Bei Anwesenheit von König und Königin am selben Ort wurde erwartet, dass sich die Gattin ihrem Mann ergeben zeigte, wobei die Königin unter Umständen ebenfalls politisch tätig war. Innerhalb der Familie kam es oftmals zu Streitigkeiten, sodass sowohl Frauen als auch Männer in den Machtpositionen vermitteln mussten. Dies taten sie dann gemeinsam am gleichen Ort oder wählten unterschiedliche Präsenzstätten, um zu vermitteln und zu schlichten. Auf Pfalzen oder Burgen hielten der König und die Königin Gericht auf ihren Reisen ab. Diese Auseinandersetzungen, beispielsweise zwischen Vätern und Söhnen, aber auch andere Streitigkeiten, wurden oftmals gewaltsam ausgetragen. Königliche Frauen wurden genauso in Urkunden erwähnt, wie ihre männlichen Gegenspieler. Theophanu wurde durch die Heiratsurkunde in das königliche Machtverhältnis durch die Bezeichnung consortium imperii (Teilhabe an der Herrschaft) aufgenommen. Um 989 führte Theophanu neben weiblichen Titeln die männlichen Beinamen Kaiser und Augustus.
Ebenso ist es falsch, wie bisweilen geschehen, von Kinderfeindlichkeit im Frühmittelalter zu sprechen. Sorge und Liebe um das Wohlergehen der Kinder kommt in verschiedenen Quellen wiederholt zum Ausdruck; dazu wurde im zeitgenössischen Denken körperliche Bestrafung nicht als Gegensatz empfunden. Allerdings endete die Kindheit aufgrund der niedrigeren Lebenserwartung sehr früh.
Eine spezielle Position nahmen die Juden als religiöse Randgruppe in den christlichen Reichen ein. Relativ starke jüdische Minderheiten existierten im Frühmittelalter in Byzanz, Italien, im südlichen Gallien und in Spanien. Im späteren Deutschland gab es in einigen Bischofsstädten jüdische Gemeinden, so unter anderem in Mainz. Bereits im Frankenreich nahmen sie eine durch Privilegien gesicherte Sonderstellung ein. Wirtschaftlich bedeutend war ihre Rolle als Fernhändler, aber auch jüdische Handwerker und Ärzte sind belegt. Rechtlich waren die Juden eingeschränkt und es gab bisweilen judenfeindliche Äußerungen, (im Frühmittelalter relativ seltene) gewaltsame Übergriffe und Versuche von (kirchlich abgelehnten) Zwangstaufen. Auf der Synode von Elvira war es schon um 300 zu einem ersten Eheverbot zwischen Juden und Christen gekommen (canones 16/78), mit dem Codex Theodosianus (III, 7,2; IX, 7,5) galt dieses Verbot im gesamten Reich bei Androhung der Todesstrafe. Außerdem wurden den Juden Kleidungsverbote auferlegt, die Sklavenhaltung (damit der Zugang zum Latifundienbesitz und zur Gutsherrschaft) verwehrt und die Übernahme öffentlicher Ämter verboten. Allerdings wurde ihre Religionsausübung auch nicht permanent und systematisch verhindert, oftmals wurden sie weitgehend toleriert. Über die kulturelle Entwicklung der Juden in der Diaspora im Frühmittelalter ist so gut wie nichts bekannt; anhand der späteren Ausformung lassen sich nur einige Schlussfolgerungen ziehen. Eine größere Rolle im religiösen Leben spielte die Midraschliteratur und der babylonische Talmud.

### Wirtschaftsordnung
Die frühmittelalterliche Gesellschaft war vorwiegend agrarisch geprägt. Grundlage der Gesellschafts- und Wirtschaftsordnung im Westen war die Grundherrschaft, in der die meisten Menschen auf dem Land eingebunden waren (Hörigkeit). Ob die adelige und kirchliche Grundherrschaft auf germanische oder spätrömische Wurzeln zurückging oder auf beide, oder ob sie vielmehr eine originäre frühmittelalterliche Entwicklung darstellt, ist in der Forschung umstritten. In spätrömischer Zeit dominierten die ausgedehnten kaiserlichen und senatorischen Landgüter (Latifundien) mit den entsprechenden villae rusticae. Große Villengüter sind noch bis ins 6. Jahrhundert belegt, bevor das System kollabierte. Der Zusammenbruch der römischen Strukturen hatte somit weitreichende Folgen für die großen senatorischen Landbesitzer, die mit dem römischen Staatswesen eng verbunden waren. Auf die Ressourcen des spätrömischen Staates mit seinem relativ leistungsfähigen Steuersystem, das vor allem die Armee finanzierte, konnten die frühmittelalterlichen Herrscher spätestens im 7. Jahrhundert nicht mehr zurückgreifen.
Größte Landbesitzer waren der König, der Adel und die Kirche. Typisch für das Frühmittelalter wurde die Villikation, die zweigeteilte Grundherrschaft: einerseits der Fronhof des Grundherrn, andererseits die vom Grundherrn abhängigen Bauernhöfe. Dem Bauern wurde vom Grundherrn Boden zur Bearbeitung zur Verfügung gestellt und er wurde unter dessen Schutz gestellt, der Bauer musste dafür unterschiedlich hohe Abgaben leisten. Es bestand folglich ein wechselseitiges Verhältnis, von dem freilich der Grundherr am meisten profitierte. Die Grundherrschaften waren aber keine geschlossenen Wirtschaftsräume, vielmehr wurde reger Handel getrieben. Die Landwirtschaft war der bedeutendste Wirtschaftszweig. Im Karolingerreich wurde versucht, das urbare Land genauer zu erfassen und es möglichst in Parzellen (Hufe) einzuteilen. Die im Frühmittelalter schließlich steigende Bevölkerungszahl war für das System der Grundherrschaft problematisch, zumal eine systematische schriftliche Erfassung nicht dauerhaft gelang. Es fand nun jedoch wirtschaftsbezogenes Rechnen statt. Dieser Prozess der wirtschaftlichen Erfassung ist nicht stringent, sondern mit zahlreichen Brüchen verbunden, vor allem seit dem Niedergang des Karolingerreichs, ist aber seit dieser Zeit sicher feststellbar. In der Landwirtschaft ist zwischen Acker- und Weideland zu trennen, wobei der Ackerbau wohl dominierte, auch der Weinanbau war von Bedeutung. Getreide stellte die wichtigste Nahrungsgrundlage für die breite Bevölkerung dar und wurde in vielfältiger Form genutzt. Fleisch und Fisch wurden regional unterschiedlich aber ebenso als Ergänzung verzehrt (zu Details siehe Esskultur im Mittelalter). Es kam allerdings wiederholt zu regionalen Hungersnöten, besonders bei zunehmender Bevölkerungszahl oder infolge militärischer Auseinandersetzungen. Tiere wurden nicht nur auf den Herrenhöfen, sondern auch auf den Bauernhöfen gehalten. Eine Vielzahl der Alltagsprodukte wurde zu Hause hergestellt.
Die Erträge der Aussaat waren relativ gering, sie betrugen nach einer Quelle nur das 1,6 bis 1,8-fache; es ist allerdings fraglich, wie repräsentativ dies ist. Die Anfänge der Dreifelderwirtschaft scheinen auf das 8. Jahrhundert zurückzugehen, sie war im Frühmittelalter jedoch nicht flächendeckend verbreitet. Im Frühmittelalter begann zudem ein Innovationsprozess, technisch wurden aber zunächst viele antike Vorläufer übernommen, so der bereits bekannte Pflug zur Bodenbearbeitung. Als Zugtiere dienten in der Regel vor allem Ochsen, da Pferde zu kostspielig dafür waren. Das Kummet kam erst im 11./12. Jahrhundert verstärkt zum Einsatz und auch nur in Regionen mit ausreichend vorhandenen Pferden; neueren Untersuchungen zufolge waren die antiken Anspannungssysteme dem Kummet auch nicht prinzipiell unterlegen, der erst im Zusammenspiel mit anderen Neuerungen eine wirkliche Effizienzsteigerung brachte. Etwa um 1000 begann eine Wachstumsphase, die vor allem den Bauern zu verdanken war. In diesem Zusammenhang entwickelte sich der Getreidehandel zu einer immer mehr bedeutenden Einnahmequelle.  Bei der Getreideverarbeitung spielten Mühlen eine wichtige Rolle, wobei Wassermühlen bereits in der Spätantike weit verbreitet waren.
Im Handwerk wurde an römische Traditionen angeschlossen, so in der Keramik-, Glas- und Metallverarbeitung. Spezialisierte Handwerker genossen zwar keine besonders hervorgehobene soziale Stellung, wurden aufgrund ihrer Fertigkeiten aber durchaus geachtet. Eine der wenigen diesbezüglichen Quellen, das karolingische Capitulare de villis, verzeichnet unter anderem die Handwerksspezialisten in den königlichen Domänen des Frankenreichs. Eine nicht unwichtige Rolle im Rahmen des Wirtschaftskreislaufs spielten die Klöster. Mehrere verfügten über eigenen, teils sehr erheblichen Besitz und nutzten ihn wirtschaftlich. Die größeren klösterlichen Grundherrschaften konnten über tausend Bauernstellen umfassen.
Wichtigstes Transportmittel war das Schiff, gleich ob Binnen- oder Seeschifffahrt. Entgegen älteren Annahmen spielte im Frühmittelalter die Geldwirtschaft immer noch eine wichtige Rolle; die Bedeutung der naturalen Tauschwirtschaft darf daher nicht überschätzt werden. Münzprägungen wurden fast kontinuierlich von der Spätantike bis ins Mittelalter betrieben, doch ist ihre genaue Kaufkraft heute nur noch schwer einzuschätzen. Teilweise ist aber ein erheblicher Materialmangel feststellbar. Bereits seit spätmerowingischer Zeit ist im Frankenreich Bergbau nachweisbar, im 7. Jahrhundert ging man dort von Gold- zu Silbermünzen über.

### Handel

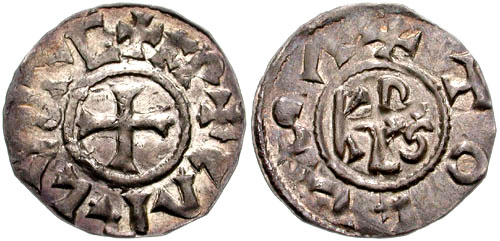
Karolingischer Denarius, der nach der Münzreform Karls des Großen eingeführt wurde

Handel und Verkehr im Frühmittelalter stellen ein viel diskutiertes Forschungsproblem dar, zumal die relativ wenigen Quellen zur frühmittelalterlichen Wirtschaftsgeschichte recht verstreut sind. In der älteren Forschung wurde oft angenommen, dass der Fernhandel infolge der Umbrüche in der ausgehenden Spätantike zum Erliegen gekommen war (siehe Pirenne-These). Neuere Untersuchungen konnten jedoch belegen, dass es zwar zu einer Abnahme, nicht aber zu einem völligen Abreißen des Fernhandels gekommen war.
Das spätantike Handelsnetzwerk hatte den gesamten Mittelmeerraum umfasst, wobei das weitere Handelsnetzwerk über Persien bis nach Zentralasien, China und Indien reichte (siehe die Ausführungen zu Zentralasien im Artikel Spätantike und Indienhandel). Nach dem Zusammenbruch der römischen Staatsordnung im Westen (die Handelskontakte des Ostreichs waren bis ins ausgehende 6. Jahrhundert davon nicht betroffen) kam es zu regionalen Ausgestaltungen; in diesem Zusammenhang war die lokale Aristokratie, außer in der Francia (dem fränkischen Herrschaftsgebiet) und in der Levante, sogar ärmer und politisch regional beschränkter als in römischer Zeit. Die staatliche Gewalt schrumpfte infolge der geringeren Finanzkraft. Die Fiskalstruktur war einfacher gestaltet als zu römischer Zeit und brach im Westen sogar völlig zusammen. In diesem Zusammenhang darf jedoch nichts verallgemeinert werden, sondern die Regionen müssen jeweils einzeln betrachtet werden.
 Das spätantike Wirtschaftssystem im Mittelmeerraum hatte im 6. Jahrhundert schwere Rückschläge erlitten, nicht zuletzt durch die sogenannte Justinianische Pest und die anschließenden Pestwellen. Die Folgen der Pest sind allerdings im Einzelnen nur schwer einzuschätzen. Der Bevölkerungsrückgang im beginnenden Frühmittelalter ist aufgrund der uneinheitlichen Quellenbefunde nicht zwingend auf die Pest zurückzuführen; es kann sich auch um Folgen politischer Krisen handeln.
Um die Mitte des 7. Jahrhunderts ist wohl ein wirtschaftlicher Tiefpunkt im Mittelmeerhandel festzustellen. Um 700 bildeten sich aber neue Handelsrouten heraus. Die einzelnen Regionen (auch im Westen) waren nicht vollkommen isoliert, sondern standen weiterhin in Handelskontakt zueinander. Entgegen der älteren Lehrmeinung kam es bereits im späten 8. Jahrhundert zu einem nicht unerheblichen wirtschaftlichen Aufschwung. Auch im Mittelmeerraum ist in dieser Zeit ein reger Warenaustausch zwischen den lateinisch-christlichen Reichen, Byzanz und dem Kalifat nachweisbar, von Luxuswaren (wie Pelze und Seide) bis hin zu Salz, Honig und nicht zuletzt Sklaven. In diesem Sinne bildete sich ein neues vernetztes und weitgespanntes Handelssystem heraus. Im Westen kam es in der Merowingerzeit außerdem zu einer Handelsverschiebung in den Norden, wobei fränkische Händler schon im 7. Jahrhundert bis in das Slawenland im Osten vorstießen. Hinzu kamen später Handelsrouten nach Skandinavien. Der wichtigste fränkische Hafen für den Nordhandel war Quentovic. Die nördlichen Regionen waren nach der arabischen Expansion also keineswegs vom Kulturraum des Mittelmeers abgeschnitten, denn es fand ein wechselseitiger Austauschprozess und eine entsprechende Kommunikation statt.
Fernhändler überwanden die engeren Regionengrenzen, einige Jahrmärkte scheinen seit der Spätantike fortlaufend besucht worden zu sein. Dennoch ist es sinnvoll, den westlichen und östlichen Mittelmeerraum hinsichtlich des Warenaustauschs getrennt zu betrachten, da es durchaus Unterschiede gab. Die oftmals geschrumpften Städte waren für den Warenumschlag und Fernhandel auch nach dem 6. Jahrhundert von Bedeutung, besonders in den antiken Kulturlandschaften im Westen, so in Italien und teilweise im südlichen Gallien. Venedig verhandelte mit islamischen Herrschaften wegen Bauholz und trieb Handel mit Salz und vor allem Sklaven, die nach Byzanz und in den islamischen Raum verkauft wurden. Gaeta, Amalfi und Bari profitierten ebenfalls vom Fernhandel. Mailand, das bereits in der Spätantike eine wichtige Rolle gespielt hatte, gewann seit dem späten 10. Jahrhundert wieder an Bedeutung, so im Bereich der Geldwirtschaft. Dagegen brach die antike urbane Kultur im Donauraum und in Britannien faktisch zusammen. Kleinere Städte konnten – wie bereits zuvor und lange danach – nur mit dem Überschuss der lokalen Produktion handeln. Der Handel mit Massenwaren war vor allem für den Binnenhandel von Bedeutung. Der Großteil des Handels dürfte ohnehin innerhalb der Regionen stattgefunden haben, so dass die meisten Waren über relativ kurze Distanz transportiert wurden.

### Byzanz

Konstantinopel in byzantinischer Zeit

Byzanz durchlief im 7./8. Jahrhundert eine Transformation, wobei wichtige antike Strukturen zwar erhalten blieben, Gesellschaft und Wirtschaft sich aber teils grundlegend wandelten. Aufgrund der angespannten außenpolitischen Lage militarisierte sich die Gesellschaft im 7. Jahrhundert zunehmend. Es formierte sich seit dieser Zeit eine Adelsschicht aus den Reihen der einflussreichen Bürokratie und der großen Landbesitzer und es bildeten sich Familiennamen heraus – Familien, die teils sehr bedeutend wurden. Im späten 9. Jahrhundert rekrutierte sich die Führungsschicht zunehmend aus diesen Geschlechtern. Parallel dazu nahm das freie Bauerntum ab, viele gerieten schließlich in die Abhängigkeit von Großgrundbesitzern. Trotzdem blieb die byzantinische Gesellschaft wesentlich offener als die westeuropäische, auch der Kaiserthron blieb nicht dem hohen Adel vorbehalten. Ein sozialer Aufstieg bis an die Spitze des Staates stand somit grundsätzlich jedem offen, wie das Beispiel von Basileios I. zeigt. Die byzantinische Wirtschaft erholte sich nach der Krisenphase des 6. und 7. Jahrhunderts langsam. In dieser Zeit hatte sie unter den Folgen von Pest und Kriegen gelitten, verbunden mit einem Bevölkerungsrückgang. Die Quellen zur mittelbyzantinischen Wirtschaftsgeschichte, speziell für das 8./9. Jahrhundert, sind jedoch nicht besonders ergiebig.
Manche Städte wurden aufgegeben, andere waren auf ihre Kernzentren reduziert, Konstantinopel blieb aber weiterhin eine bedeutende Metropole im Mittelmeerraum und die wichtigste Stadt des Reiches. Die reichsten Provinzen des Reiches waren nach 700 zwar verloren, Kleinasien konnte aber zumindest in gewissem Maß als Ersatzbasis dienen. Die staatliche Bürokratie blieb im Gegensatz zum Westen voll funktionsfähig, wenngleich die Steuereinnahmen zurückgingen. Die Wirtschaftskraft stieg in der folgenden Zeit wieder an; war der byzantinische Staat im 8. Jahrhundert fast verarmt, verfügte er im 10. Jahrhundert wieder über erhebliche Mittel. Allgemein spielte in Byzanz der ländliche Wirtschaftsraum zwar eine wichtige, aber nicht die dominierende Rolle wie im lateinischen Europa, da die urbane Wirtschaftsproduktion weiterhin ein wichtiger Faktor war. Im Gegensatz zum lateinischen Europa war die Wirtschaft zudem stärker staatlich reglementiert und finanzierte über den Fiskus stärker den Herrschaftsapparat.

## Bildung

### Bildungssystem und Entwicklung
Die frühmittelalterliche Gesellschaft war eine weitgehend orale Gesellschaft, in der nur wenige Menschen lesen und schreiben konnten. Literarisch gebildet war eine noch kleinere Minderheit, die ganz überwiegend, aber nicht ausschließlich, Geistliche umfasste. Das antike Kulturgut stellte die Grundlage dar. Allerdings war im frühmittelalterlichen westlichen Europa nur ein geringer Teil der antiken Literatur erhalten. Das mittelalterliche Latein (Mittellatein) unterschied sich zudem vom klassischen Latein, die Kenntnis des Griechischen hatte bereits in der Spätantike im Westen abgenommen. Dennoch verband die lateinische Sprache auch nach dem Zerfall Westroms weite Teile Europas miteinander, da eine gemeinsame kommunikative Grundlage vorhanden war.
Das spätantike dreistufige Bildungssystem (Elementarunterricht, Grammatik und Rhetorik) war infolge der politischen Umwälzungen der Völkerwanderungszeit im Westen nach und nach verschwunden. Die ältere Forschung hat den Übergang von der Antike zum Mittelalter oft mit einer „Barbarisierung“ gleichgesetzt. Es handelt sich letztendlich aber um einen Übergang zu einer neuen Kultur, in der auch abweichende Interessen und ein neues Kulturideal feststellbar sind. Für die romanische Oberschicht war Bildung ohnehin noch längere Zeit von Bedeutung. Der Geschichtsschreiber und Bischof Gregor von Tours im späten 6. Jahrhundert entstammte einer vornehmen gallorömisch-senatorischen Familie und legte erkennbar Wert auf Bildung, denn er beklagte ihren Verfall. Schulen im südlichen Gallien und Italien gingen nach und nach unter, in privaten Zirkeln wurde aber teils weiterhin Bildung vermittelt.
Die Entwicklung der schriftlichen Kultur im Frühmittelalter verlief sehr heterogen und wurde durch unterschiedliche Faktoren beeinflusst. Ebenso wenig waren Bildung und geistiges Leben im lateinischen Westen einheitlich. In der frühen Merowingerzeit wurde anscheinend noch Profanunterricht erteilt, denn die Merowinger verfügten über eine rudimentäre Bürokratie, für die Schriftkenntnisse erforderlich waren. In der frühen Merowingerzeit spielten nicht zuletzt die vornehmen gallorömischen Familien eine wichtige Vermittlerrolle im Hinblick auf klassische Lehrinhalte. Die merowingische Kanzlei bestand lange Zeit vorwiegend aus entsprechend gebildeten Laien (siehe Referendarius), nicht aus Klerikern. Von der Königsfamilie und Mitgliedern des hohen Adels wurde erwartet, dass sie über Lese- und Schreibfähigkeiten verfügten. Einige Könige wie Chilperich I. besaßen eine gehobene Bildung und demonstrierten sie. Erst nach der Mitte des 7. Jahrhunderts kam es auch infolge der merowingischen Machtkämpfe mit dem Adel zu einem weiteren Verfall. Die Lese- und Schreibkenntnisse nahmen unter Laien, teils aber auch unter Geistlichen stark ab. Im Westgotenreich finden sich noch im 7. Jahrhundert Spuren der spätantiken Bildung. Ähnliches gilt für Italien auch nach der langobardischen Invasion im späten 6. Jahrhundert; in den italienischen Städten sind schriftkundige Laien weiterhin bezeugt. Auf den britischen Inseln entwickelte sich im 7. und 8. Jahrhundert eine neue Kultur der Schriftlichkeit. Im Merowingerreich brach die literarische Produktion zwar im 7./8. Jahrhundert dramatisch ein, doch entstanden noch einige Werke, wie die merowingischen Heiligenviten.
Für die mittelalterliche Bildungsvermittlung und den Wissenstransfer im lateinischen Westen waren schließlich die Kloster-, Dom- und Stiftsschulen und somit die Kirche von zentraler Bedeutung. Der Großteil der antiken Literatur ist nicht erhalten, doch in den Klöstern wurde das im Westen noch vorhandene antike Wissen gesammelt und tradiert; diese Tradition begann bereits im 6. Jahrhundert mit Cassiodor. Texte wurden nach festen Regeln gelesen und teils auswendig gelernt sowie in den kirchlichen Skriptorien kopiert. Als Beschreibstoff wurde noch teilweise Papyrus verwendet (so in der merowingischen Verwaltung), doch setzte sich verstärkt das Pergament durch; die Schriftrolle wich zunehmend dem Buch (Kodex). Neben Klerikern erhielten auch Nonnen eine lateinische Ausbildung, einige Schulen standen zudem Laien (so aus der adeligen Oberschicht) offen. Die Laien waren aber in der Regel ungelehrt, in kirchlichen Kreisen wurde teilweise auch der Gegensatz zu den illiterati (Leseunkundigen) betont. Rosamond McKitterick vertritt allerdings die umstrittene These, dass in karolingischer Zeit die Schriftlichkeit unter Laien höher als gemeinhin angenommen gewesen sei. In den kirchlichen Schulen wurden neben der Bibel und den Texten der Kirchenväter auch profane spätantike Texte für die Lehre herangezogen. Martianus Capella hatte in der Spätantike ein Lehrbuch verfasst, in dem der Kanon der sieben freien Künste (die artes liberales) zusammengefasst war: Trivium und das weiterführende Quadrivium. Daneben spielten vor allem Boethius und Isidor von Sevilla eine wichtige Rolle. Die Schriften des Boethius genossen im Mittelalter ein gewaltiges Ansehen. Er hatte zudem die freien Künste neu bearbeitet und damit eine wichtige Grundlage für den mittelalterlichen Lehrkanon geschaffen. Isidor hatte im 7. Jahrhundert in der Enzyklopädie Etymologiae in 20 Büchern systematisch weite Teile des bekannten spätantiken Wissens gesammelt. Dem Werk kam für die Wissensvermittlung im Frühmittelalter große Bedeutung zu.

### Karolingische Bildungsreform
Im Frankenreich war die lateinische Sprache stilistisch zunehmend verwildert, auch die kirchlichen Bildungseinrichtungen verfielen. Dieser Prozess wurde im Karolingerreich seit Ende des 8. Jahrhunderts durch gezielte Maßnahmen der Kulturförderung gestoppt. Diese neue Aufschwungphase wird oft als karolingische Renaissance bezeichnet. Der Begriff „Renaissance“ ist aus methodischen Gründen allerdings sehr problematisch. Dies trifft auch auf die sogenannte Makedonische Renaissance in Byzanz zu, da dort eine Kulturkontinuität zur Antike bestand. Hierbei traten zwar Abschwächungen ein, es kam dort aber nie zu einem vollständigen Bruch. Im Frankenreich handelte es sich ebenfalls nicht um eine „Wiedergeburt“ des klassischen antiken Wissens, sondern vielmehr um eine Reinigung und Vereinheitlichung. Für die Karolingerzeit spricht man aus diesem Grund heute von der karolingischen Bildungsreform. Den Anstoß dafür gab wohl die Reform der fränkischen Kirche durch Bonifatius Mitte des 8. Jahrhunderts. Bereits zuvor fand zudem eine Belebung des geistigen Lebens in England und Irland statt, wo die Schriftkultur zunehmend erstarkte. Die Schriften des sehr belesenen Beda Venerabilis (gest. 735) decken eine große Bandbreite ab, so Kirchengeschichte, Hagiographie, Chronologie sowie die freien Künste und vermitteln das Bild eines lebendigen geistigen Lebens.

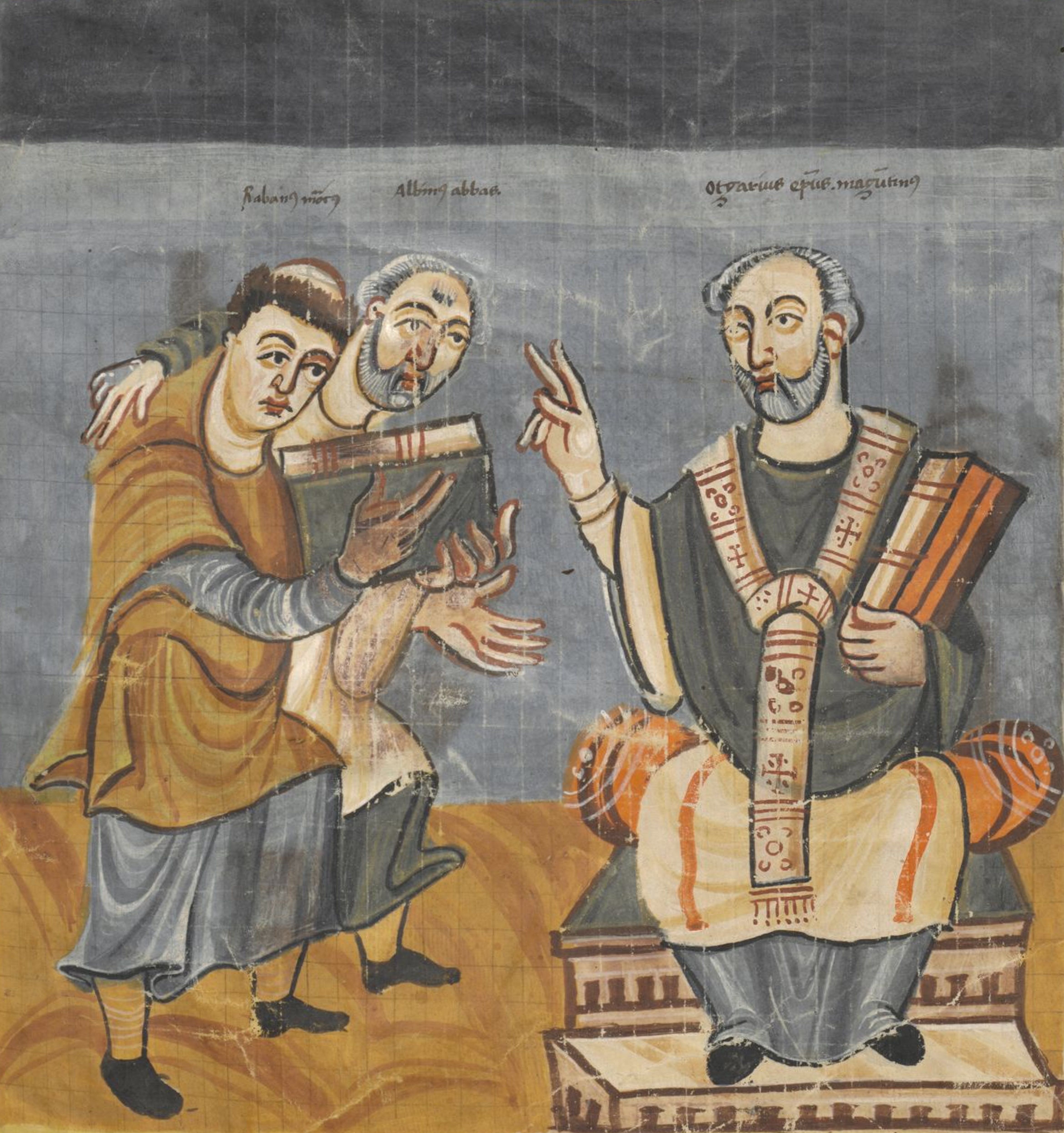
Darstellung Alkuins (Mitte) in einer Fuldaer Handschrift um 830/40 (Wien, ÖNB cod. 652, fol. 2v)

Karl der Große selbst war offenbar kulturell durchaus interessiert und versammelte an seinem Hof gezielt mehrere Gelehrte aus dem lateinischen Europa. Der angesehenste von ihnen war der Angelsachse Alkuin (gest. 804). Alkuin war zuvor Leiter der berühmten Kathedralschule in York gewesen; er besaß eine umfangreiche Bibliothek und genoss einen herausragenden Ruf. Er begegnete Karl in Italien und folgte 782 dem Ruf an dessen Hof, wo er nicht nur als ein einflussreicher Berater wirkte, sondern auch zum Leiter der Hofschule aufstieg. Einhard (gest. 840) stammte aus einer vornehmen fränkischen Familie und war zunächst Schüler Alkuins, später Leiter der Hofschule und Vertrauter Karls. Er war zudem als Baumeister Karls tätig und verfasste nach 814 eine an antiken Vorbildern orientierte Biographie des Königs, die als die „reifste Frucht der karolingischen Renaissance“ bezeichnet worden ist. Petrus von Pisa war ein lateinischer Grammatiker, der Karl in lateinischer Sprache unterrichtet hat. Der langobardische Gelehrte Paulus Diaconus hatte in Italien im Königsdienst gestanden und war 782 an den Hof Karls gekommen, wo er vier Jahre blieb und wirkte. Theodulf von Orléans war ein gotischer Theologe und Dichter. Er war überaus belesen und gebildet; für Karl verfasste er auch die Libri Carolini. Der Hof Karls und die Hofschule gaben Impulse für eine kulturelle Erneuerung, wobei auch die karolingische Kirche als zentraler Kulturträger reformiert wurde.
Die Umsetzung der folgenden Bildungsreform war maßgeblich Alkuins Verdienst. Der Schlüsselbegriff dafür lautete correctio, wonach die lateinische Schrift und Sprache sowie der Gottesdienst zu „berichtigen“ waren. Das vorhandene Bildungsgut sollte systematisch gesammelt, gepflegt und verbreitet werden; dazu diente auch die Einrichtung einer Hofbibliothek. In der berühmten Admonitio generalis aus dem Jahr 789 wird auch das Bildungsprogramm angesprochen. Die Klöster wurden ermahnt, Schulen einzurichten. Die Reform der Kloster- und Domschulen war auch aus religiösen Gründen von Bedeutung, da der Klerus auf möglichst genaue Sprach- und Schriftkenntnisse angewiesen war, um die Bibel auslegen und theologische Schriften erstellen zu können. Die lateinische Schriftsprache wurde bereinigt und verbessert. Es wurde sehr auf korrekte Grammatik und Schreibweise Wert gelegt, wodurch das stilistische Niveau angehoben wurde. Als neue Schriftart setzte sich die karolingische Minuskel durch. Im kirchlichen Bereich wurde unter anderem die Liturgie überarbeitet, Homiliensammlungen erstellt und die Beachtung der kirchlichen Regeln eingefordert. Im administrativen Bereich wurden ebenfalls mehrere Änderungen vorgenommen. Die kirchlichen Bildungseinrichtungen wurden verstärkt gefördert, außerdem wurde eine revidierte Fassung der lateinischen Bibelausgabe angefertigt (sogenannte Alkuinbibel). Ältere Schriften wurden durchgesehen und korrigiert, Kopien erstellt und verbreitet. Die Hofschule wurde zum Lehrzentrum, was auf das gesamte Frankenreich ausstrahlte. Im Kloster Fulda beispielsweise entwickelte sich unter Alkuins Schüler Hrabanus Maurus eine ausgeprägte literarische Kultur. Daneben waren unter anderem Corbie und St. Gallen von Bedeutung. Die Forschung hat für die Zeit um 820 neben dem Karlshof 16 „Schriftprovinzen“ identifiziert, jede mit mehreren Skriptorien.
Die Bildungsreform sorgte für eine deutliche Stärkung des geistigen Lebens im Frankenreich. Die literarische Produktion stieg nach dem starken Rückgang seit dem 7. Jahrhundert spürbar an, auch Kunst und Architektur profitierten davon. Antike Texte sowohl von paganen als auch von christlichen Verfassern wurden nun wieder zunehmend herangezogen, gelesen und vor allem kopiert. Besonders nachgefragt waren Ovid und Vergil, daneben wurden unter anderem Sallust, Quintus Curtius Rufus, Sueton und Horaz wieder zunehmend gelesen. Die karolingische Bildungsreform hatte somit für die Überlieferung antiker Texte eine große Bedeutung. Allerdings gab es im Frankenreich regionale Unterschiede. Westfranken war aufgrund des gallorömischen Erbes kulturell weiter entwickelt. Der Hof Karls des Kahlen wirkte als ein kulturelles Zentrum, von Bedeutung war auch die sogenannte Schule von Auxerre. In Ostfranken hingegen stagnierte die literarische Produktion Mitte/Ende des 9. Jahrhunderts zunächst, bevor es im 10. Jahrhundert wieder zu einem erneuten Aufschwung kam. In ottonischer Zeit gewannen die Kathedralschulen zunehmend an Bedeutung. Im 10. Jahrhundert sind Lese- und Schreibkenntnisse im Adel seltener, die adelig-kriegerische Erziehung war dafür bestimmend. Andererseits verfügten sowohl Otto II. als auch Otto III. über eine sehr gute Bildung.

### Kultur im östlichen Mittelmeerraum
Ein kulturelles Zentrum bildete vor allem der Osten, Byzanz und die islamische Welt, wo antikes griechisches Wissen bewahrt und gepflegt wurde. In Byzanz riss die Beschäftigung mit antiken Werken (z. B. Platon, Aristoteles, Fachwerke und Prosaliteratur) nicht einmal in der oft als „dunklen Periode“ bezeichneten Zeit von Mitte des 7. Jahrhunderts bis ins 9. Jahrhundert ganz ab; das beste Beispiel dafür ist Photios. Nicht nur Geistliche, sondern auch Laien, die es sich leisten konnten, genossen dort weiterhin eine Ausbildung, die für den Staatsdienst ohnehin unerlässlich blieb. Der Elementarunterricht in Lesen und Schreiben dauerte zwei bis drei Jahre und stand auch den mittleren Schichten offen. Genauere Einzelheiten über die Erteilung des Unterrichts sind aber kaum bekannt. Die höhere Bildung wurde bisweilen staatlich gefördert und überwacht. Der diesbezügliche Unterricht wurde an kaiserlichen Hochschulen erteilt, in mittelbyzantinischer Zeit also primär in Konstantinopel (siehe Universität von Konstantinopel); in den Provinzen scheint es aber ebenfalls einige Einrichtungen gegeben zu haben. Es existierten mehrere umfangreiche Bibliotheken, die Ausbildung konnte etwa Rechtswissenschaften, Theologie oder Medizin umfassen.
Die arabischen Eroberer profitierten erheblich von der bereits vorhandenen höheren kulturellen Entwicklung in den ehemaligen oströmischen Gebieten und in Persien, woran später muslimische Gelehrte anknüpften. Im islamischen Raum wurde in der Masǧid (Moschee) unterrichtet, zu der eine angegliederter Herberge für die Schüler gehörte. Höhere Bildung (außer in Al-Andalus) wurde in der gildenartig organisierten Madrasa unterrichtet, wo vor allem islamische Theologie und Rechtswissenschaft (auch mit Kenntnis des Koran) gelehrt wurde. Finanziert wurde der Unterricht durch private Zuwendungen. Es entstanden zahlreiche arabische Übersetzungen griechischer Werke (Haus der Weisheit). In Damaskus, Bagdad, später auch auf Sizilien und in Al-Andalus, beschäftigte man sich ausgiebig mit den antiken Schriften, die Impulse für neue Überlegungen gaben. In der Umayyadenzeit erfolgte die kulturelle Orientierung noch stark an den spätantiken Vorbildern. So wurden prächtige Jagdschlösser im spätantiken Baustil errichtet (so Chirbat al Mafdschar nördlich von Jericho und Qasr al-Hair al-Gharbi in Syrien).
Zu erwähnen sind des Weiteren christliche syrische Gelehrte, die unter arabischer Herrschaft lebten, so Jakob von Edessa, Johannes von Damaskus und Theophilos von Edessa. Syrer spielten generell bei der Vermittlung des antiken Wissens an die Araber eine nicht unwichtige Rolle. Ebenso gelangte Wissen aus dem Osten in das lateinische Europa. Indisch-arabische Ziffern sind seit dem späten 10. Jahrhundert belegt. Vor allem Spanien und später Sizilien spielten eine wichtige Vermittlerrolle.

## Frühmittelalterliche Literatur

### Geschichtsschreibung

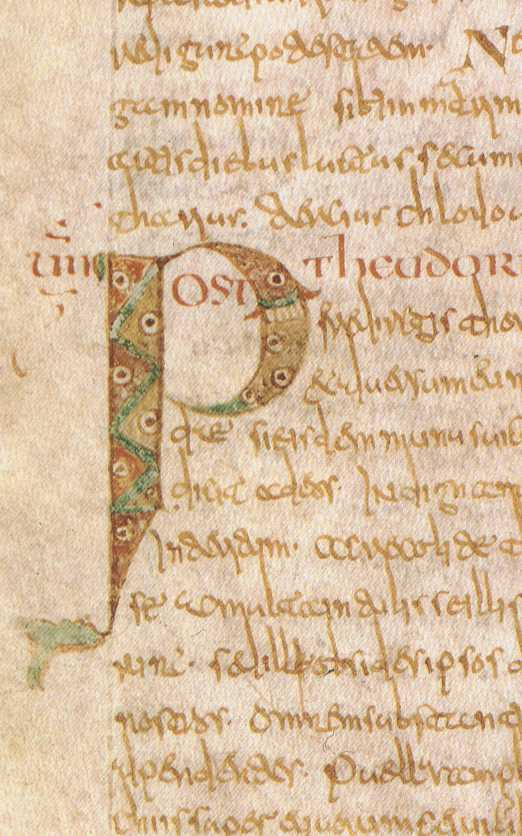
Ausschnitt aus einem Manuskript der Historien Gregors von Tours

Das letzte bedeutende und weitgehend erhaltene spätantike Geschichtswerk in lateinischer Sprache hat Ammianus Marcellinus im späten 4. Jahrhundert verfasst. Die Namen einiger lateinischer Geschichtsschreiber im Westen bis zum Ende der Antike sind zwar bekannt, von ihren Werken ist aber faktisch nichts erhalten. Das trifft auch auf die Gotengeschichte Cassiodors zu (der außerdem eine erhaltene Chronik verfasste), welche die Grundlage für die Getica des Jordanes darstellte. Ende des 6. Jahrhunderts verfasste der gebildete, aus senatorischer gallorömischer Familie stammende Bischof Gregor von Tours sein Hauptwerk, die bis 591 reichenden Historien in 10 Büchern. Es handelt sich um eine bedeutende christliche Universalgeschichte mit dem Frankenreich im Zentrum, wobei die Zeitgeschichte besonders ausführlich beschrieben wurde. Das Niveau Gregors wurde in der Folgezeit lange nicht mehr erreicht. Die Fredegarchronik aus dem 7. Jahrhundert etwa ist in einem verwilderten Latein geschrieben und auch inhaltlich dürftig.
Typisch für die frühmittelalterliche Geschichtsschreibung sind neben der Chronik (Lokalchroniken und christliche Weltchroniken, die spätantiken Ursprungs sind) die Annalen. Sie entstanden in den karolingischen Klöstern und entwickelten sich von sehr kurzen, jahrweisen Einträgen zu teils ausführlichen, chronikartigen Schilderungen. Die bedeutendsten waren die bis 829 reichenden Reichsannalen, an denen sich in West- und Ostfranken verschiedene Fortsetzungen anschlossen (Annalen von St. Bertin, Annalen von Fulda). Inhaltlich standen sie dem karolingischen Herrscherhaus nahe und können bereits in gewisser Weise als Hofgeschichtsschreibung angesehen werden. Hinzu kamen weitere Annalen und Chroniken, die oft auf das eigene Bistums-, Kloster- oder Reichsgebiet ausgerichtet waren. In karolingischer Zeit entstanden auch mehrere erzählende Geschichtswerke. Paulus Diaconus schrieb eine Langobardengeschichte in 6 Büchern (sein Hauptwerk, die Historia Langobardorum), eine römische Geschichte in 16 Büchern und eine Geschichte der Bischöfe von Metz, die die karolingischen Ahnen pries. Nithard, im Gegensatz zu den meisten frühmittelalterlichen Autoren im Westen kein Geistlicher, schrieb vier Bücher Historien über die Geschichte der karolingischen Bruderkämpfe nach dem Tod Karls des Großen. Der karolingische Hofgelehrte Einhard verfasste die erste mittelalterliche Biographie eines weltlichen Herrschers: Inspiriert von den Kaiserbiographien Suetons, verfasste er nach dem Tod Karls des Großen die Vita Karoli Magni. Karls Sohn und Nachfolger Ludwig dem Frommen waren sogar zwei Biographien gewidmet: die Thegans und die eines anonymen Autors, der als Astronomus bezeichnet wird. In der späten Karolingerzeit schrieb Regino von Prüm eine bis 906 reichende Weltchronik. Im frühen 10. Jahrhundert entstanden zunächst keine größeren Geschichtswerke, wie auch die Schriftlichkeit in Ostfranken in dieser Zeit abgenommen hatte. Widukind von Corvey schrieb eine Sachsengeschichte in drei Büchern, die wichtig für die ottonische Geschichte ist. Die Ende des 10. Jahrhunderts verfasste Bischofschronik des Thietmar von Merseburg weitete sich zu einer bedeutenden Reichsgeschichte aus, die eine wichtige Quelle für die Ottonenzeit darstellt. In Westfranken schrieben des Weiteren Flodoard von Reims (Annalen und eine Geschichte der Kirche von Reims) und Richer von Reims (Historien, teils unter Bezugnahme auf Flodoard) Geschichtswerke, die wichtige Informationen für die Vorgänge im spätkarolingischen Westfranken enthalten.
In Britannien entstanden im Frühmittelalter die bedeutende Kirchengeschichte des Beda Venerabilis (frühes 8. Jahrhundert), die auch auf die politische und kulturelle Geschichte Britanniens eingeht, die Angelsächsische Chronik und Assers Biographie Alfreds des Großen; Lokalgeschichten sind für Irland und Wales (Annales Cambriae) belegt. Bereits in der Spätantike entstand in Rom der stetig fortgesetzte Liber Pontificalis, eine fortlaufende Papstgeschichte. Ansonsten stammen aus Italien mehrere, eher lokal ausgerichtete Chroniken. In Hispanien schrieb in westgotischer Zeit der bedeutende Gelehrte Isidor von Sevilla eine Universalchronik und eine Gotengeschichte. Später entstanden in Spanien unter anderem die Mozarabische Chronik und die Crónica Albeldense. Einzelne frühmittelalterliche Werke gingen zudem in der Folgezeit verloren (z. B. die Historiola des Secundus von Trient).
Mehrere der genannten Werke sind aus Sicht der modernen Forschung in mancherlei Hinsicht problematisch. Hervorzuheben ist aber die Vielfältigkeit der frühmittelalterlichen lateinischen Geschichtsschreibung. Diese hatte sich von der spätantiken Geschichtsschreibung zwar entfernt, die antiken Grundlagen waren aber nicht völlig verschwunden. Seit der karolingischen Bildungsreform wurde der Blick wieder stärker der Antike zugewandt, so dienten beispielsweise antike Autoren oft als stilistische Vorbilder oder es wurde Bezug genommen auf vergangene Geschehnisse (exempla). Die frühmittelalterliche Geschichtsschreibung war vor allem von einem festen christlichen Geschichtsdenken durchzogen, z. B. hinsichtlich eines linearen Verlaufs, in dem das Imperium Romanum das Ziel der Geschichte darstellte; ebenso spielte das göttliche Wirken sowie christlich-ethisches Handeln eine wichtige Rolle.
Die byzantinische Geschichtsschreibung in griechischer Sprache war im Frühmittelalter zwar ebenfalls christlich beeinflusst, doch der antike Bezug war weitaus größer als im Westen, zumal das antike Erbe stärker erhalten blieb und Geschichtsschreibung nicht auf Geistliche beschränkt war. Von Georgios Synkellos und Theophanes sind bedeutende byzantinische Chroniken überliefert. Die Tradition der antiken Geschichtsschreibung endete in Byzanz zwar im frühen 7. Jahrhundert, wurde aber im 10. Jahrhundert wieder verstärkt rezipiert. Die Nachahmung (Mimesis) der klassischen Texte wurde in vielen folgenden profangeschichtlichen byzantinischen Werken angestrebt. Unter Konstantin VII. wurden in einem gewaltigen Unterfangen Texte antiker Historiker exzerpiert; davon sind heute nur geringe Reste erhalten, die aber wertvolles Material enthalten, das ansonsten nicht überliefert worden wäre.
Im Orient entstanden weiterhin (christliche) armenische und syrische Geschichtswerke, die teils sehr wertvolle Informationen vermitteln. Zu nennen sind z. B. das Werk des Pseudo-Sebeos im 7. Jahrhundert und die heute verlorene Chronik des Theophilos von Edessa im 8. Jahrhundert, die mehreren späteren Autoren als Quelle gedient hat. Die Anfänge der islamischen Geschichtsschreibung reichen wohl bis ins 8. Jahrhundert zurück, doch sind viele Details umstritten, zumal erhaltene Kompilationen des älteren Materials erst aus dem 9./10. Jahrhundert stammen. Besonders hervorzuheben ist etwa die Universalgeschichte des gelehrten at-Tabarī, die bis ins frühe 10. Jahrhundert reicht.

### Hagiographie
Eine Sonderrolle nimmt die Hagiographie ein. Sie wurde auch zur Gattung der historia (Geschichtserzählung) gezählt und war weiter verbreitet als die im engeren Sinne „weltliche Geschichtsschreibung“. Ein wichtiges Vorbild stellte die Vita des heiligen Martin von Tours dar, die Sulpicius Severus verfasst hat. Bereits in der Merowingerzeit entstanden Märtyrergeschichten und Viten als Exempel vorbildlicher Lebensführung sowie Bischofsviten, hinzu kamen Wunderberichte (miracula). Neben Gallien ist vor allem Italien zu nennen: Papst Gregor der Große verfasste im späten 6. Jahrhundert Dialogi, in denen zeitgenössische Heilige dargestellt wurden; später wurde zunehmend in mehreren Städten der Schutzpatrone gedacht. In karolingischer Zeit wurden, beeinflusst von der Bildungsreform, zudem mehrere Viten neu- oder umgeschrieben. Während die hagiographische Überlieferung aus Hispanien relativ dürftig ist, sind aus England seit dem frühen 8. Jahrhundert Viten überliefert. In der byzantinischen Literatur ist die Gattungsgrenze fließend, da die theologische Literatur dort weit ausgeprägt war (Homilien, Briefe, Geschichtswerke etc.). Im slawischen Bereich entstanden nach der Übernahme des Christentums verschiedene hagiographische Werke, so in Bulgarien im 10. Jahrhundert durch die Übersetzung und Bearbeitung byzantinischer Werke.

### Lateinische Dichtung
Die mittellateinische Dichtung war recht stark von antiken Werken beeinflusst. Als erster frühmittelalterlicher Dichter kann der im späten 6./frühen 7. Jahrhundert lebende Venantius Fortunatus gelten, der seine Ausbildung in Italien erhielt und am merowingischen Königshof in Austrasien wirkte, wo er gute Kontakte knüpfte und schließlich Bischof wurde. Venantius Fortunatus stand dichterisch in spätantiker Tradition und verfasste über 200 Lobgedichte, Klage- und Trostlieder sowie Nachrufe, was Ausdruck eines um 600 durchaus noch vorhandenen Bedürfnisses traditioneller Bildung im Frankenreich ist. Besonders die frühmittelalterliche Hofdichtung war bedeutend, vor allem am karolingischen Königshof. Von Karls bereits erwähntem gelehrten Berater Alkuin sind mehr als 300 metrische Gedichte überliefert. Angilbert, Hofkaplan Karls des Großen und Vater des Geschichtsschreibers Nithard, verfasste neben Prosaschriften auch Gedichte und wurde Karls „Homerus“ genannt. Paulinus II. von Aquileia verfasste ein Klagegedicht zu Ehren Erichs, des Markgrafen von Friaul; auch andere Dichtungen werden ihm zugeschrieben. Paulus Diaconus, der auch als Geschichtsschreiber tätig war und einige Zeit am Hof Karls wirkte, verfasste mehrere Gedichte, darunter Lobgedichte und Epitaphien. Von Theodulf von Orléans sind ca. 80 Gedichte erhalten, die seine umfassende Bildung bezeugen.
Im weiteren Verlauf des 9. Jahrhunderts wirkten in Westfranken noch Ermoldus Nigellus und der sehr gelehrte Johannes Scottus Eriugena. Hinzu kamen klösterliche Dichtungen, die zum Teil sehr bedeutend waren. Dazu zählen unter anderem Dichtungen Walahfrid Strabos und der Liber Ymnorum Notkers (entstanden um 884 und dem einflussreichen Liutward von Vercelli gewidmet). Die kulturelle Wiederbelebung nach dem Ende der Antike wurde durch die karolingischen Bildungsreform begünstigt. Die bedeutendste frühmittelalterliche Dichterin war Hrotsvit im 10. Jahrhundert. Im Bereich der mittellateinischen Epik ist vor allem der Waltharius zu nennen, eine epische Heldendichtung aus dem 9. oder 10. Jahrhundert. Im Übergang vom Früh- zum Hochmittelalter entstand die Dichtung über den Ritter Ruodlieb, die als erster fiktionaler Roman des Mittelalters gilt.
Verbreitet waren Bibeldichtungen, zumal die Bibel als Stoffgrundlage in der mittellateinischen Literatur ohnehin eine zentrale Rolle spielte. Ebenso entstanden geschichtliche Dichtungen, so um 800 das Versepos Karolus Magnus et Leo papa und Ende des 9. Jahrhunderts das Werk des Poeta Saxo. In England wirkten im 7. Jahrhundert Cædmon und Aldhelm von Sherborne, in Italien und im spanischen Westgotenreich entstanden ebenfalls einige bedeutende Dichtungen.

### Volkssprachige Literatur

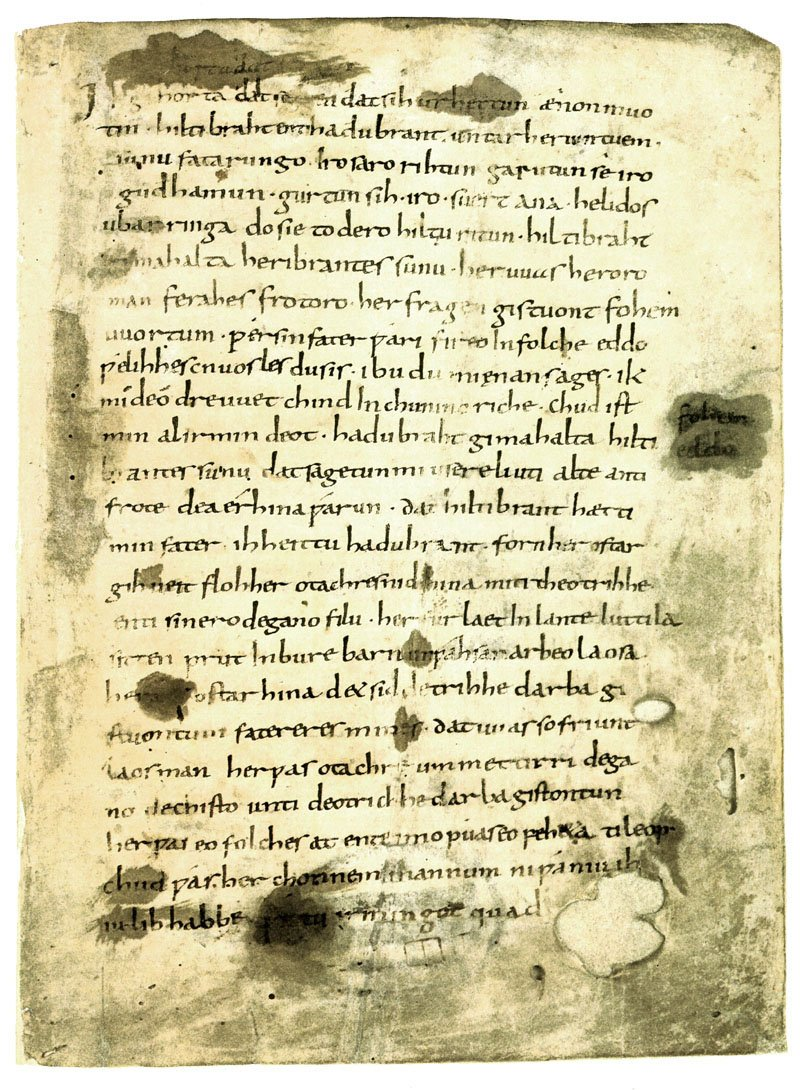
Erstes Blatt des Hildebrandsliedes

Seit Mitte des 8. Jahrhunderts sind im Westen nicht mehr nur lateinische, sondern auch volkssprachige Werke belegt; allerdings ist die Zahl der jeweils namentlich bekannten Verfasser überschaubar. Die Bandbreite der volkssprachigen frühmittelalterlichen Literatur ist recht beachtlich, sie umfasst unter anderem Zauber- und Segensbücher, Heldenerzählungen, Geschichtsdichtungen und Schlachtengedichte. Kirchliche Gebrauchstexte wurden ebenso übersetzt, vor allem im Hinblick auf die Vermittlung christlicher Glaubensbotschaften. Ein Großteil der volkssprachigen Dichtung war denn auch geistlicher Natur, wie z. B. Bibeldichtungen. Das früheste erhaltene Zeugnis für die althochdeutsche Bibeldichtung stellt das Wessobrunner Schöpfungsgedicht aus dem 9. Jahrhundert dar.
Die karolingischen Bildungsreform hatte nicht nur eine zunehmende Beschäftigung mit lateinischen Texten und der vorhandenen antiken Überlieferung zur Folge, sie stärkte auch die Entwicklung des Althochdeutschen. Zentren altdeutscher Überlieferung waren unter anderem die Klöster Fulda, Reichenau, St. Gallen und Murbach. Fragmentarisch erhalten ist das Hildebrandslied, ein althochdeutsches Heldenlied aus dem frühen 9. Jahrhundert. Karl der Große soll angeordnet haben, alte pagane Heldenlieder aufzuzeichnen, doch ist davon nichts erhalten. Unter Leitung des gelehrten Hrabanus Maurus entstand um 830 mit dem althochdeutschen Tatian eine Evangelienübersetzung. Als erster deutscher Dichter gilt Otfrid von Weißenburg, der in den 860er und 870er Jahren wirkte. Der von ihm um 870 verfasste Liber Evangeliorum ist ein althochdeutsches Bibelepos (im südrheinfränkischen Dialekt) und umfasst 7104 Langzeilen in fünf Büchern, wobei das Leben Jesu Christi im Mittelpunkt steht. Die Straßburger Eide von 842 sind in althochdeutscher und altfranzösischer Fassung überliefert und gelten als frühe Sprachzeugnisse. Das althochdeutsche Ludwigslied entstand im späten 9. Jahrhundert. In ottonischer Zeit endet für einige Zeit die althochdeutsche Literaturproduktion, wofür die Forschung bislang keine befriedigende Erklärung hat. Um 1000 wirkte dann etwa Notker von St. Gallen, der mehrere antike Texte ins Althochdeutsche übertrug und damit eine wichtige Grundlage für wissenschaftliche Texte in dieser Sprache schuf.
Am angelsächsischen Königshof Alfreds des Großen wurden einzelne Werke lateinischer Gelehrter (so Boethius und Orosius) ins Altenglische übersetzt. Die Masse der altenglischen Literatur (die neben altenglischen auch mehrere lateinische Texte umfasst) ist in vier Handschriften überliefert (Junius-Handschrift, auch Cædmonhandschrift genannt, Exeter-Buch, Vercelli-Buch und Beowulfhandschrift). In Irland entwickelte sich im 6./7. Jahrhundert eine lebendige Schriftkultur mit zunächst lateinischen, bald auch altirischen Werken, die Heldenerzählungen, Dichtungen, Annalen, Heiligen- und Königsgenealogien, hagiographische und geistliche Literatur umfasste.
Im Altfranzösischen sind nur wenige frühmittelalterliche Texte belegt, so etwa die Eulaliasequenz (zu Ehren der heiligen Eulalia) im späten 9. Jahrhundert und das Leodegarlied aus dem 10. Jahrhundert. Aus dem 11. Jahrhundert stammt die altfranzösische poetische Verarbeitung einer lateinischen Legende, das sogenannte Alexiuslied. In Italien beginnt die Geschichte der volkssprachigen Literatur erst im 13. Jahrhundert. Auf der Iberischen Halbinsel sind Belege für romanische Werke aus dem Frühmittelalter kaum vorhanden. Aus dem Kloster San Millán de la Cogolla etwa stammen romanische Glossen (10. Jahrhundert), in arabischen und hebräischen Dichtungen (die sogenannten Jarchas, 11. Jahrhundert) sind romanische Schlussstrophen belegt. Vollständig entwickelte volkssprachige Werke wurden aber erst im Hochmittelalter verfasst; dazu zählt unter anderem das Epos Cantar de Mio Cid. In der skandinavischen Literatur ist der Übergang von mündlichen Erzählungen und Gedichten (Skaldendichtung und Vorstufen der Edda im 9. Jahrhundert) zur Schriftsprache auch mit der Christianisierung und der Übernahme des lateinischen Alphabets (anstelle der Runenschrift) verbunden. Mit der Entwicklung des Kirchenslawischen im 9. Jahrhundert entstand im slawischen Kulturraum in der Folgezeit eine reichhaltige Literatur. Nach der Christianisierung Bulgariens wurden mehrere altkirchenslawische Übersetzungen griechischer Werke angefertigt, vor allem theologische Werke (liturgische und biblische Texte), Chroniken und Viten. In Byzanz selbst entstanden neben Schriften in der antiken griechischen Hochsprache auch mehrere volkssprachige (mittelgriechische) Werke. Eines der bedeutendsten ist das Epos Digenis Akritas.

### Philosophie
Die Philosophie des Mittelalters baute stark auf antiken Grundlagen auf, allerdings, anders als noch in der Spätantike, nun fest eingebettet in das christliche Weltbild. In diesem Sinne war die theologisch ausgerichtete Patristik von Bedeutung, die im 7./8. Jahrhundert endete. Bereits in der Spätantike wurde der Neuplatonismus von christlichen Gelehrten rezipiert, die die platonische Ideenlehre mit christlichen Überlegungen verbanden, zumal Platons Ideen bereits durch den Neuplatonismus ins Transzendente übertragen wurden. Aussagen der Bibel wurden teilweise mit Hilfe platonischen Gedankenguts gedeutet, unter anderem mit Bezug auf das Gute und das Sein/Seiende. Von den Schriften Platons und des Aristoteles war im Frühmittelalter im Westen allerdings nur sehr wenig bekannt. Einflussreich waren dafür platonisch beeinflusste Philosophen. Augustinus von Hippo und Boethius sind beide historisch noch zur Spätantike zu zählen, stehen aber philosophiegeschichtlich an der Schwelle zum Mittelalter. Beide hatten einen starken nachhaltigen Einfluss auf die mittelalterliche Philosophie, besonders im Frühmittelalter. Dies gilt auch für die Werke des Pseudo-Dionysius Areopagita, eines anonymen spätantiken christlichen Neuplatonikers, die bereits in karolingischer Zeit ins Lateinische übersetzt wurden. Pseudo-Dionysius arbeitete auch das Konzept der negativen Theologie weiter aus.

Seite einer Periphyseon-Handschrift, 9. Jahrhundert Staatsbibliothek Bamberg

Um die Mitte des 9. Jahrhunderts ist der aus Irland stammende bedeutende Philosoph Johannes Scottus Eriugena belegbar, der einige Zeit am westfränkischen Königshof verbrachte. Er war dort als gelehrter Berater tätig, erteilte auch Unterricht in den freien Künsten und genoss offenbar großes Ansehen. Eriugena stellt insofern eine Ausnahmeerscheinung dar, als ohne seine Schriften zwischen Boethius und Anselm von Canterbury eine weitgehende Lücke in der lateinischen philosophischen Literatur klaffen würde. Er verfügte, was im Westen zu dieser Zeit sehr ungewöhnlich war, über einige Griechischkenntnisse und trat für ein strikt logisches Denken ein, geriet dabei auch in Konflikt mit kirchlichen Autoritäten. Sein Hauptwerk mit dem griechischen Titel Periphyseon („Über die Naturen“) behandelt in Dialogform eingeteilt in fünf Büchern vor allem die kosmologische Weltordnung und das Verhältnis zwischen Schöpfer und Schöpfung. In logischer und systematischer Form sollte die christliche Offenbarung untersucht und ausgelegt werden, um die darin enthaltene Wahrheit zu erkennen. Das Werk basiert auf einer recht umfangreichen Quellenbasis und ist neuplatonisch geprägt. Eriugena verfasste außerdem einen (nur fragmentarischen) Kommentar zum Johannesevangelium und zu Martianus Capella.
Im byzantinischen Raum gilt als letzter spätantiker Philosoph Stephanos von Alexandria im frühen 7. Jahrhundert. Der damalige militärische Überlebenskampf des Reiches hatte einen spürbaren Rückgang des kulturellen Interessenniveaus zur Folge. Die Überlieferung bezüglich der geistigen Entwicklung in Byzanz ist für das späte 7. und das 8. Jahrhundert nicht günstig, dennoch blieb in Byzanz mehr vom kulturellen antiken Erbe erhalten als im Westen. Im 9./10. Jahrhundert wirkte dann der sehr gelehrte Photios, der über eine große Bibliothek verfügte und heute verlorene philosophische Abhandlungen verfasste. Einer seiner Schüler, Zacharias von Chalkedon, schrieb in den 860er Jahren eine kleine Schrift „Über die Zeit“. Leon der Mathematiker und Arethas von Kaisareia sammelten ebenfalls klassische griechische Texte und gaben sie teils neu heraus. Aus verstreuten Fragmenten lässt sich zudem erschließen, dass auch im 9. Jahrhundert Aristoteles und Platon in Byzanz gelesen und wohl teils auch neu herausgegeben wurden. Infolge des Bilderstreits entstanden zudem Schriften, in denen auch philosophische Argumente vorgebracht wurden.
Die Grundlage der islamischen Philosophie stellte zunächst die systematische Übersetzung griechischer philosophischer oder wissenschaftlicher Texte dar, wobei die weiterhin lebendige christlich-syrische Tradition der Beschäftigung mit griechischer Wissenschaft ebenfalls eine Rolle spielte. Bedeutung erlangte im 9. Jahrhundert al-Kindī, dessen Werke thematisch breit gestreut sind und unter anderem Astronomie, Mathematik, Optik, Medizin und Musik betreffen. Al-Kindī beschäftigte sich mit Platon und Aristoteles und fertigte Übersetzungen griechischer Werke an. Einflussreich war seine Abhandlung über Definitionen und Beschreibungen der Dinge, in der er das griechische philosophische Vokabular aufbereitete. Der jüdische Philosoph Isaak ben Salomon Israeli orientierte sich in seinem Buch über Definitionen eng an al-Kindī. Im 10. Jahrhundert wirkten der persische Philosoph Abu Bakr Muhammad ibn Zakariya ar-Razi und der aus Zentralasien stammende al-Fārābī. Letzterer konnte praktisch auf die gesamte noch erhaltene antike Überlieferung griechischer Philosophen zurückgreifen; er betrachtete die Philosophie als Grundlage jeglicher Wissenschaft und bezog dies auch auf die Religion. Der bedeutende persische Philosoph Avicenna (gest. 1037) stellte grundsätzlich die Frage nach der Aufgabe und der Möglichkeit der Philosophie. Seine sehr einflussreichen Überlegungen betrafen unter anderem die Logik und Intellektlehre. In seinem Kanon der Medizin fasste er außerdem systematisch das damalige medizinische Wissen zusammen. Daneben sind noch andere Gelehrte zu nennen, so z. B. al-Chwarizmi im 9. Jahrhundert.

## Kunst

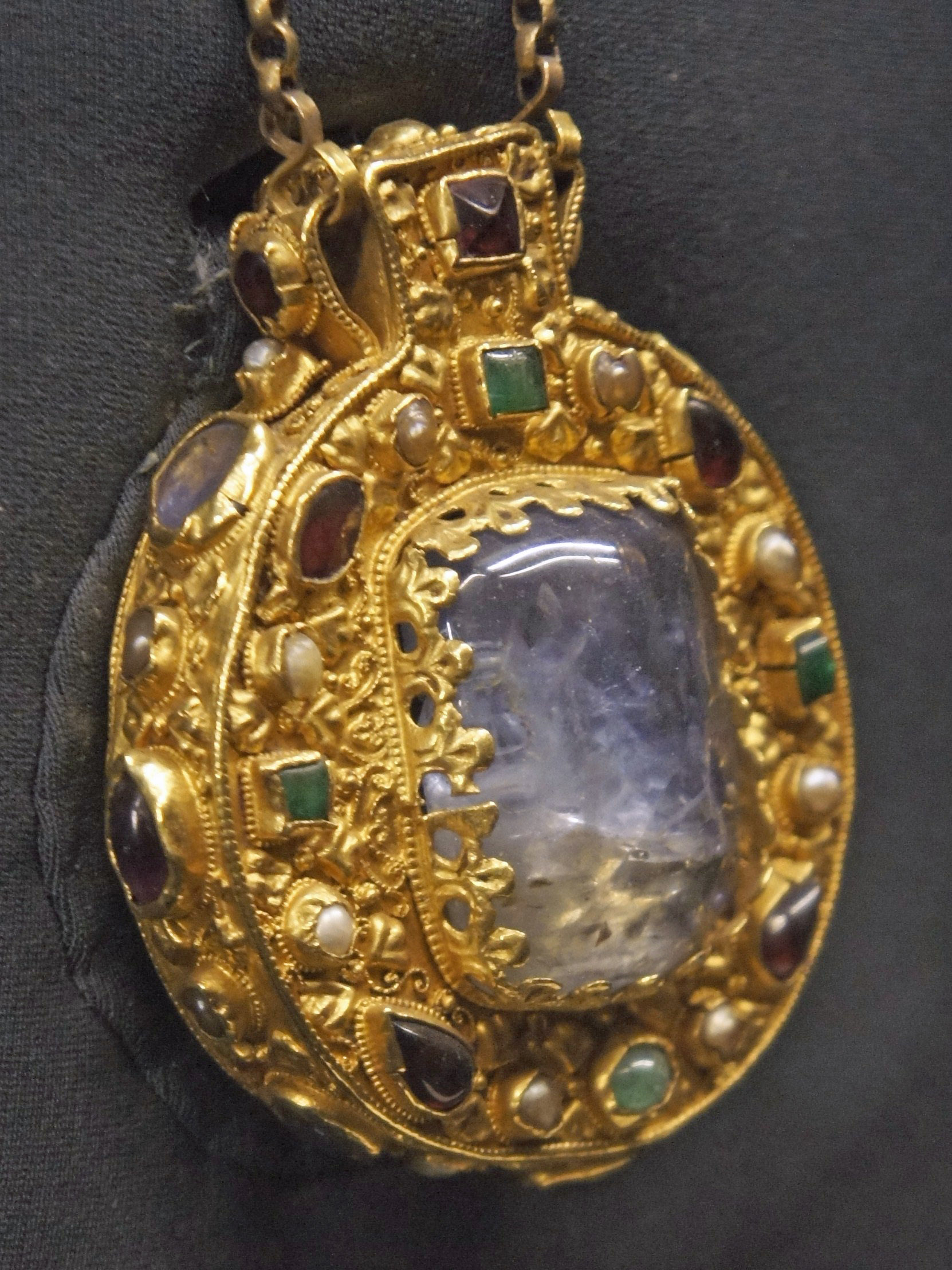
Der sogenannte Talisman Karls des Großen ist das einzig erhaltene Goldschmiedestück, das mit einiger Wahrscheinlichkeit unmittelbar mit der Person Karls in Verbindung gebracht werden kann.

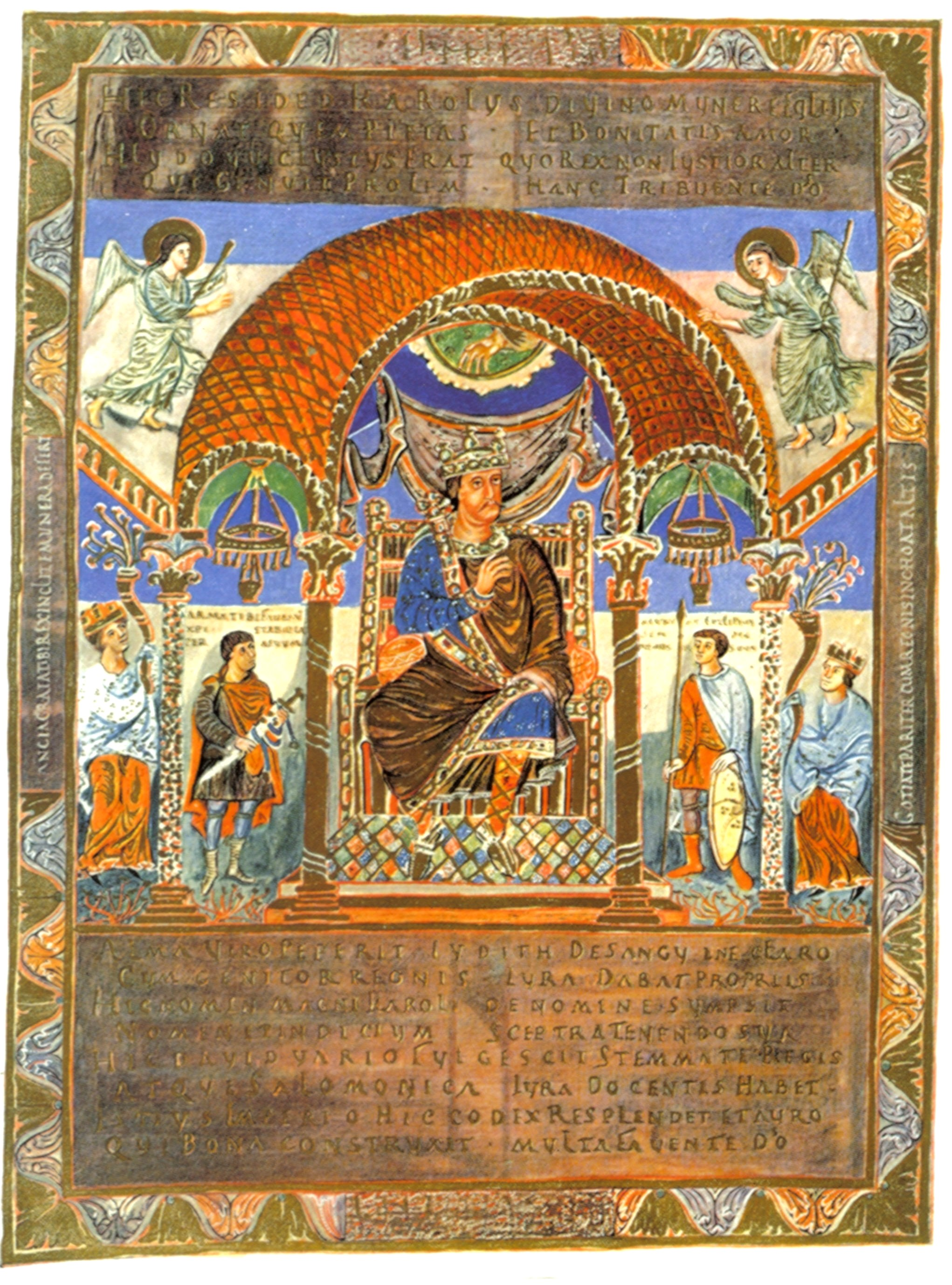
Karl der Kahle im Codex aureus von St. Emmeram (wahrscheinlich St. Denis, um 870)

Im Frühmittelalter kam den Fürstenhöfen, vor allem aber dem fränkischen Königshof mit der Hofschule, und der Kirche eine tragende Rolle in der kulturellen und künstlerischen Förderung zu. In den Motiven dominiert die christliche Symbolik. Die frühmittelalterliche Kunst orientierte sich zunächst an spätantiken Vorbildern, bevor sich neue Kunststile entwickelten. Die byzantinische Kunst beeinflusste auch den Westen, wobei in der Forschung der Grad dieses Einflusses umstritten ist. Wurde die frühmittelalterliche Kultur früher als eher rezipierend und weniger als kreativ betrachtet, wird in neuerer Zeit wieder betont, dass es im Westen bereits spätantike Vorbilder gab und die Beeinflussung zwischen Ost und West subtiler war. Die karolingische Bildungsreform und die sogenannte ottonische Renaissance (10./11. Jahrhundert) bewirkten wieder einen kulturellen Aufschwung.
Im mittelalterlichen gelehrten Denken ist die Frage der Schönheit losgelöst von der Kunst und beruht auf platonischen und neuplatonischen Überlegungen. In der Kunsttheorie des frühen Mittelalters waren die Aussagen des Augustinus und des Pseudo-Dionysius Areopagita einflussreich. Ein Kunstwerk und die damit verbundene ästhetische Schönheit galt demnach nicht als Selbstzweck; Schönheit hatte vielmehr auch eine transzendentale Bestimmung. Für Johannes Scottus Eriugena z. B. galt das sinnlich Wahrnehmbare als ein Symbol des Göttlichen.
In der Baukunst bildet die Vorromanik einen Übergang zwischen spätantiken und romanischen Architekturformen. Im Kirchenbau dominierten in Hispanien und England Saalkirchen aus Stein, östlich des Rheins waren zunächst Holzkirchen verbreitet, von denen fast nichts erhalten ist. In Italien wiederum waren Basiliken verbreitet. Es entwickelten sich neue Bautypen, oft aus Italien inspiriert und mit Mosaiken geschmückt, was bereits in der Spätantike üblich war. Die Monumentalarchitektur wurde seit der Zeit Karls des Großen wieder gepflegt, der Massenbau mit mehreren Pfeilern beruhte auf antiken Kenntnissen. In karolingischer Zeit entstanden schließlich mehrere Herrscherpaläste, wie die Aachener Königspfalz, die in der Gesamtkomposition ebenfalls an römischen Vorbildern orientiert waren. Nach 814 gab es im Frankenreich einen gewissen Einbruch in der Monumentalarchitektur. Es wurden zunächst nun eher kleinteilige, aus einzelnen Raumzellen zusammengefügte Kirchenbauten bevorzugt. Zwar entstand später im 9. Jahrhundert auch der Hildebold-Dom, ebenso wurde in Corvey die Lorscher Westwerkform aufgenommen oder etwa in Hersfeld der Zellenquerbau in größere Dimensionen ausgeführt, es war aber nicht der Regelfall. In ottonischer Zeit knüpfte man bewusst an die karolingische Tradition an, es wurden wieder mehrere große Kirchenbauten errichtet. Problematisch bei der Bewertung frühmittelalterlicher Architektur ist allerdings, dass etwa aus dem 10. und 11. Jahrhundert kaum Überreste herrschaftlicher Profanbauten erhalten sind, sondern vor allem kirchliche Bauten. In Italien war aufgrund relativer Kulturkontinuität der Übergang ins Frühmittelalter weniger stark ausgeprägt, neu waren aber quadratische Pfeiler und Hallenkrypten. In Hispanien verschmolzen in der Westgotenzeit antike, frühchristliche und volkstümliche Motive; nach 711 entwickelte sich die mozarabische Architektur. In England entstanden infolge der Christianisierung der Angelsachsen neben mehreren Holzkirchen auch größere Kirchenbauten, von denen aber nur geringe Reste erhalten sind. In den unterschiedlichen angelsächsischen Reichen sind im Kirchenbau abweichende Bautypen anzutreffen.
Die auch byzantinisch beeinflusste karolingische Buchmalerei bedeutete eine Steigerung gegenüber der merowingischen Buchmalerei und ist eines der Resultate der karolingischen Bildungsreform. Beispiele dafür sind unter anderem das Lorscher Evangeliar, das Krönungsevangeliar und das Ada-Evangeliar (siehe auch Ada-Gruppe) aus der Zeit Karls des Großen oder der Codex aureus von St. Emmeram aus dem späten 9. Jahrhundert. Zentren der karolingischen Buchmalerei waren neben der königlichen Hofschule später Reims, St. Martin in Tours und Metz. Bedeutung erlangte im späteren 9. Jahrhundert die Hofschule Karls II. in Westfranken. Es entstanden auch in den großen Reichsklöstern und bedeutenden Bischofsresidenzen Bildhandschriften, teils in Nachahmung der königlichen Hofschulen (so das Fuldaer Evangeliar). Entscheidend hierfür war, dass die geistlichen Einrichtungen über gute Skriptorien verfügten und kulturelle Impulse aufnahmen, was auf weltlicher Seite zunächst kaum der Fall war. In der Ottonenzeit im 10./11. Jahrhundert wurde, nach einem kulturellen Abschwung am Ende der Karolingerzeit, an ältere Vorbilder angeknüpft. So entstand im Ostfrankenreich die ebenfalls bedeutende ottonische Buchmalerei, deren Zentren die Klöster Corvey, Hildesheim, Fulda und Reichenau waren; später gewannen auch Köln, Regensburg und Salzburg an Bedeutung. Zu deren bedeutendsten Produkten gehören das Gebetbuch Ottos III. und das Evangeliar Ottos III. Des Weiteren sind noch aus anderen Regionen Europas Buchmalereien erhalten. Einen Höhepunkt der angelsächsischen Buchmalerei stellt das Aethelwold-Benedictionale aus dem späten 10. Jahrhundert dar, in Westfranken entstand um 1000 die reich verzierte „Erste Bibel“ von St. Martial (Limoges). Aus Spanien stammt der Beatuskommentar zur Offenbarung des Johannes (8. Jahrhundert), während auch in Italien zahlreiche illustrierende Bildhandschriften entstanden, vor allem zum Leben bekannter Heiliger und bedeutender Geistlicher.

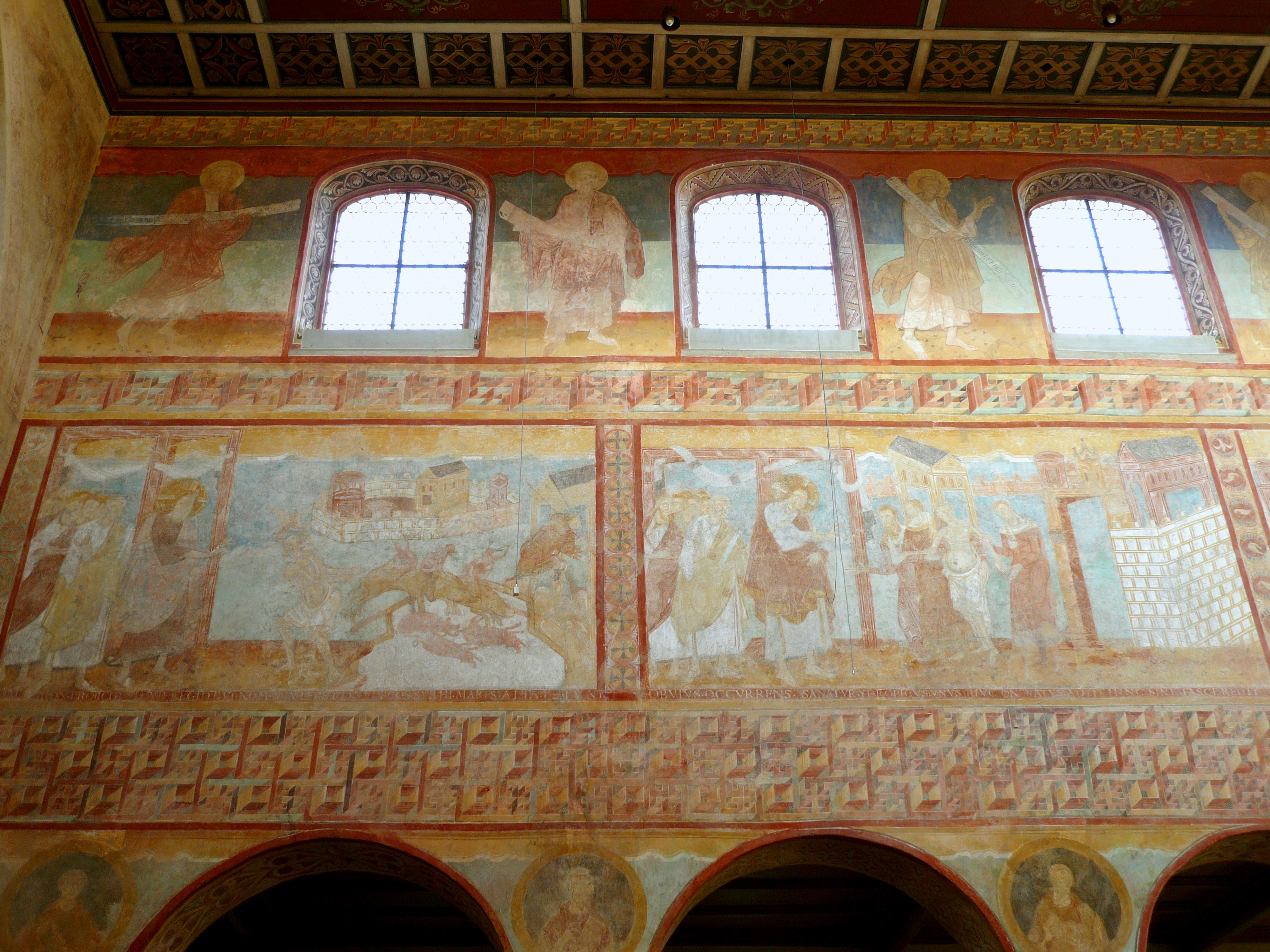
Malereien auf der Nordseite des Langhauses in St. Georg (Reichenau-Oberzell)

Im Frühmittelalter gingen einige antike Kunstkenntnisse verloren. Dies betrifft etwa die Dreidimensionalität und die Darstellung des Menschen in seinen natürlichen Proportionen. Es entwickelte sich ein recht statischer Aufbau und eine gewisse Furcht vor der Leere (horror vacui). Hinzu kamen neue künstlerische Zielsetzungen und andere künstlerische Charakteristika, so keltische und germanische Ornamentik (siehe auch Germanischer Tierstil). Grundlage der frühmittelalterlichen Wandmalerei ist die spätantike Monumentalmalerei, von der im Frühmittelalter mehr als heute erhalten war. Wie stark die konkreten Zusammenhänge zwischen spätantiker und frühmittelalterlicher Wandmalerei sind, ist heute aber kaum noch zu erschließen, da oft jüngere Eingriffe vorliegen. Von verschiedenen frühmittelalterlichen Wandmalereien sind zudem nur Teile erhalten. Ein Bild der Monumentalmalerei in karolingischer Zeit um 800 vermitteln die heute zwar verlorenen, aber durch Beschreibungen und Skizzen bekannten Vorzeichnungen für den ursprünglichen Kuppeldekor der Aachener Pfalzkapelle Karls des Großen. In Kirchen waren Wandmalereien mit Darstellungen aus dem Leben Jesu Christi besonders beliebt, aber auch zahlreiche andere biblische Szenen wurden verwendet. Dies wurde durch eschatologische Erwartungen für die Zeit um 1000 noch verstärkt. In ottonischer Zeit griff man zunächst auf die karolingische Tradition zurück. Das Mittelschiff von St. Georg in Reichenau-Oberzell (10. Jahrhundert) ist wohl das beste Beispiel für die Innenausmalung eines Kirchenraums, die in karolingischer und ottonischer Zeit recht üblich war.

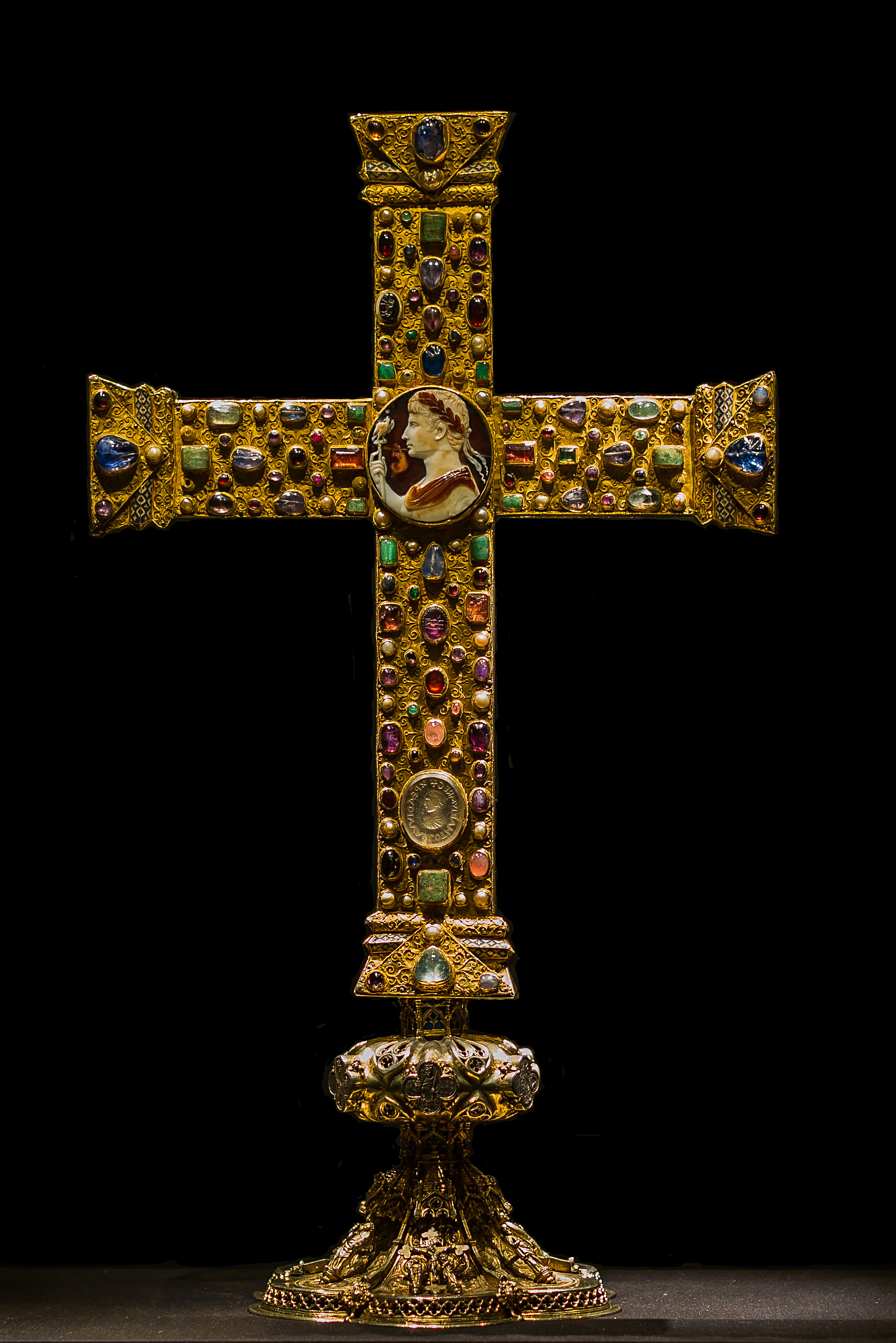
Kaiserseite des Lotharkreuzes

Mehrere Bischöfe traten als Förderer der Kunst auf, so im späten 10. Jahrhundert Gebhard von Konstanz in seiner Eigenkirche in Petershausen oder Egbert von Trier, unter dessen Patronage der Meister des Registrum Gregorii wirkte. Das Kunsthandwerk brachte unter anderem Fibeln, Gürtelschnallen, aber auch Schnitzarbeiten aus Elfenbein, Goldblecharbeiten und reich verzierte Buchdeckelarbeiten hervor. In der Kleinplastik wurde aufgrund des starken religiösen Bedürfnisses viele Reliquienbehältnisse angefertigt. Es entstanden zudem zahlreiche liturgische Geräte; als eines der schönsten gilt das um 1000 angefertigte Lotharkreuz. Das in ottonischer Zeit entstandene Gerokreuz wiederum ist eine der ersten Monumentalskulpturen des Mittelalters.
Die kulturellen Zentren befanden sich daneben vor allem im Osten. In Byzanz zählt die Ikonenmalerei zu den Höhepunkten frühmittelalterlicher Kunst, ebenso brachte die byzantinische Buchmalerei bedeutende Werke hervor. Die sogenannte makedonische Renaissance im 9./10. Jahrhundert führte in Byzanz, nachdem die existenzbedrohenden Abwehrkämpfe gegen die Araber überstanden waren, zu einer stärkeren Besinnung auf antike Motive und die antike Literatur. In Byzanz tobte im 8. und 9. Jahrhundert der Bilderstreit, was Auswirkungen auf die Kunst hatte. Im späten 8. Jahrhundert konnten sich kurzzeitig die Bilderverehrer durchsetzen und sie waren dann im 9. Jahrhundert endgültig siegreich. Im Westen beschäftigte man sich auf der Synode von Frankfurt 794 mit der religiösen Bilderverehrung, die man schließlich ablehnte (Libri Carolini). Im Westen wurden aber byzantinische Kunsteinflüsse durchaus aufgenommen, z. B. in der Buchmalerei oder bezüglich Formen des Zentralbaus bei romanischen Kirchen. In der Architektur sind vom byzantinischen Stil unter anderem der Markusdom in Venedig und die karolingische Pfalzkapelle im Aachener Dom (Oktogonform) inspiriert.

## Christentum

### Allgemeines

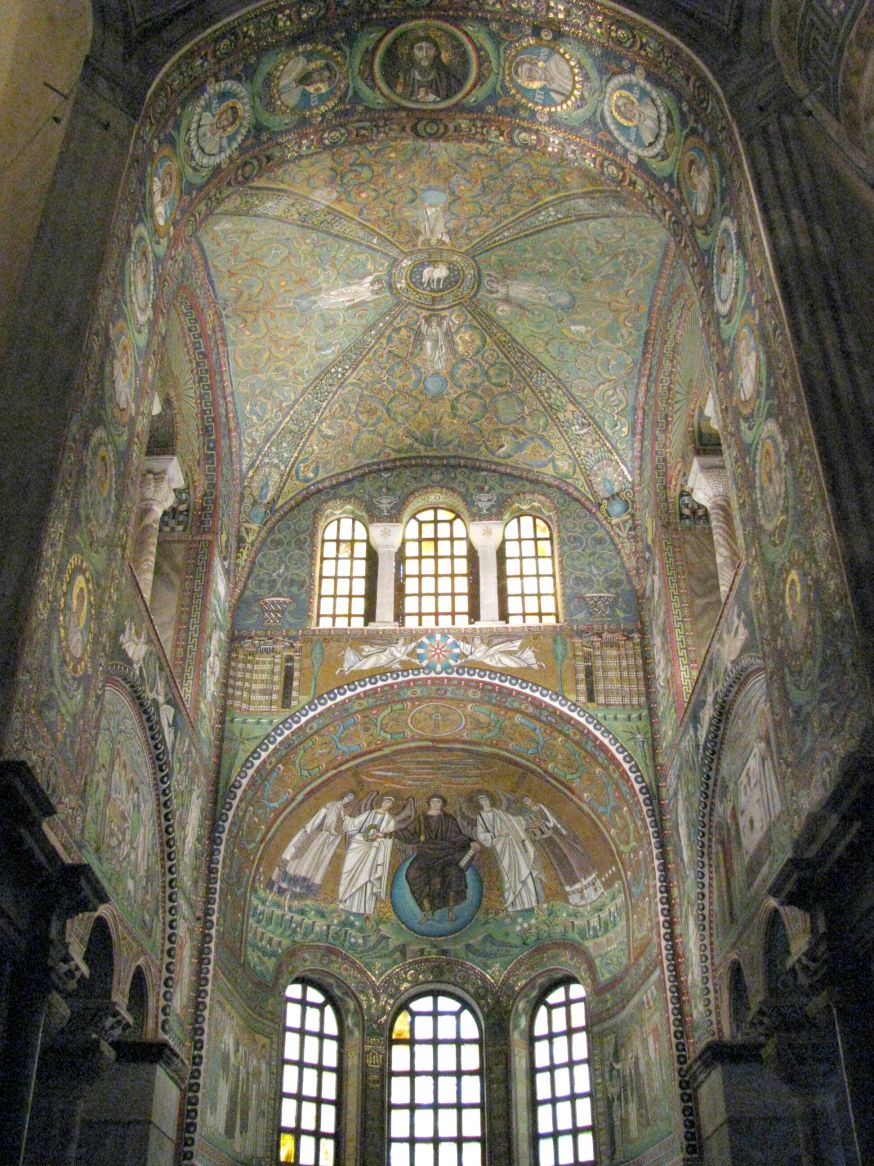
Innenansicht der Kirche von San Vitale im italienischen Ravenna, Mitte 6. Jahrhundert

Religion war im Frühmittelalter im lateinischen Europa, in Byzanz und im Kalifat ein bestimmendes Lebensmoment. Es ist jedoch sehr fraglich, ob man für jeden dieser Kulturräume von einer Einheit in Kultur und Religiosität sprechen kann; vielmehr bestand zwischen den gelehrten Denkvorstellungen und der gelebten Volksfrömmigkeit ein Unterschied. Dies betraf auch das lateinische Europa, wenngleich in populären Vorstellungen oft von einem monolithischen Block ausgegangen wird. Die allgemeine Geschichte des lateinischen Europas und des byzantinischen Kulturkreises im Frühmittelalter ist dennoch eng mit der Geschichte des Christentums in dieser Zeit verknüpft.
Bereits in der Spätantike bestand eine enge Bindung von Kirche, Staat und Kultur. Das Christentum war unter Theodosius I. zur Staatsreligion erhoben worden, die paganen („heidnischen“) Kulte verloren immer mehr an Anhängerschaft und versanken schließlich in der Bedeutungslosigkeit, wenngleich kleine pagane Minderheiten in Byzanz noch bis ins 6. Jahrhundert belegt sind. Nach dem Untergang Westroms war zwar die politische Einheit im Mittelmeerraum aufgehoben, dennoch waren die neuen germanischen Reiche christliche Reiche – entweder bereits bei ihrer Gründung oder kurz darauf (wie das Frankenreich).
Neigte die Mehrheit der christlichen Germanen zum Arianismus, so bestand die romanische Mehrheitsbevölkerung aus katholischen Christen, was teilweise zu erheblichen Spannungen führte. Im ostgotischen Italien wirkte sich der konfessionelle Unterschied sogar außenpolitisch im Verhältnis zu Byzanz aus (akakianisches Schisma). Die Langobarden, die 568 in Italien einfielen, waren ebenfalls überwiegend Arianer, doch erfolgte im 7./8. Jahrhundert zunehmend die Hinwendung zum katholischen Bekenntnis. Chlodwig I. ließ sich um 500 katholisch taufen und ihm folgten zahlreiche Franken; im Westgotenreich erfolgte die Konversion 589. Trotz politischer Zersplitterung blieb eine gewisse kulturell-religiöse Einheit bestehen, die erst mit der arabischen Expansion im 7. Jahrhundert endete.

### Päpste und weltliche Herrschaft

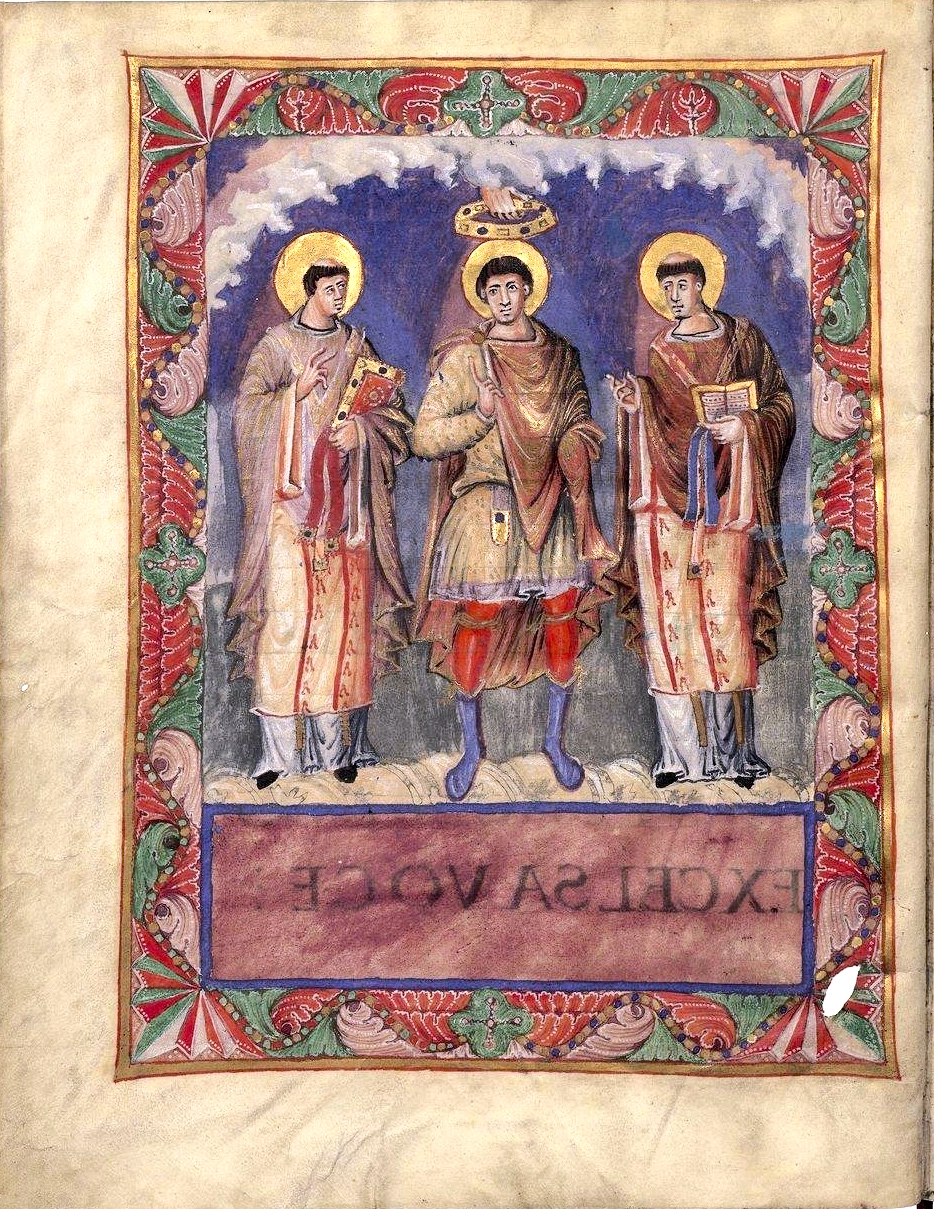
Darstellung Karls des Kahlen mit den Päpsten Gelasius I. und Gregor I. im Sakramentar Karls des Kahlen (9. Jahrhundert)

Das Papsttum spielte im Frühmittelalter politisch keine so entscheidende Rolle wie im weiteren Verlauf des Mittelalters. Der Bischof von Rom genoss als Nachfolger der Apostel Petrus und Paulus zwar großes Ansehen, doch übte er etwa über die byzantinische Kirche keine Oberherrschaft aus. Der Patriarch von Konstantinopel wiederum erhielt nie die Bedeutung wie der Papst im Westen, wo die Päpste schließlich auch eine weltliche Vollgewalt beanspruchten, und bestimmte zu keinem Zeitpunkt die byzantinische Politik. Während des Übergangs von der Antike zum Mittelalter standen die Päpste politisch stark unter byzantinischem Einfluss.
Infolge des byzantinischen Machtverlustes im Westen gewannen die Päpste langsam, aber zunehmend an politischem Spielraum. Gregor der Große beispielsweise, der aus vornehmer römischer Familie stammte, sehr gelehrt und einer der bedeutendsten mittelalterlichen Päpste war, war auch politisch aktiv. Dennoch waren die Päpste formal noch Untertanen des byzantinischen Kaisers, der ihnen sogar den Prozess machen konnte. Mitte des 8. Jahrhunderts waren die Päpste aufgrund der langobardischen Bedrohung gezwungen, sich nach Unterstützung umzusehen. Papst Stephan II. reiste 753/54 zum Frankenkönig Pippin und ging ein Bündnis mit ihm ein. Die Karolinger übernahmen die Rolle als neue päpstliche Schutzmacht, die später die Ottonen und die folgenden römisch-deutschen Könige ebenfalls übernahmen. Durch diese Allianz wurden nicht zuletzt die päpstlichen Ansprüche geschützt, die sich, wie der entstehende Kirchenstaat zeigt, auch in weltlicher Form artikulierten. Die im 8./9. Jahrhundert gefälschte Konstantinische Schenkung sollte für diese Ansprüche eine Grundlage bieten. Seit der Kaiserkrönung Karls des Großen im Jahr 800 waren Papst und Frankenreich noch enger miteinander verquickt.
Die Verbindung war insofern problematisch, als sowohl Papsttum als auch Kaisertum universale Gewalten waren, deren Interessen nicht immer parallel verliefen, wie der Investiturstreit im 11./12. Jahrhundert deutlich zeigt; doch bereits im 9. Jahrhundert kam es zu Konflikten zwischen Papst und den karolingischen Kaisern. Als Gegengewicht zur weltlichen Macht wurde von kirchlicher Seite die Zwei-Schwerter-Theorie entwickelt, wenngleich im Hochmittelalter die Päpste bisweilen selbst die weltliche Oberherrschaft nachdrücklich beanspruchten. Das päpstliche Ansehen stieg zunehmend, so dass verschiedene Herrscher im lateinischen Europa die Unterstützung des Papstes erbaten. Im 9. Jahrhundert erreichte die päpstliche Autorität unter Nikolaus I. einen ersten Höhepunkt, eine „Weltstellung“, bevor sie im späten 9. Jahrhundert verfiel. Das Papsttum wurde im frühen 10. Jahrhundert zu einem Spielball der Interessen stadtrömischer Familien. In ottonischer Zeit spielte es politisch keine entscheidende Rolle. Die Verbindung zwischen westlicher und östlicher Kirche wiederum schwand immer mehr und führte letztendlich zum Schisma von 1054.
Die karolingische Bildungsreform um 800 hatte schon aufgrund der engen Verbindung von christlicher Religion und Kultur im Frühmittelalter auch Auswirkungen auf die Kirche im Frankenreich und förderte deren Erneuerung. Eine überarbeitete Fassung der lateinischen Bibelausgabe wurde erstellt und die kirchlichen Bildungseinrichtungen (Schulen, Skriptorien und Bibliotheken) gefördert, was zu einem kulturellen Aufschwung führte. Die Reichskirche im Frankenreich war politisch eng mit dem Königtum verbunden. Die fränkischen Könige waren seit der Karolingerzeit darauf angewiesen, dass die Kirche weltliche Verwaltungsaufgaben übernahm, nachdem die an spätrömischen Mustern orientierte Verwaltungspraxis der Merowingerzeit zusammengebrochen war. Diese Tradition wurde in West- und Ostfranken bis ins Hochmittelalter beibehalten.
Aufgrund der effektiven Verbindung von Reich und Kirche in der Ottonen- und Salierzeit hat die ältere Forschung von einem Reichskirchensystem im Ostfrankenreich gesprochen. Tatsächlich hatte die Kirche aber ebenfalls in anderen christlichen Reichen des lateinischen Europas Verwaltungsaufgaben übernommen. Die christlichen Könige sowie vor allem die Kaiser übten eine Schutzherrschaft über die Kirche aus und waren oft bestrebt, dem Bild eines gerechten christlichen Idealherrschers wenigstens formal zu entsprechen. Kirchliche Konzile und Synoden wurden oft von den weltlichen Herrschern einberufen, gerade um das enge Zusammenwirken von Herrscher und Kirche zu demonstrieren.
Mitte des 4. Jahrhunderts hatte Martin von Tours die erste Mönchsgemeinschaft im Westen Europas gegründet. Das Mönchtum gewann im Verlauf des Frühmittelalters zunehmend an Bedeutung. Einflussreich wurden die Mönchsregeln des Benedikt von Nursia. In den Klöstern war der Alltag von festen Abläufen geprägt. Die weitgehend von der Außenwelt abgeschirmten Mönche widmeten dabei ihr Leben und ihr Wirken ganz Gott, doch waren die Klöster ebenso ein wichtiger wirtschaftlicher Faktor, da sie über Güter und Besitzungen verfügten. Das Mönchtum ist auch als Korrektiv zu einer Kirche zu verstehen, die sich zunehmend weltlichen Angelegenheiten zuwandte. Die Kirche war hierarchisch aufgebaut und verfügte über eine recht effektive Verwaltung. In der frühmittelalterlichen lateinischen Kirche genossen die einzelnen Bischöfe recht weitreichende Vollmachten. Nach dem Zusammenbruch der römischen Verwaltungsordnung im Westen kam den Bischofssitzen eine wichtige Verwaltungsaufgabe zu. Vor allem im südlichen Gallien, in Italien und auch in Spanien übernahmen Bischöfe politische Aufgaben, was zur Etablierung faktisch autonomer sogenannter „Bischofsrepubliken“ führte.

### Frömmigkeit und Gottesdienst
Das geistige und religiöse Leben im lateinischen Europa war im Frühmittelalter äußerst vielfältig und es wirkten zahlreiche christliche Gelehrte. Als Beispiele seien für den lateinischen Westen unter anderem genannt: Gregor von Tours und Gregor der Große im späten 6. Jahrhundert, Alkuin, Einhard, Hrabanus Maurus und Hinkmar von Reims im 9. Jahrhundert sowie Notker von St. Gallen um 1000.
Christliche Frömmigkeit war im Frühmittelalter allgegenwärtig, drückte sich aber recht unterschiedlich aus und veränderte sich von Zeit zu Zeit. Der Glaube an ein Reich Gottes im Jenseits war gängige Vorstellung, wodurch Tod und Teufel überwunden werden sollten. Die Aufnahme in die christliche Gemeinschaft erfolgte durch die Taufe; noch in der Spätantike hatte sie nicht diese Bedeutung gehabt. Dem ging in der Regel das Katechumenat als Schulungszeit voraus. Die freiwillige Annahme war prinzipiell Voraussetzung, Zwangsbekehrung (obwohl teils praktiziert) galt nach dem Kirchenrecht als nicht gestattet und wurde von verschiedenen Päpsten (so von Gregor dem Großen) wiederholt abgelehnt. Die Kraft von Gottes Allmacht sollte durch gutes Handeln in der Gegenwart erlangt werden. Gott galt als gütig und gerecht, der aber durchaus Verfehlungen bestraft. Fehlverhalten erforderte daher eine angemessene Buße.
Der Gottesdienst war von festen Ritualen geprägt, die innerhalb der Liturgie vor allem eine symbolische Bedeutung hatten. Wenngleich das Christentum eine Buchreligion ist, war aufgrund geringer Lesekenntnisse im Frühmittelalter der gesprochene Wortgottesdienst sehr bedeutend. Neben den lateinischen Gottesdiensten entstanden volkssprachige Gebete. Das Glaubensbekenntnis und das Vaterunser waren von zentraler Bedeutung und wurden in mehrere Volkssprachen übertragen. In der Volksfrömmigkeit spielten Aberglauben, Heiligenverehrung und Reliquien eine wichtige Rolle. Sozialtätigkeit wie Armenfürsorge galt als religiöse Pflicht. Infolge der kriegerischen Auseinandersetzungen entstand zunehmend eine Friedenserwartung, deren Realisierung man von kirchlichen Maßnahmen erhoffte und die teilweise erfüllt wurde (Gottesfriedensbewegung). Eschatologische Vorstellungen eines Weltenendes existierten zwar, doch ist in der neueren Forschung umstritten, wie stark die Endzeiterwartungen um 1000 ausgeprägt waren.

### Mission und Glaubensverschiedenheit
Während des gesamten Frühmittelalters wurde die von den Päpsten geförderte Christianisierung, wozu die Germanenmission gehörte, in den paganen Gebieten Europas vorangetrieben. Dazu zählten Regionen, wo die germanische Religion in ihrer unterschiedlichen Ausprägung praktiziert wurde. Dies betraf noch nicht christianisierte rechtsrheinische Gebiete (so die Siedlungsgebiete der Bajuwaren und der Thüringer im 6. Jahrhundert sowie Sachsen in Nordwestdeutschland), Skandinavien (mit dem Hauptgott Odin sowie wichtigen Nebengöttern wie Thor und Tyr, siehe nordgermanische Religion) und Teile Britanniens (siehe angelsächsische Religion). Hinzu kamen Kulte im slawischen Raum, wo Perun, Svarog, Svarožić (Dazbog) und Veles wichtige Gottheiten darstellten. Neben älteren antiken Berichten, Runeninschriften und späteren Verarbeitungen (Edda) stammen viele der diesbezüglichen Berichte von christlichen Autoren. Pagane Gottheiten galten den Christen als Kreaturen des Teufels und als Dämonen. Wie bei den paganen Germanen spielte bei den Slawen Naturverehrung eine wichtige Rolle, ebenso war eine Jenseitsvorstellung hinsichtlich eines Lebens nach dem Tod verbreitet. Die slawischen Kulte waren recht stark gentilreligiös geprägt, also auf den jeweiligen Stammesraum bezogen. Die Christianisierung zuvor paganer Gebiete hatte nicht zuletzt Einfluss auf die dortigen Lebensverhältnisse: Totschlag oder Kindesaussetzungen wurden durch die neuen religiösen Regeln erschwert, die somit abmildernd wirkten; die verpflichtende Fürsorgetätigkeit unterschied den christlichen Glauben ebenfalls grundlegend von den paganen Kulten, in denen karitative Maßnahmen außerhalb der Familien nicht üblich waren.
Die noch in der Spätantike begonnene Missionierung Irlands durch Mönche war im 6. Jahrhundert abgeschlossen. Im 7. Jahrhundert war die Christianisierung der Angelsachsen weitgehend abgeschlossen, doch bedeutete der Einfall der Wikinger im 9. Jahrhundert einen Rückschlag und erforderte teils neue Missionierungen. Irland, obwohl selbst nie Teil des römischen Reiches, nahm die antike Kultur auf und trug sie schließlich wieder in den kontinentaleuropäischen Raum zurück. So ist es kein Zufall, dass nicht zuletzt irische Gelehrte in karolingischer Zeit im Frankenreich wirkten. Irische Mönche wie Columban beteiligten sich zudem aktiv an der Christianisierung (Iroschottische Mission), auch in noch paganen Gebieten in der ehemaligen Germania magna.
Bonifatius und Willibrord waren im 8. Jahrhundert im rechtsrheinischen bzw. friesischen Raum sehr aktiv; Bonifatius gründete auch das später bedeutende Kloster Fulda. Die Sachsen, für die die Irminsul ein wichtiges Heiligtum war, wurden erst durch die blutigen Sachsenkriege Karls des Großen im späten 8./frühen 9. Jahrhundert gewaltsam christianisiert. Um 900 bildete die Elbe die Grenze zum paganen Raum. Die Ottonen betrieben im 10./11. Jahrhundert eine aktive Missionierungspolitik im Slawenland, die aber mit erheblichen Rückschlägen wie dem Slawenaufstand von 983 verbunden war. In vielen Regionen verlief die Christianisierung im Frühmittelalter nicht gewaltsam, sondern friedlich, das heißt, das christliche Bekenntnis wurde freiwillig angenommen. Des Weiteren war die Zwangstaufe kirchlich sehr umstritten; sie wurde wiederholt von päpstlicher Seite abgelehnt und war kirchenrechtlich zudem untersagt, wenngleich nach den gleichen Beschlüssen Zwangsgetaufte dazu angehalten waren, Christen zu bleiben. Die Bulgaren und Serben übernahmen in der zweiten Hälfte des 9. Jahrhunderts das Christentum, Kiewer Rus wurde im späten 10. Jahrhundert, die Polen und (die nicht slawischen) Ungarn wurden um 1000 christianisiert.
Um die Jahrtausendwende war die Christianisierung auch in Dänemark und Norwegen weitgehend erfolgreich. Die Missionstätigkeit im Norden wurde im 9./10. Jahrhundert maßgeblich vom Erzbistum Hamburg-Bremen übernommen. Die Christianisierung dieser Gebiete erfolgte in der Regel durch Bekehrung der Oberschicht. Dieser Prozess verlief langsam und war nicht immer spannungsfrei. Pagane Bräuche hielten sich zudem noch längere Zeit im Alltag. Die Christianisierung der Slawen, Ungarn und Skandinavier bedeutete eine erhebliche Ausdehnung des christlichen Kulturkreises. Byzantinische Missionare wirkten vor allem im östlichen und südöstlichen Europa, wo im 9. Jahrhundert die Brüder Methodios und Kyrill bei der Slawenmission erfolgreich waren; durch sie wurde außerdem die Grundlage für das Kirchenslawische geschaffen (siehe Glagolitische Schrift).
Im Osten Europas konkurrierten lateinische und griechische Missionare, da die Zuständigkeit der neuen christlichen Gebiete entweder Rom oder Konstantinopel zufiel. So unterstellten sich Serbien und Bulgarien dem Patriarchat von Konstantinopel. In Bulgarien wurde 927 ein eigenes Patriarchat errichtet, das nach der byzantinischen Eroberung im frühen 11. Jahrhundert zum Erzbistum zurückgestuft wurde. In Byzanz bestanden innerhalb des Reichsgebiets bis ins 7. Jahrhundert erhebliche religiöse Spannungen zwischen den Vertretern der orthodoxen Reichskirche sowie den Nestorianern und den Miaphysiten. Mehrere kaiserliche Lösungsversuche schlugen fehl. Diese religionspolitische Problematik wurde faktisch durch die arabische Eroberung der byzantinischen Ostprovinzen im 7. Jahrhundert „gelöst“, denn die verbleibende Reichsbevölkerung (einschließlich nach Kleinasien strömender Flüchtlinge) war ganz überwiegend orthodoxen Glaubens.
Die christliche Kirche in Nordafrika, die bedeutende Denker wie Augustinus von Hippo hervorgebracht hatte, verlor zunehmend an Bedeutung und erlosch schließlich. Dort bereitete ab 645 eine konfessionell bedingte Erhebung die Islamisierung vor. Schon seit etwa 640 betrieb Maximus Confessor seine Polemik gegen den Monotheletismus, der vielfach von Flüchtlingen aus den von Arabern eroberten Gebieten mitgebracht wurde. Er konnte 645 in einer öffentlichen Disputation den ehemaligen Patriarchen von Konstantinopel Pyrrhos I. von seiner dyotheletischen Lehre überzeugen. Ihre Lehren stimmten zwar darin überein, dass Jesus Christus zwei Naturen, nämlich eine göttliche und eine menschliche habe, aber in Konstantinopel herrschte zu dieser Zeit der Glaube an nur einen Willen oder ein Ziel vor, während Karthago und auch Rom an das Wirken zweier getrennter Willen in der Person Christi glaubten.
Die christlichen Kirchen in Ägypten, Syrien und Mesopotamien behielten hingegen längere Zeit ihre Bedeutung (christliche Minderheiten sind noch heute in Ägypten und Syrien vorhanden) und die Mehrheit der Bevölkerung unter arabischer Herrschaft blieb noch lange christlich. Manche Christen waren sogar am Kalifenhof als Gelehrte tätig, wie z. B. Mitte des 8. Jahrhunderts Theophilos von Edessa. Die relativ tolerante arabische Herrschaft stieß anscheinend auf keinen nennenswerten Widerstand. Anhänger der Buchreligionen (Christen, Juden und Zoroastrier) mussten zwar eine spezielle Kopfsteuer (Dschizya) zahlen, durften ihren Glauben nicht öffentlich ausüben und keine Waffen tragen, blieben ansonsten aber zunächst weitgehend unbehelligt. Teils war auch eine besondere Kleidungspflicht für Christen vorgeschrieben. Ende des 7. Jahrhunderts verstärkte sich aber der Druck auf die christliche Mehrheitsbevölkerung: 699 löste im Kalifenreich Arabisch die bisherigen Verwaltungssprachen Griechisch und Mittelpersisch ab und Christen wurden von staatlichen Positionen ausgeschlossen. Das Gesellschaftsleben wurde zunehmend auf den neuen Glauben ausgerichtet und es kam zu verstärkten Diskriminierungen von Nichtmuslimen. Dies hing mit der jeweiligen Religionspolitik des regierenden Kalifen zusammen, die seit dem späten 7. Jahrhundert den Druck auf die nichtmuslimische Bevölkerung nicht unerheblich verstärkten, sich in innerchristliche Angelegenheiten einmischten und auch Kirchengüter konfiszierten.

### Bilderstreit in Byzanz

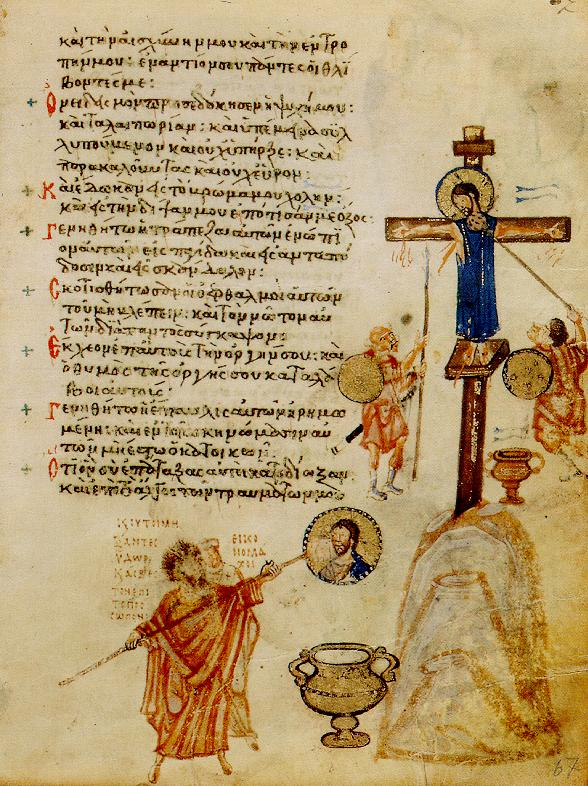
Byzantinische Miniatur aus dem 9. Jahrhundert. Die Szene zeigt die Übertünchung eines Bildes während des Bilderstreits

Mit der Regierungszeit der byzantinischen Kaiser Leo III. und Konstantin V. wird traditionell ein wichtiger Abschnitt der byzantinischen Geschichte verbunden, der Beginn des sogenannten Bilderstreits, der erst Mitte des 9. Jahrhunderts endete. Den Bilderstreit soll Leo entfacht haben, als er 726 die Christus-Ikone über dem Chalketor am Kaiserpalast entfernt und bald darauf ein Gesetz erlassen habe, das angeblich die Verehrung der Ikonen verbot. In der Forschung wurden dazu unterschiedliche mögliche Motive diskutiert. Das Resultat sei ein „Bildersturm“ (Ikonoklasmus) gewesen, verbunden mit Zerstörungen von Heiligenbildern und Verfolgungen. Diese Schilderung entspricht der modernen Forschung zufolge aber keineswegs der Realität.
Äußerst problematisch ist vor allem die Quellenlage, da fast ausschließlich Berichte der letztlich siegreichen Seite, der Bilderfreunde (Ikonodulen), erhalten sind und in ihnen nachweislich Geschichtsumdeutungen vorgenommen wurden. In mehreren dieser Werke wird gegen die militärisch erfolgreichen und durchaus nicht unbeliebten Kaiser Leo und Konstantin polemisiert (so in byzantinischen Geschichtswerken wie der Chronik des Theophanes). Unzweifelhaft ist, dass die byzantinischen Kaiser, aufgrund der vergleichsweise schwachen Stellung des Patriarchen von Konstantinopel, einen starken Einfluss auf die Religionspolitik des Reiches hatten. Es ist aber nicht einmal sicher, ob Leo III. tatsächlich konkrete Maßnahmen gegen die Bilderverehrung ergriff, denn belastbare Belege für ein gesetzliches Verbot fehlen. Konstantin V. wiederum hat zwar theologische Traktate gegen die Bilderverehrung verfasst und 754 das Konzil von Hiereia einberufen, anschließend aber kaum ernsthafte Schritte eingeleitet. Zwar war Konstantin offenbar kein Anhänger der Bilderverehrung, Vorwürfe gegen ihn werden aber nicht in zeitgenössischen, sondern in den später entstandenen ikonodulen Quellen erhoben. Mehrere harte Maßnahmen gegen politische Gegner des Kaisers sind demnach erst im Nachhinein zu Maßnahmen gegen Bilderfreunde umgeschrieben worden. Die Auseinandersetzung um die Bilder fand also Mitte des 8. Jahrhunderts zwar statt, jedoch nicht in der überlieferten Form; dass die Bevölkerung den Ikonoklasmus mehrheitlich abgelehnt hätte, ist ebenfalls nicht gesichert. Generell ist es fraglich, ob der Bilderstreit in Byzanz die Bedeutung hatte, wie es die späteren Quellen suggerieren.
Das zweite Konzil von Nikaia 787 erlaubte die Bilderverehrung nur in bestimmten Grenzen, die Mehrheit der Bischöfe wird wohl noch ikonoklastisch orientiert gewesen sein. Im frühen 9. Jahrhundert flammte der Bilderstreit unter Leo V. (reg. 813–820) wieder auf, wenngleich wohl vor allem das öffentliche Bekenntnis von Bedeutung war. Hintergrund dürfte die Erinnerung an die militärischen Erfolge der „ikonoklastischen Kaiser“ gewesen sein, die bis dahin nicht wiederholt werden konnten. Die neue kaiserliche Politik wurde, wie anscheinend bereits zuvor, von zahlreichen Kirchenführern und Mönchen unterstützt. Kaiser Michael III. (reg. 842–867) gestattete jedoch 843 wieder die Ikonenverehrung und beendete damit den Bilderstreit.